# Maine (États-Unis)
Pour les articles homonymes, voir Maine.
Le Maine (prononcé en français : /mɛn/  ; en anglais : /meɪn/ ) est un État des États-Unis situé à l'extrême nord-est du pays. Il est bordé à l'ouest et au nord par la province canadienne du Québec, au nord-est par la province canadienne du Nouveau-Brunswick, au sud-est par l'océan Atlantique, à l'ouest et légèrement au sud par l'État du New Hampshire. Le Maine constitue la partie la plus septentrionale de la Nouvelle-Angleterre et la plus orientale des États-Unis. Il est connu pour ses paysages et notamment pour ses côtes rocheuses et dentelées, ses montagnes basses et vallonnées et ses immenses forêts. Il est également reconnu pour ses spécialités de fruits de mer, notamment les homards et palourdes.
Les habitants originels du territoire qui est désormais le Maine parlent des langues algonquiennes. Le premier établissement européen a lieu en 1604 sur l'île Sainte-Croix par Pierre Dugua de Mons. Le premier établissement britannique est l'éphémère colonie de Popham, établie par la Compagnie de Plymouth en 1607. Le nord du Maine est ensuite une partie de la possession française de l'Acadie. Le territoire se délimite à la rivière Penobscot. Deux missions jésuites sont établies, une sur la baie de Penobscot en 1609, et l'autre, sur l'île des Monts Déserts en 1613. La même année, Castine est fondée par Claude de La Tour. En 1625, Charles de Saint-Étienne de La Tour construit le Fort Pentagouët pour protéger la population contre les Anglais. À la suite de la perte de l'Acadie péninsulaire par la France en 1713, cette partie nord du Maine est rattachée à la Nova Scotia (ou Nouvelle-Écosse) tandis que la partie sud continue de relever de la province de la baie du Massachusetts. Les forces américaines et britanniques luttent pour le Maine durant la révolution américaine, puis pendant la guerre anglo-américaine de 1812. Le conflit pour la possession du Maine tourne à l'avantage des forces américaines. En 1820, se séparant du Massachusetts dont il constituait une exclave, le Maine devient — lors du compromis du Missouri — le vingt-troisième État américain, de surcroît anti-esclavagiste.
En 2020, sa population s'élève à 1 362 359 habitants, soit une augmentation de 2,6 % par rapport au recensement de 2010.

## Toponymie
Avant sa désignation en tant que Maine, cette région correspondait au semi-légendaire Norembergue. Deux hypothèses coexistent quant à l'origine du nom de l’État.
Selon la première, il proviendrait d’un transfert du nom de la province française homonyme. On raconte que le nom de Maine rappelle l'ancienne province du Maine en France, qu'aurait possédée la reine Henriette-Marie, l'épouse du roi d'Angleterre Charles Ier. Mais il n'a jamais existé de transaction officielle enregistrant ce supposé titre de propriété.
Selon la seconde, durant l'époque coloniale, les marins se référaient à cette partie du continent comme the Main [Land] pour la distinguer des nombreuses îles qui bordent sa côte ; mais cela n'explique pas l'ajout d'un « e » final.
La première mention écrite du Maine figure dans le brevet du 10 août 1622 accordant conjointement à Ferdinando Gorges et au capitaine George Mason « la terre entre les rivières Merimac et Sagadahoc » établie sous le nom de province du Maine.
En 2001, la législature du Maine adopte une résolution affirmant que la province tirait son nom de la province française et a établi un jour franco-américain. Quoi qu'il en soit, le nom est officiel depuis 1665, date à laquelle les commissaires du roi Charles Ier ont ordonné que la « province du Maine » soit inscrite dans les registres officiels.
Le Maine est le seul État américain dont le nom ne comporte qu'une syllabe, le « e » final étant muet comme en français,.

## Emblèmes et hymnes

Pavillon maritime du Maine.

Lors de son admission à l'Union, le Maine se dote d'un sceau le 9 juin 1820, composé comme suit : un écu d'argent avec, en son centre, un pin de sinople sous lequel repose un élan couché ; supporté à dextre par un fermier s'appuyant sur sa faux et à senestre par un marin s'appuyant sur une ancre; en terrasse sur listel le nom de l'État en grandes capitales romaines et en cimier, l'étoile polaire brillante, surmontant la devise de l'État, Dirigo (« je dirige »), sur listel de gueules en petites capitales romaines.
Le drapeau, adopté en 1909 et dont le dessin est fixé en 1919, reprend ces armoiries sur fond bleu. Le Maine bat en outre pavillon sur lequel est représenté un pin barré d'une ancre sur fond blanc, avec en bas le nom de l'État et en haut sa devise.

Proposition de nouveau drapeau par le lauréat Adam Lemire de Gardiner (2024)

Estimant leur drapeau « trop compliqué », « militaire », ou « peu identifiable parmi les drapeaux de l'Union », les habitants du Maine ont demandé qu'il soit simplifié et un référendum sur le sujet devait être organisé en 2024. Cependant, la législature du Maine a proposé début avril 2024 que le référendum soit repoussé à novembre 2026 et qu'une commission du drapeau soit créée pour aider la secrétaire d’État dans son choix. Ce report a été refusé par la gouverneure Janet Mills. Il s'agirait de restaurer la version de 1901 de la bannière, avec l'étoile bleue et le pin sur fond chamois. Deux versions graphiques seraient proposées : l'une, présentant un pin stylisé, l'autre, un pin plus réaliste, cette deuxième version ayant la préférence des historiens de l'état. Le 5 août 2024, la secrétaire générale Shenna Bellows annonce que sur les 400 propositions soumises, c'est le projet conçu par l'architecte Adam Lemire de Gardiner qui a été retenu. Le pin de son projet, d'un rendu photoréaliste, dont les racines sortent du tronc comme dans le drapeau de 1901, comporte 16 branches qui représentent les seize comtés du Maine. Son auteur dit s'être inspiré d'un pin blanc de l'Est qu'il contemple souvent lors de promenades avec son fils de trois ans au Viles arboretum d'Augusta. Ce projet, soumis au référendum du scrutin de novembre 2024 (question 5), a été rejeté par 55,3 % des électeurs.
Depuis 2012, le Maine a officiellement un hymne : la marche Dirigo, du nom de sa devise . Cette marche, approuvée par la législature de l'État à l'unanimité, a été composée en 1961 par Leo J. Pepin, diplômé du Conservatoire de musique du nord, originaire d'Augusta, capitale du Maine, et qui s'est éteint en 2015.
Par ailleurs, la gouverneure Janet Mills a promulgué en 2019, ballade officielle de l'État, la chanson du groupe folk Ghost of Paul Revere intitulée The Ballad of the 20th Maine qui évoque le rôle crucial joué par ce régiment lors de la bataille de Gettysburg pendant la guerre de Sécession.

## Histoire

### Première occupation

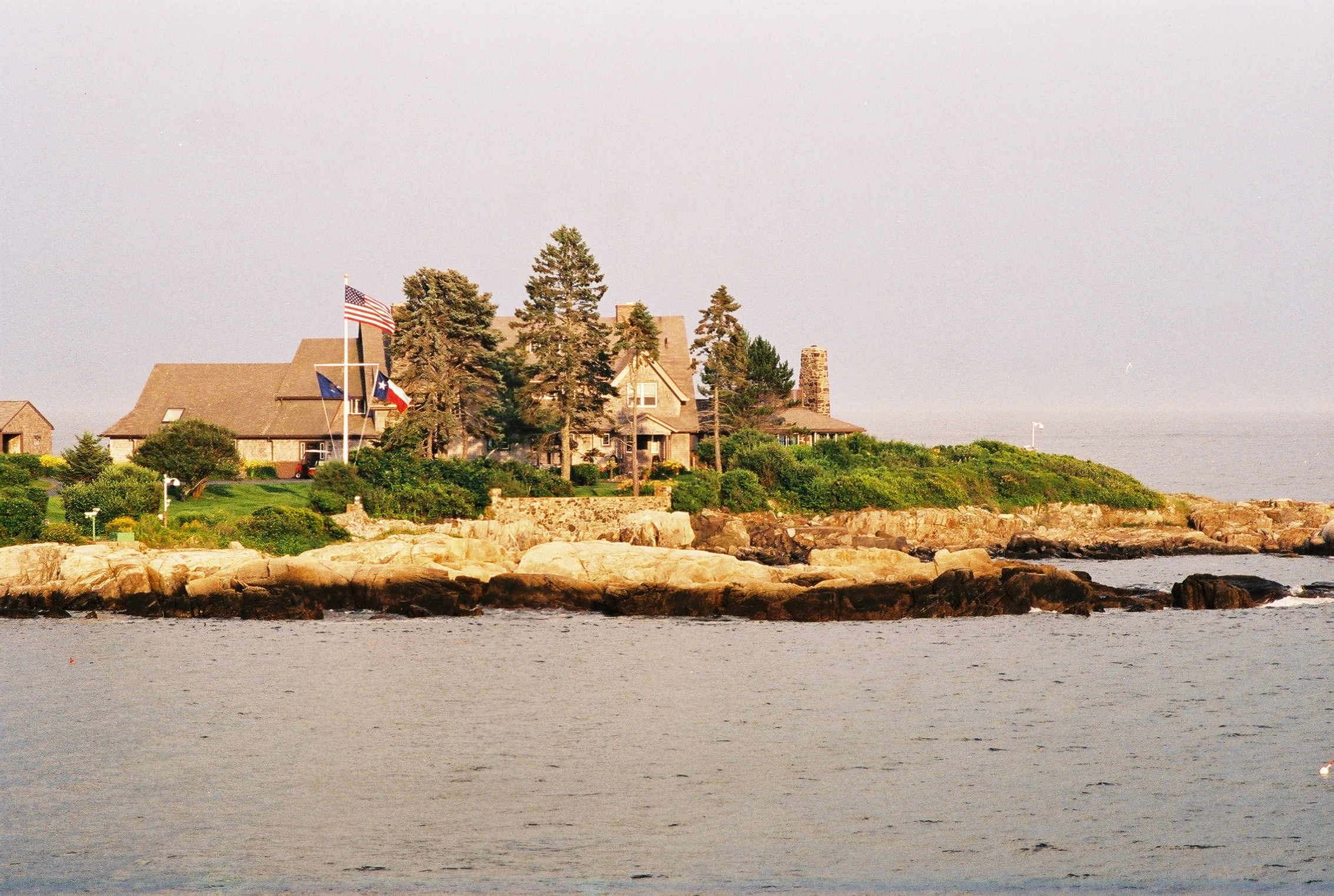
Résidence d'été de la famille Bush à Kennebunkport.

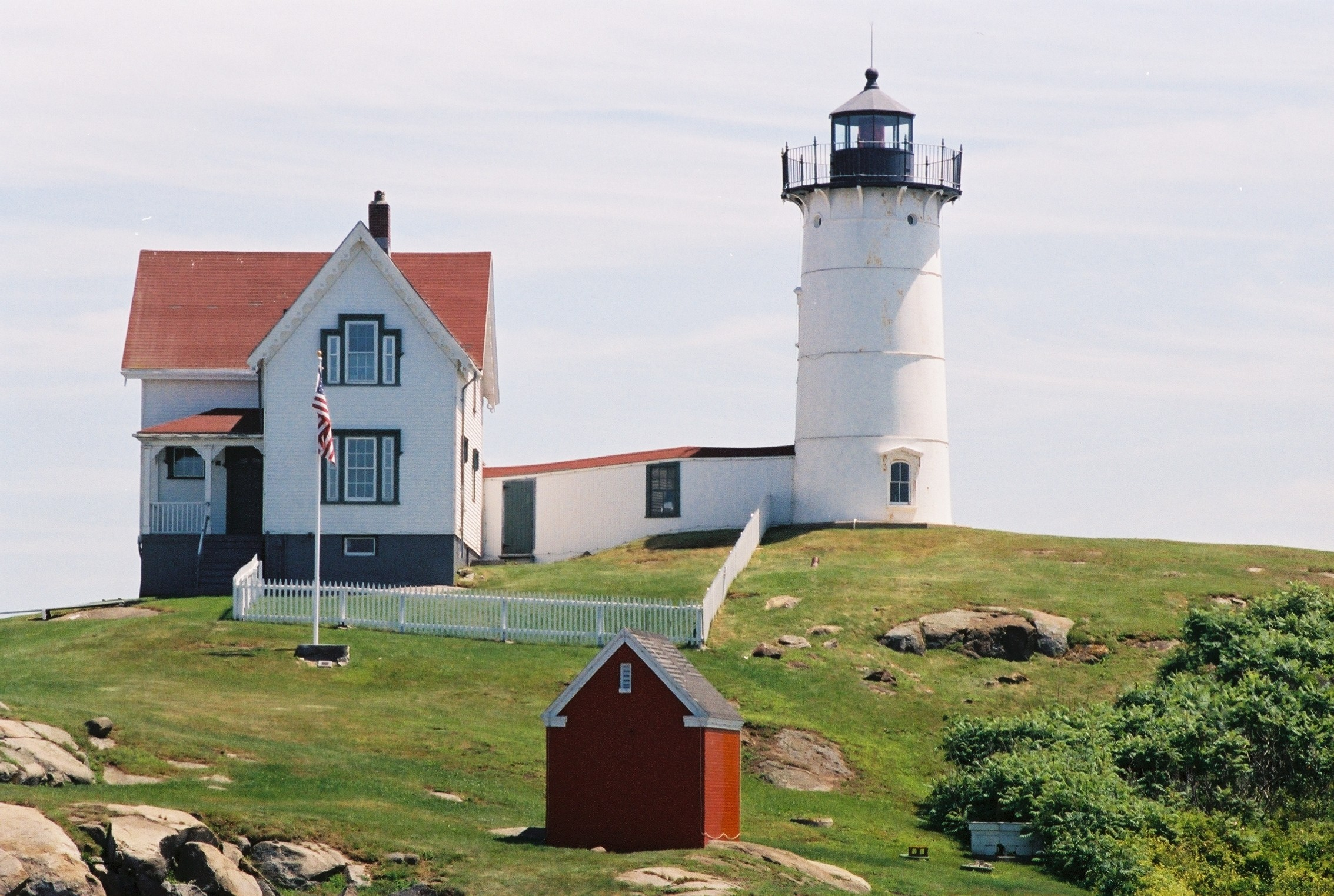
Le phare de Cape Neddick, comté de York.

La première occupation humaine du Maine aurait eu lieu il y a entre 6 000 et 2 000 ans. Descendants des chasseurs de gros gibier de l'ère glaciaire, ces premiers occupants sont nommés Red Paint People par référence à l'ocre rouge qu'ils utilisaient pour leurs rites funéraires. La découverte des sites funéraires de ce peuple remonte à 1840 et leur premier examen scientifique à 1892, mais la culture et les raisons de la disparition de ces populations restent mystérieuses.

### Ère coloniale

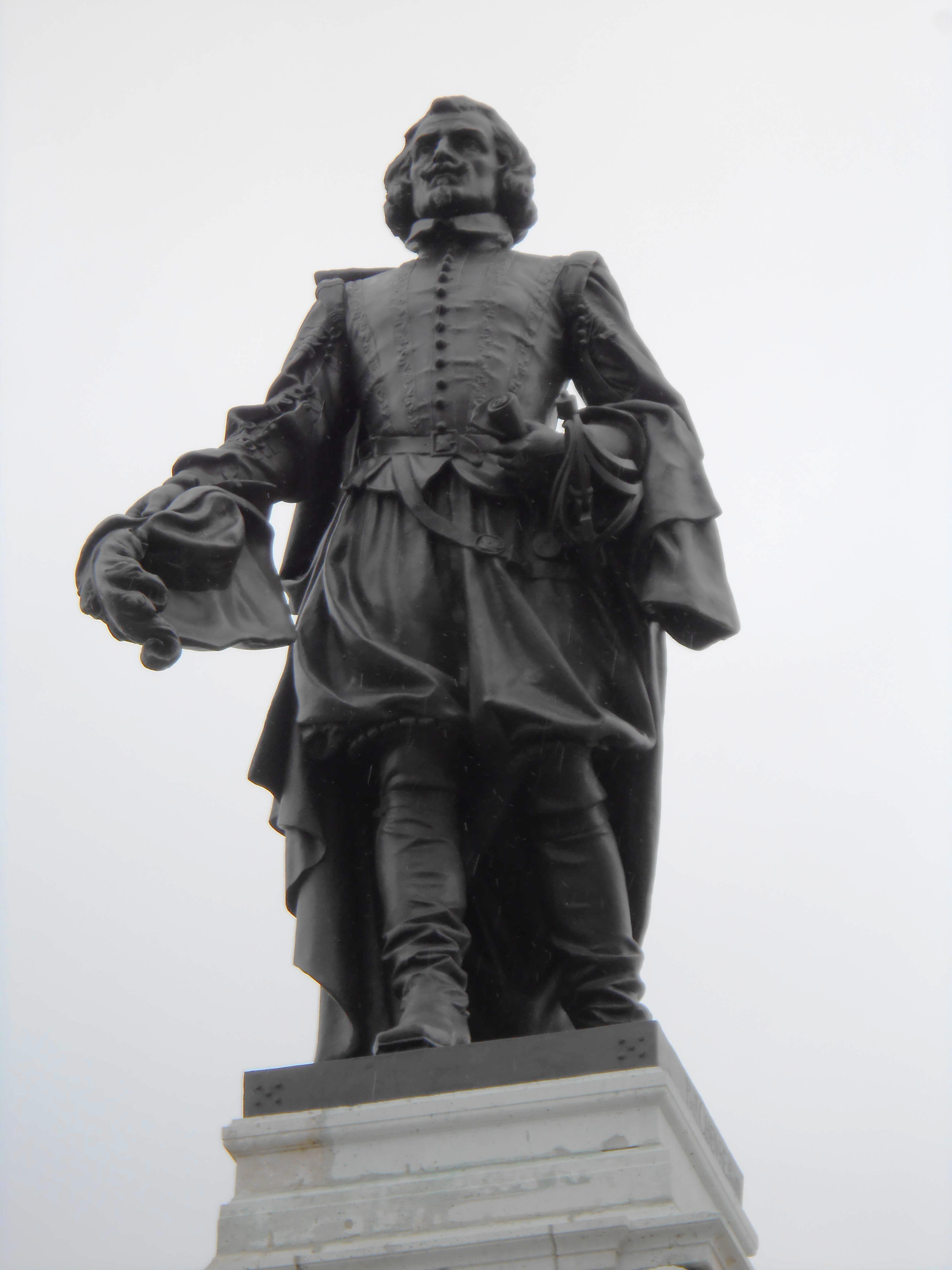
Samuel de Champlain est à la source du premier établissement européen du Maine en 1604.

Les habitants d'origine furent des peuples algonquiens ; plus précisément, les peuples Wabanaki, Abénaquis, Passamaquoddys et les Pentagouets. Le premier établissement européen est celui de l'île Sainte-Croix en 1604 par Samuel de Champlain. Il nomme le territoire l'Acadie. En 1607, la colonie de Plymouth s'implante à Popham mais cet établissement ne peut survivre aux hivers rigoureux de la région. En 1609, les Jésuites établissent une mission dans la baie de Penobscot, puis, en 1613, une autre sur l'île des Monts Déserts. Aussi en 1613, le village de Castine est établi par Claude de La Tour.
En 1625, Charles de Saint-Étienne de La Tour érige un fort nommé le Fort Pentagouët. Le sud du Maine est devenu la propriété de la colonie de Plymouth en 1622 et une province de la Colonie de la baie du Massachusetts en 1652. Bien que Castine leur préexistât, les deux premières villes véritables fondées sont, successivement, Kittery (en 1647) puis York (en 1652). Au début du XVIIIe siècle, seule une demi-douzaine des premiers établissements humains avait survécu aux rigueurs du climat.
Nombre de conflits opposent la partie nord, qui faisait partie de l'Acadie, à la partie sud, britannique. Après la défaite des Français dans les années 1740, l'autorité du nord passe à la Nouvelle-Écosse, tandis que celle du sud reste au Massachusetts qui avait acquis la plupart des terres de ce territoire encore sauvage. En 1741, lors de la déclaration de l'indépendance de la province du New Hampshire, le Maine n'a plus de continuité territoriale avec le Massachusetts dont il constitue désormais une exclave.

### Conflits anglo-américains
Les forces britanniques et américaines se disputèrent le territoire du Maine durant la révolution américaine et la guerre anglo-américaine de 1812. Durant celle-ci, les forces britanniques occupèrent le Maine, le Massachusetts se révélant incapable ou peu soucieux d'assurer la protection du district. Ce constat amplifia le mouvement en faveur d'une séparation d'avec cet État.

### Séparation d'avec le Massachusetts

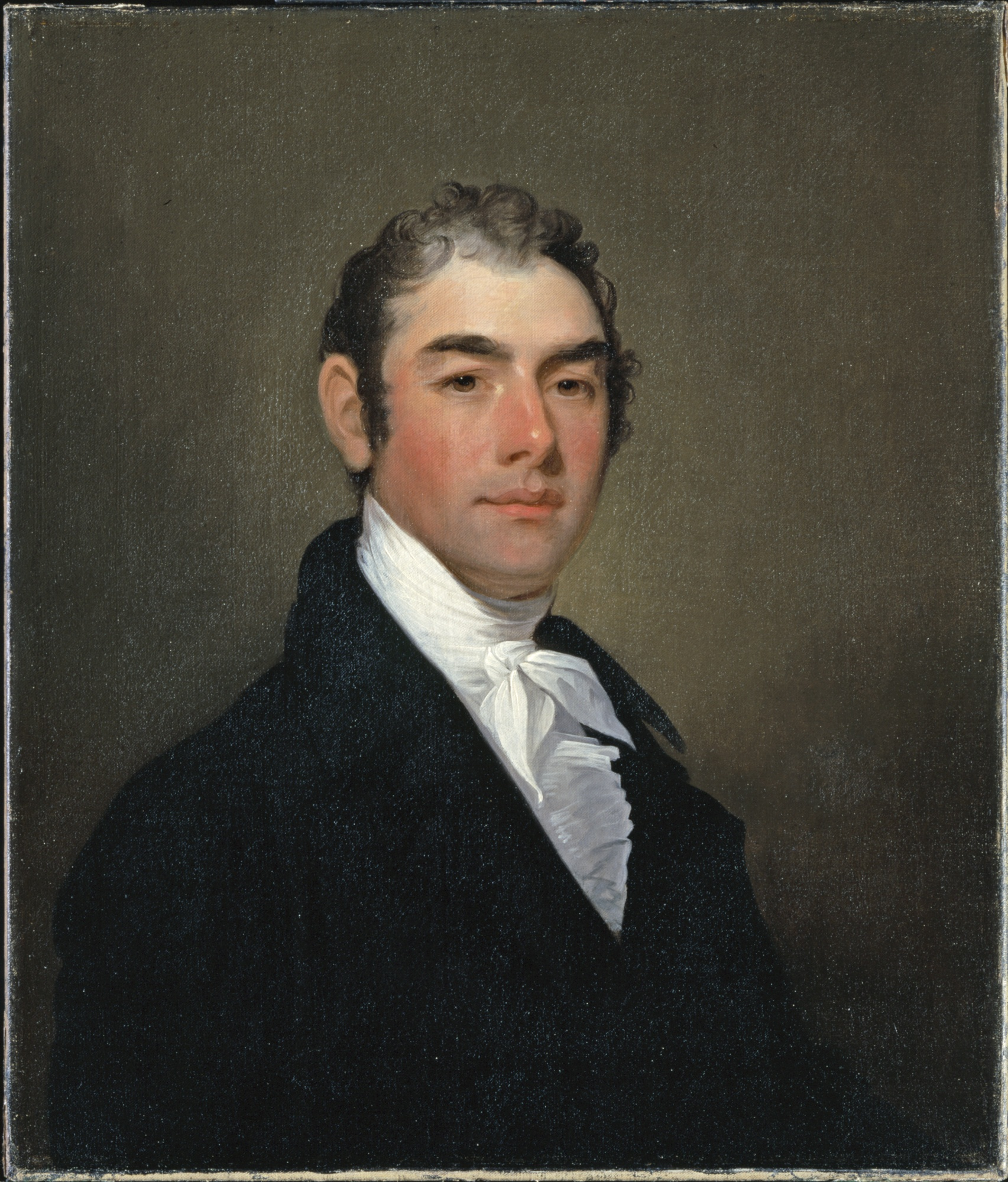
William King, premier gouverneur du Maine (1820-1821)

À cause de sa distance avec le Massachusetts, et en application du compromis du Missouri, le Maine se sépara donc en 1820, et devint le 23e État des États-Unis.
Une fois la séparation votée, deux comités furent créés, pour doter le nouvel État, respectivement, d'un nom et d'une constitution. Le comité du nom fut long à se départager. Dans un premier temps, il discuta âprement du choix à faire entre state et commonwealth pour désigner le territoire et l'appellation state ne l'emporta finalement que de six voix. Dans un second temps, le comité eut à trancher sur le choix du nom à donner à cet État. Certains, dont le juge Cony qui présidait la convention, considérant qu'elle s'était réunie le 11 octobre, date anniversaire du jour où Christophe Colomb vit pour la première fois l'Amérique, plaidèrent pour que le nom de Columbus fût attribué à l'État. D'autres, plus nombreux, se déclarèrent en faveur du maintien du nom Maine, faisant valoir, d'une part, « que ce nom était déjà connu dans le pays et en Europe » et, d'autre part, que l'objectif de ce nouveau territoire était de devenir « le plus grand État de l'Union » (jeu de mots en anglais : main/Maine) et qu'il convenait en conséquence de ne pas altérer son nom qui le prédestinait en quelque sorte à une telle ambition. Ces deux arguments et ce calembour l'emportèrent.
La capitale du Maine était alors Portland, qui est désormais la ville la plus importante de l'État. Puis, en 1832, la capitale fut transférée à Augusta. Le siège de la Cour suprême du Maine reste toutefois à Portland.
Le premier gouverneur du Maine fut William King, ardent défenseur de la séparation d'avec le Massachusetts.
Lors de sa création, le Maine comptait un peu moins de 300 000 habitants, pour la plupart installés sur la côte ou le long des cours inférieurs des rivières Kennebec et Penobscot. Les familles vivaient généralement dans de petites fermes, en autarcie. Sur la côte, les habitants vivaient de la pêche et de la construction navale.

### Guerre d'Aroostook
La question de la ligne de démarcation entre le nouvel État et le Nouveau-Brunswick est restée cependant sujette à conflit durant de nombreuses années et a menacé d'éclater en guerre ouverte en 1839 lorsque l'Assemblée législative du Maine a décidé de lever des troupes afin de protéger sa frontière nord-est et ses revendications territoriales. Mais cette dispute, appelée guerre d'Aroostook, fut réglée par la négociation et sans effusion de sang en 1842, grâce au traité Webster-Ashburton qui détermina les limites frontalières du Maine avec les colonies et futures provinces du Nouveau-Brunswick et du Bas-Canada ou Québec actuel.

### Développement industriel
Au XIXe siècle, le Maine a connu un important développement industriel du fait de la richesse de ses ressources naturelles, de la multitude de ses cours d'eau, de son climat et de sa proximité avec des marchés importants. De toutes les activités de ce secteur secondaire, la plus importante a été la production manufacturière. De 1849 à 1900, la population de l'État est passée de 583 169 à 742 371 habitants et parallèlement, le nombre de salariés employés dans les manufactures de 28 020 à 79 955. Ces chiffres montrent la prééminence de la production manufacturière dans l'économie du Maine au cours de ce siècle.
L'activité prédominante concernait la production de papier et de pâte de bois. Vers 1900, le Maine occupait ainsi la troisième place dans l'Union en ce qui concerne l'industrie du papier. Introduite dans l'État à la fin du XVIIe siècle, cette activité s'est développée au début du XIXe siècle avec sa mécanisation grâce à l'invention, due au Français Louis Nicolas Robert, de la machine à papier dite Fourdrinier, à la suite des améliorations portées en 1807 à son modèle initial par les frères Henry et Sealy Fourdrinier. L'essor de cette industrie s'explique en grande partie par le développement de l'alphabétisation qui a fait fortement augmenter la demande en papier au cours de ce siècle. Avec ses ressources en essences d'arbres appropriées, comme l'épinette, et ses grandes capacités en énergie hydraulique, le Maine était à même d'y répondre.
Au second rang figurait la production de cotonnades et de laines. Le tissage du coton débute très tôt dans le Maine, en 1809, avec la création d'un premier établissement à Brunswick (comté de Cumberland), suivi d'un deuxième en 1810 à Wilton (comté de Franklin) puis d'un troisième l'année suivante à Gardiner (comté de Kennebec). Fondée en 1809, la Brunswick Cotton Manufacturing Company devint l'année de la création de l'État la Maine Cotton and Woolen Factory Company : en 1840, la compagnie comptait six manufactures et jusqu'à quinze en 1914. L'industrie de la laine a suivi le même développement. De 24 établissements en 1840, elle en compta 26 en 1859, puis 56 en 1869, plaçant l'État au 7e rang dans l'Union pour la production de laines.
Venait ensuite l'industrie du cuir (bottes et chaussures). Au départ, il s'agissait d'une activité domestique, pratiquée à petite échelle avec le bétail des fermes. En 1829, le collectif Leather, Tanneries, Saddleries, etc. regroupait un certain nombre de ces petites tanneries et jusqu'à 152 établissements en 1859, connaissant un grand essor lors de la Guerre Civile. En 1879, le Maine occupait le 4e rang dans l'Union pour cette filière.
Autre activité d'importance : les conserveries, qui concernent principalement au XIXe siècle le poisson et les fruits et légumes. Avec sa façade côtière, le Maine disposait de ressources halieutiques prodigieuses. La pêche à la morue venait au premier rang jusqu'en 1870 où elle amorça son déclin face à la forte concurrence exercée par les pêcheries canadiennes, soutenues par le Gouvernement du Dominion. La pêche au homard s'est aussi développée tout au long du siècle, au fur et à mesure que s'amenuisaient les ressources en cabillaud, merlu, aiglefin et flétan. Dans la seconde moitié du siècle, le Maine se spécialisa dans la mise en conserve des « sardines », en fait des petits harengs. Prenant modèle sur les conserveries de sardines qui se développèrent en France en 1850 et qu'il avait eu l'occasion de visiter lors d'un voyage sur le vieux continent, George Burnham de Portland eut l'idée de mettre en conserve ces poissons, croissant en myriades dans les eaux du Maine, trop petits de taille pour la saumure ou le fumage. Pendant la Guerre Civile, le secteur de la conserve alimentaire s'intéressa aux légumes et aux fruits : maïs sucré, haricots, courges, citrouilles, tomates, pommes et bleuets. Bien que limitée et localisée dans une petite partie du comté de Washington, la mise en conserve des bleuets mérite une mention, le Maine étant le premier État de l'Union à la développer.
La construction navale représente, dès la colonisation, une des activités les plus importantes du Maine. Plusieurs facteurs déterminants l'expliquent : l'abondance des ressources naturelles en bois d’œuvre de qualité supérieure comme le chêne blanc, le pin blanc, le hêtre, le bouleau ou l'érable ; l'importance des zones côtières de l'État ; la diversité des compétences et savoir-faire de sa population active qui s'adonnait indifféremment, selon les saisons, à l'agriculture, à la pêche, au bûcheronnage ou à la construction de bateaux ; la place primordiale occupée par le secteur de la pêche dans l'économie du Maine.
Autre activité remontant à la colonisation : la fabrication de briques, le Maine étant réputé pour ses terres argileuses de qualité. Avec le bois, la brique a longtemps représenté le matériau principal de construction de l'État. À la fin du XIXe siècle, jusqu'à 118 briqueteries se trouvaient en exploitation dans le Maine. Parallèlement, la fabrication de la chaux occupait une place importante dès le XVIIIe siècle.
Moins connu mais caractéristique du Maine, le commerce de la glace, abondante en raison des hivers longs et rigoureux de cet État, a constitué une activité à part entière jusqu'à l'invention de la glace artificielle, fabriquée dès 1866 mais qui ne se développa vraiment qu'à la fin du XIXe siècle.

### Exploitation forestière
Surnommé « l'État du Pin », le Maine est connu pour la permanence depuis le début du XVIIe siècle de son exploitation forestière qui constitue toujours, en ce début du XXIe siècle, la principale activité économique du Nord de l'État. Dans les premiers temps, une grande partie de la région était inaccessible, sauf par les cours d'eau, de sorte que les activités de coupe étaient concentrées sur la côte et le long des principales rivières. Peu à peu et au fur et à mesure du développement du chemin de fer et des routes forestières, les exploitations se sont agrandies et parallèlement, les réseaux fluviaux sont devenus d’une importance vitale pour le transport du bois hors des forêts vers les marchés de l’État.
La première scierie alimentée à l'eau a été construite en 1634 à South Berwick (comté de York) et en 1832, Bangor était considéré comme le plus grand port d'expédition du bois d’œuvre du monde. À la même époque, Patten (comté de Penobscot) était l'un des plus grands centres d'exploitation forestière du Maine. Les historiens distinguent trois phases dans l'organisation et le développement de l'industrie forestière dans cet État : jusqu'à l’accession à l’État en 1820, une exploitation familiale ou partenariale ; à partir de cette date et jusqu’en 1880, une organisation de forme coopérative, menée par les associations de bûcherons ; après 1880, à une époque où la fabrication du papier est en train d’émerger, une industrie capitaliste dominée par les grandes organisations et les grandes entreprises.
À l'époque de la colonisation, les bois étaient perçus comme d'immenses étendues à défricher pour implanter fermes et habitations. Les billes de bois étaient alors transportées par voie navigable vers la côte où elles faisaient l'objet d'un commerce vers l'Angleterre qui avait besoin de mâts pour sa flotte de guerre. À partir de 1840, les scieries se densifièrent et en 1858, un natif du Maine, Joseph Peavey inventa un palan qui facilita le travail des débardeurs. Depuis le début du siècle, les exploitants disposaient d'un marché : Boston, qui venait de s'industrialiser. Le siècle suivant sera marqué par la mécanisation de l’exploitation forestière et la surexploitation de certaines espèces d’arbres face à la concurrence des entreprises forestières canadiennes, notamment. Les premières règlementations pour contrer les effets dévastateurs de la déforestation sont adoptées au niveau fédéral en 1891 avec la promulgation du Forest Reserve Act. Cette même année voit la création du Service forestier du Maine (Maine Forest Service) qui veille, depuis cette date, à « protéger et améliorer les ressources forestières du Maine ». L' État s'est doté d'un plan d'action forestier, arrêté le 30 décembre 2020 et approuvé fin juin 2021. Décennal, ce document stratégique aidera à orienter les mesures de gestion forestière du gouvernement de l' État. Il analyse l'état sanitaire des arbres et des forêts du Maine, quel que soit leur propriétaire, et fournit des stratégies et des pistes d'action pour assurer un avenir durable aux forêts de l’État.

### Pendant la Première Guerre mondiale

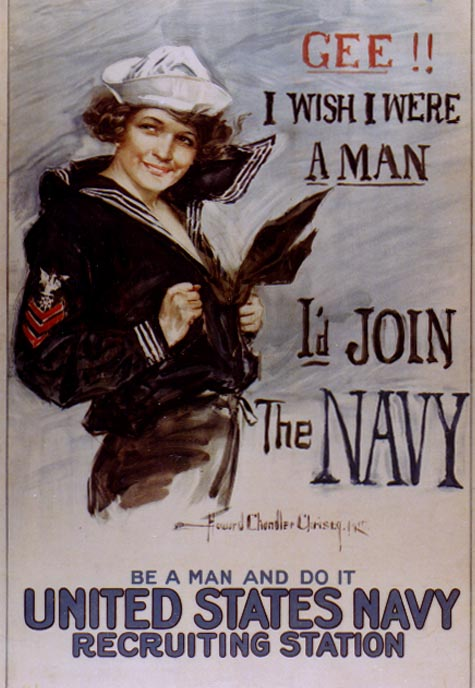
Affiche de propagande (1917).

Avant même l'entrée en guerre des États-Unis, le Maine s'est préparé à d'éventuels raids aériens provenant de l'étranger en organisant sa défense côtière autour des forts de Cape Elizabeth, South Portland, Cushing Island, Great Diamond Island, House Island et Cow Island. Le Corps d'artillerie côtière et la Garde nationale du Maine ont été mobilisés à Fort Williams (Cape Elizabeth) dont les dispositifs de défense ont été renforcés en 1917. Par ailleurs, pour les communautés côtières, la menace d'une attaque de sous-marins allemands était réelle et les activités de pêche vécues comme périlleuses.
Les habitants du Maine ont soutenu l'effort de guerre depuis chez eux, en formant des organisations de secours et en participant à la défense civile. En plus de cette participation active au Homefront (front intérieur), le Maine a fourni plus de 32 000 combattants, soit environ 5 % de sa population, lorsque les États-Unis sont entrés en guerre. Entre avril 1917 et décembre 1918, 1 032 hommes et femmes du Maine ont donné leur vie pour leur pays.

### Pendant la Seconde Guerre mondiale

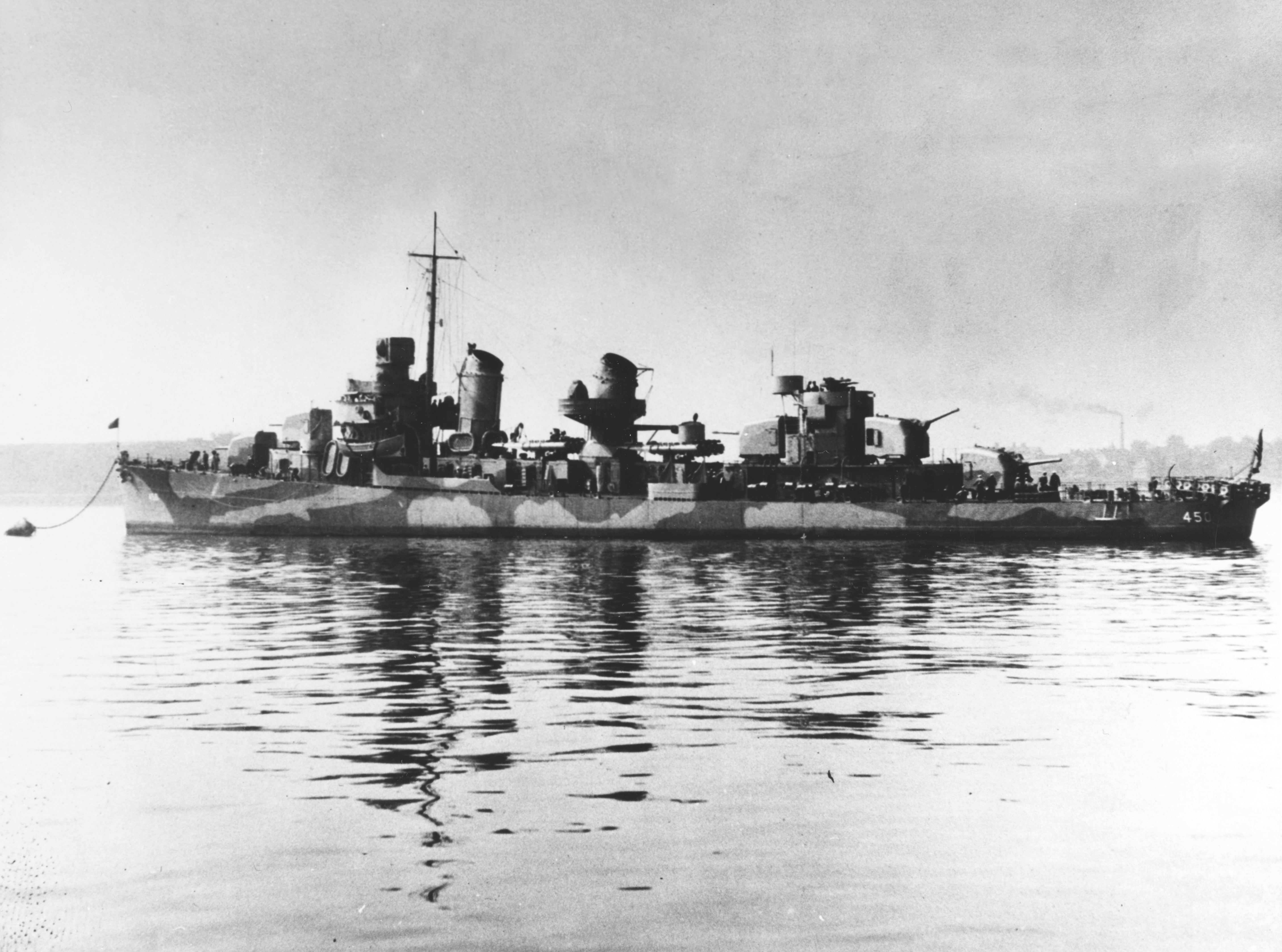
Le destroyer USS O'Bannon en 1942 construit à Bath (15 étoiles de combat).

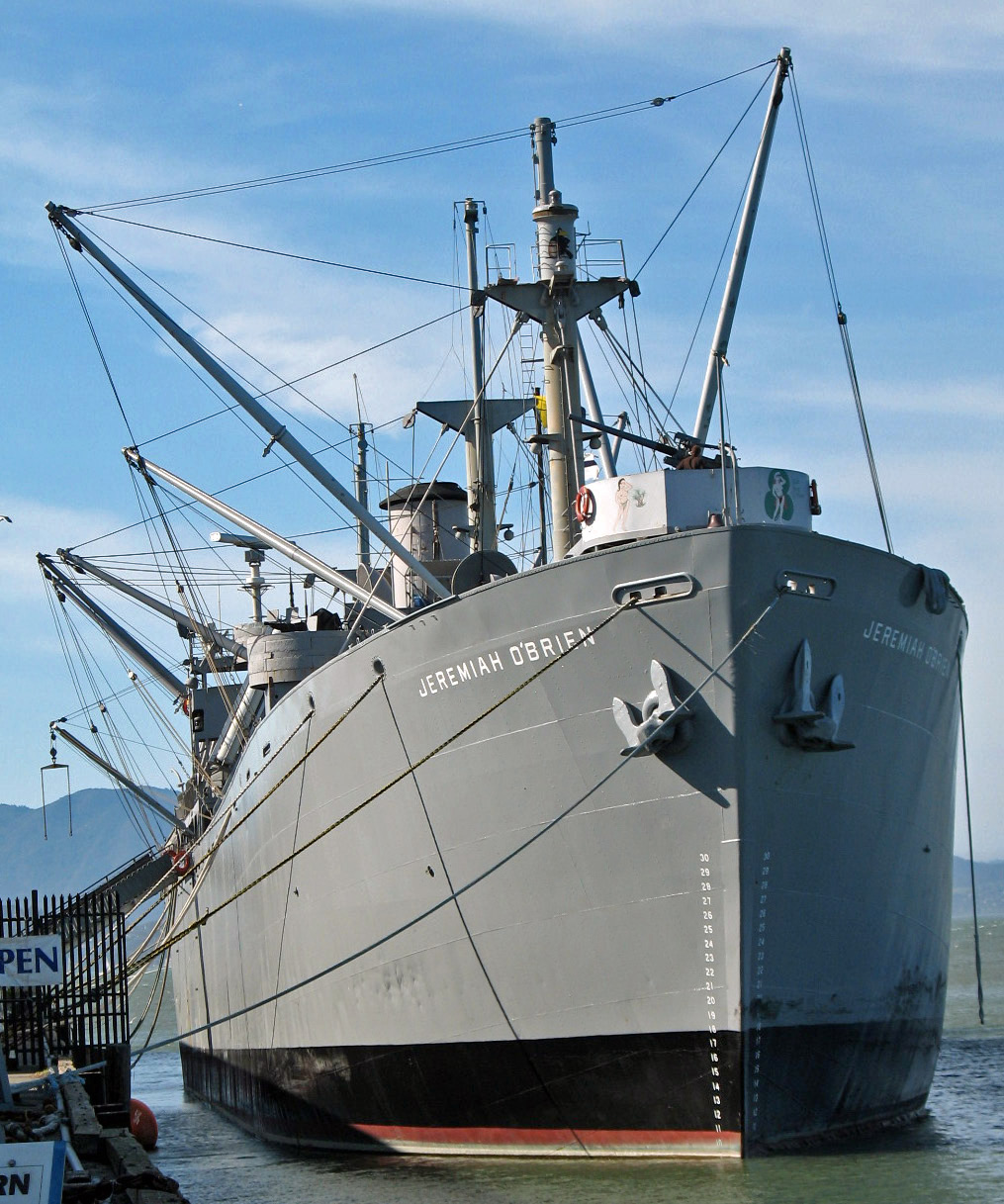
Le Liberty ship Jeremiah O'Brien, construit à South Portland, inscrit au Registre national des sites historiques, qui participa au Débarquement en Normandie le 6 juin 1944.

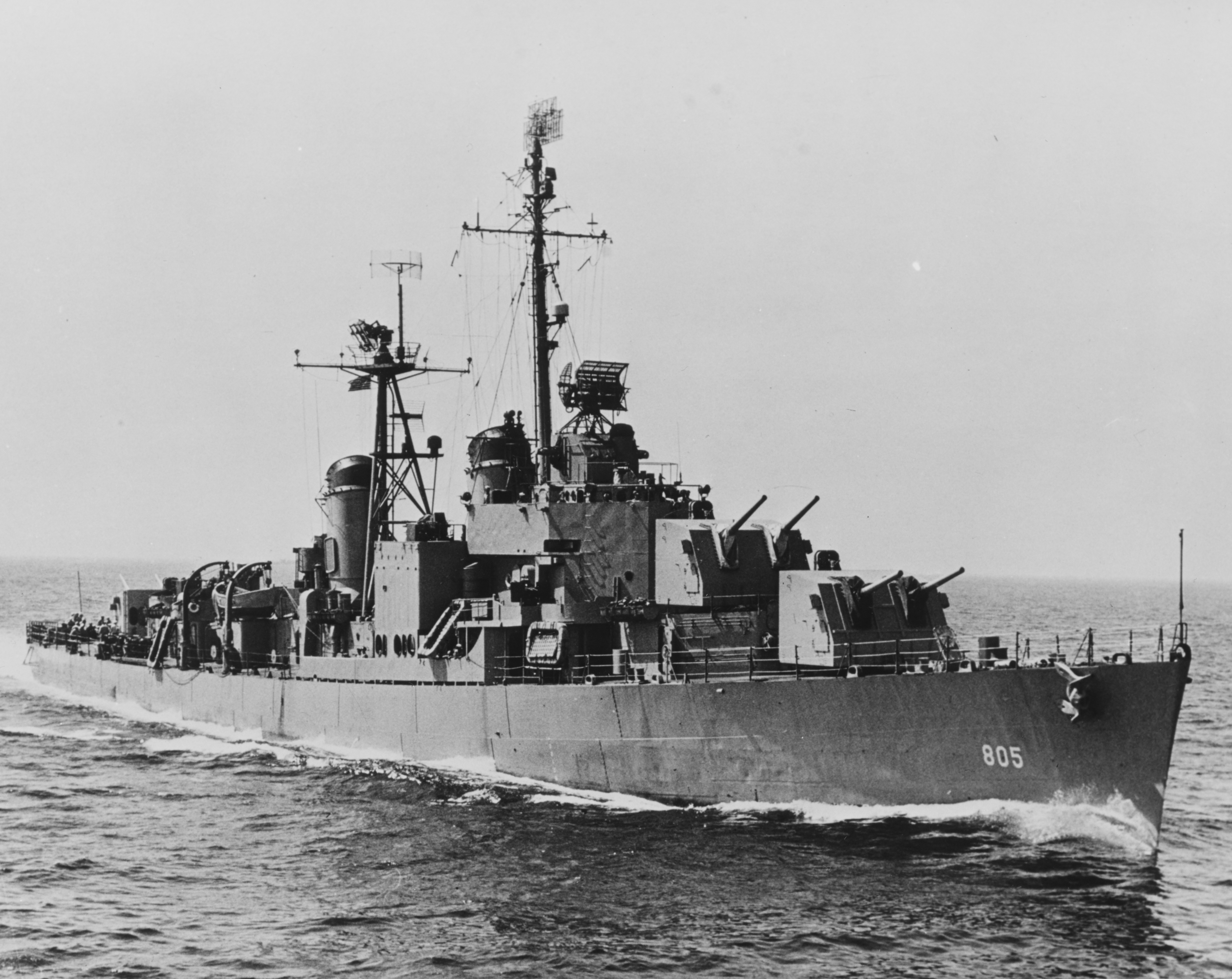
Le destroyer USS Chevalier, construit à Bath, qui servit à Pearl Harbor qu'il atteignit le 9 juillet 1945.

Pendant le second conflit mondial, à l'instar des autres Américains, les Mainers ont participé à l'effort national et notamment à la lutte contre la pénurie alimentaire. Avec l'accord du gouvernement fédéral, les agriculteurs du comté d'Aroostook, qui devaient faire face au manque de bras, ont employé les prisonniers de guerre allemands que le Maine a accueilli dans une dizaine de camps établis à Caribou, Presque Isle, Bangor, Spencer Lake, Princeton et sur la base aérienne de l'Armée à Houlton. Les chantiers navals du Maine ont de leur côté contribué largement à la construction de navires de guerre : à eux seuls, Bath Iron Works et le chantier naval de South Portland, ont fourni près du quart de la flotte de la marine américaine (cargos, destroyers, porte-avions, sous-marins et Liberty ships). Des chantiers plus modestes, comme ceux établis à Camden ou Boothbay Harbor, se sont spécialisés dans la construction de dragueurs de mine en bois et de patrouilleurs. Pour la première fois dans l'histoire des États-Unis, des femmes ont été recrutées dans ces industries lourdes, qui représentaient environ 18 % des effectifs. Dans le cadre de la défense civile, les pêcheurs du Maine ont été équipés de radios pour signaler toute présence de sous-marins allemands au large des sites portuaires de l'État. L'Armée américaine a par ailleurs construit plusieurs aérodromes dans le Maine, servant de sites d'entrainement à ses soldats.
Près de 80 000 hommes et femmes du Maine ont servi l'Union pendant le second conflit mondial et 2 156 d'entre eux ont été tués.
La guerre a stimulé certains secteurs de l'économie du Maine, notamment les industries du textile et de la chaussure, avec les besoins des armées en uniformes et en bottes. L'activité de Portland a connu une forte embellie grâce à la présence de milliers de marins stationnés à la base navale de Casco Bay.

### Période récente

#### Polémique du Portsmouth Naval Shipyard
En 2001, déboutant le New Hampshire et mettant un terme à un conflit de près de 200 ans, la Cour suprême attribue au Maine le Portsmouth Naval Shipyard (Chantier Naval de Portsmouth), situé sur l'île de Seavey dans l'estuaire de Portsmouth.

#### Pandémie de Covid-19
Le premier cas de Covid-19 confirmé dans le Maine date du 12 mars 2020 (dans le comté de Hancock). La gouverneure du Maine, Janet Mills, a proclamé, le 15 mars 2020, l'état d'urgence civile qu'elle a renouvelé les mois suivants, le 14 avril puis le 13 mai et le 10 juin 2020. Afin d'endiguer la propagation du virus, le gouverneur a pris début avril 2020 une ordonnance de confinement (stay-at-home order) de l'ensemble de la population des seize comtés de l'État, s'appliquant dans un premier temps du 2 au 30 avril 2020, puis prolongée fin avril jusqu'au 31 mai 2020.
Le 1er avril 2020, le gouverneur demandait la reconnaissance de l'état de catastrophe pour le Maine et l'aide fédérale pour, notamment, l'indemnisation du chômage, les aides à la garde d'enfants et aux funérailles. Afin de faire face à l'afflux de non-résidents du Maine, en particulier sur la zone côtière où se situent nombre de résidences secondaires, la gouverneure a par ailleurs préconisé une « auto-quarantaine » de quatorze jours, s'appliquant de même aux Mainers regagnant leur État.
Au 8 juin 2021, 68 232 cas confirmés de Covid-19 (dont 839 morts) étaient officiellement recensés dans le Maine. À la même date, le Maine occupait le 5e rang des États américains où le vaccin a été le plus distribué. Afin d'atteindre les communautés rurales les plus éloignées et les moins bien desservies du Maine, l'administration Mills a déployé une unité mobile de vaccination dont la mission a été prolongée jusqu'à la fin du mois de juillet, compte-tenu de son succès : au 12 mai 2021, plus de 53 % de la population âgée de plus de 16 ans avaient reçu les deux doses du vaccin.
La gouverneure Mills a mis fin à l'état d'urgence dans le Maine le 30 juin 2021 à minuit.
Fermée en raison de la pandémie et d'un commun accord depuis le 21 mars 2020, la frontière terrestre entre le Canada et les États-Unis, dont sa section entre le Nouveau-Brunswick et le Maine, a été ré-ouverte par les autorités canadiennes aux Américains et aux résidents permanents le 9 août 2021, sous réserve de leur vaccination complète depuis au moins 14 jours.
| comté        | cas recensés | décès | comté       | cas recensés | décès |
| ------------ | ------------ | ----- | ----------- | ------------ | ----- |
| Androscoggin | 29 050       | 351   | Oxford      | 14 885       | 186   |
| Aroostook    | 18 948       | 214   | Penobscot   | 38 705       | 418   |
| Cumberland   | 68 155       | 530   | Piscataquis | 4 012        | 48    |
| Franklin     | 7 510        | 72    | Sagadahoc   | 7 208        | 49    |
| Hancock      | 10 487       | 124   | Somerset    | 13 236       | 129   |
| Kennebec     | 30 823       | 321   | Waldo       | 8 270        | 88    |
| Knox         | 8456         | 62    | Washington  | 5 968        | 76    |
| Lincoln      | 7 015        | 49    | York        | 53409        | 379   |

Au 11 mai 2020, le comté du Maine le plus touché par le virus est le comté de Cumberland, avec 714 cas confirmés et 31 morts de recensés. À la même date, le Maine comptabilise 1 462 cas confirmés et 65 morts imputées au virus, ce qui le place, respectivement, au 7e rang des États du pays pour le nombre de contaminés et au 14e rang pour le nombre de décès. Au 1er juin 2020, le Maine occupe le 10e rang pour le nombre de contaminés et le 12e rang pour le nombre de décès. Les femmes sont plus touchées par le virus que les hommes (51,2 % des cas confirmés) et la tranche d'âge des 50-59 ans la plus concernée (16,9 %), selon les données mises en ligne par le gouvernement du Maine le 19 juin 2020.
Le 22 septembre 2020, la gouverneure Janet Mills a élargi à tous les habitants de plus de douze mois la possibilité de se faire tester pour la Covid-19, sans nécessité d'une ordonnance. À cette date, 400 tests pour 100 000 habitants ont été effectués, un record qui classe l’État du Maine « au premier rang du pays sur le pourcentage de personnes testées selon un niveau cible développé par des chercheurs du Harvard Global Health Institute ».
Au 8 juin 2021, le virus était en recul dans tous les comtés du Maine à l'exception du comté de Washington où le nombre de contaminations restait le même.
Début août 2021, et bien que quatre adultes sur cinq aient reçu au moins une dose du vaccin, l'augmentation de la contamination restait constante, en raison de la propagation du variant delta. La grande majorité des nouveaux cas n'était pas vaccinée, ce qui, d'après les analyses locales, reflétait la virulence de ce variant. Au 10 août 2021, 13 des 16 comtés de l'État dépassaient le seuil au-delà duquel le port du masque à l'intérieur était recommandé.
Le 7 septembre 2021, la presse signalait que « le taux de cas de Covid-19 dans le Maine (était) passé de plus bas au plus élevé (des états) de la Nouvelle-Angleterre au cours des deux semaines précédant le week-end de la fête du Travail, alors que la flambée de la variante delta continuait de faire des ravages » et ce, malgré un taux de vaccination des plus élevés des États-Unis. Après avoir longuement hésité pendant l'été et malgré la pression de certains parents d'élèves, les districts scolaires du Maine ont décidé de rendre obligatoire le port du masque à la rentrée 2021, plusieurs districts du nord de l’État, où les cours reprenaient plus tôt, ayant été contraints d'adopter l'apprentissage en ligne face à la recrudescence du virus.
Le 17 décembre 2021, le gouvernement du Maine annonçait les premiers cas du variant Omicron détectés dans le comté de Penobscot à l'occasion de l'analyse de cinq échantillons prélevés à partir de tests PCR positifs.
Afin de soutenir le recrutement de personnels soignants dans les hôpitaux de l’État, la gouverneure Mills a mobilisé son budget supplémentaire d'urgence avec une première subvention de 25 millions de dollars en octobre 2022, reconduite en juin 2023.
Au 5 septembre 2023, le Maine compte 326 246 cas de déclarés et déplore 3 096 décés dus au virus.
Dans le cadre de la construction par la population d'une histoire locale de l’État, une action culturelle d'envergure a été lancée à l'été 2020 par les bibliothèques du Maine consistant en la collecte et la préservation des témoignages des habitants sur la manière dont l'épidémie et la crise sanitaire ont modifié leur vie quotidienne. Un réseau de bibliothèques s'est ainsi constitué sous l'égide de Greta Schroeder, directrice de la Thompson Free Memorial Library. Ces témoignages s'expriment sous différentes formes : récits, poèmes, photographies, illustrations, fichiers audio, etc. L'objectif est de créer les archives numériques de cette période particulière, d'en permettre le libre-accès sur une plateforme partagée et de les transmettre aux générations futures.

#### Bicentenaire du Maine
L'année 2020, année du Bicentenaire de la création de l’État, aurait dû être ponctuée de nombreux évènements commémoratifs auxquels la pandémie a donné un coup d'arrêt brutal. Dans un communiqué du 8 juin 2020, le comité du Bicentenaire a annoncé le report de la plus grande partie des festivités en 2021. Ainsi, les temps forts de la commémoration ont été une première fois reprogrammés.
- au 14 mars 2021 à Augusta pour la cérémonie de l'accession à l'indépendance du Maine ;
- au 15 mai 2021 dans les villes d'Auburn et de Lewiston pour la Parade ;
- au 20 novembre 2021 à Portland pour l'Exposition de l'Innovation Maine 200[52].

La persistance de la crise sanitaire n'a pas permis l'organisation de la Parade au printemps : elle a été reportée pour une seconde fois et s'est finalement tenue le samedi 21 août 2021. La gouverneure Mills, en sa qualité de Grand Marshall, se trouvait en tête de défilé, sur le pont du bateau 3 Dirigo de l'Université du Maine, le plus grand des objets imprimés en trois dimensions au monde. Le défilé, qui regroupait plus de 100 chars, a été suivi du festival du bicentenaire.
Toujours dans le cadre de cette célébration, les services des archives de l’État ont mis en œuvre dès l'automne 2019 deux outils de découverte de l'histoire du Maine accessibles en ligne :
- des visites virtuelles avec vue immersive à 360° des lieux les plus remarquables de l'État ;
- des « Moments du Maine », courts messages de 30 secondes présentant des moments clés ou des personnalités marquantes de l'histoire du Maine[56].

#### Tuerie de masse d'octobre 2023 à Lewiston
Le Maine a connu la fusillade la plus meurtrière de son histoire le 25 octobre 2023 avec la tuerie de masse perpétrée par un ancien instructeur de tir, Robert Card. Le président Joe Biden, accompagné de la première dame, s'est déplacé à Lewiston sur les lieux de la tuerie le 3 novembre 2023 afin d'apporter soutien et réconfort à la population. Selon les données publiées par le U.S. Census Bureau, le Maine, qualifié de rural et paisible, a connu 5 fusillades de masse depuis 2014, ce qui le place loin derrière les états les plus concernés par ce phénomène américain que sont les états de l’Illinois (463), de la Californie (410), du Texas (326), de la Floride (265) et de la Pennsylvanie (223).

## Géographie

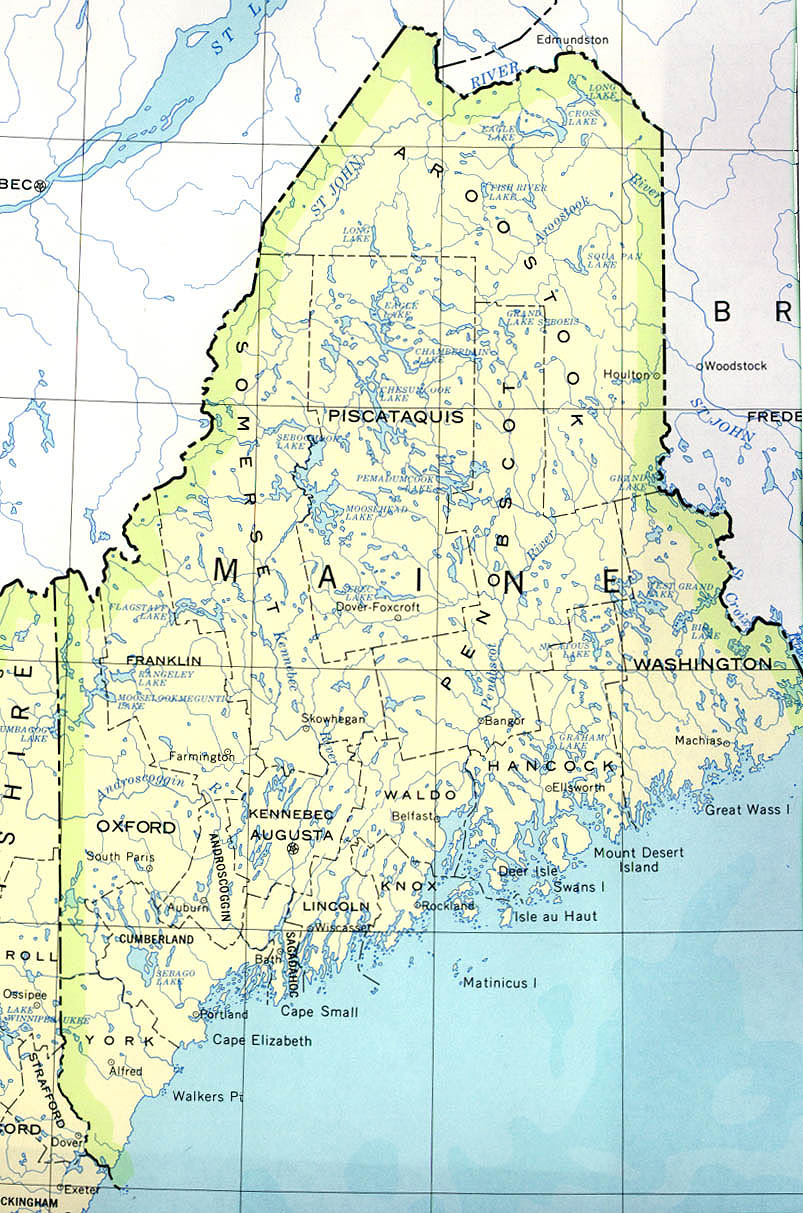
Le Maine et ses comtés.

D’une superficie de 86 542 km2, le Maine est bordé au sud et à l'est par l'océan Atlantique, au nord et au nord-est par la province canadienne du Nouveau-Brunswick, au nord-ouest par le Québec et à l'ouest par le New Hampshire. Le Maine est à la fois l'État le plus septentrional et le plus grand de Nouvelle-Angleterre, couvrant près de la moitié de la superficie totale de la région. Il est également le seul État à ne border qu'un seul autre État. Les municipalités d'Eastport et de Lubec sont respectivement la ville et le village les plus à l'est des États-Unis. Estcourt Station est à la fois le point le plus septentrional du Maine et de la Nouvelle-Angleterre. Dans sa plus grande longueur, du nord au sud, le Maine mesure 488 km et dans sa plus grande largeur, d'est en ouest, environ 351 km.
| nature            | pourcentage | observations                                                |
| ----------------- | ----------- | ----------------------------------------------------------- |
| forêt             | 73,6 %      | forêts de feuillus, de conifères et forêts mixtes           |
| maquis            | 7,2 %       | shrub/scrub en anglais                                      |
| zones humides     | 1,4 %       | zones humides boisées et zones humides herbacées émergentes |
| prairies          | 0,8 %       | prairies et herbus                                          |
| terres agricoles  | 12,8 %      | pâtures, terres cultivées et haies                          |
| terres stériles   | 0,6 %       | roches, sable, argile                                       |
| zones développées | 3,6 %       | d'une densité de plus de 38 habitants au km2                |

### Relief

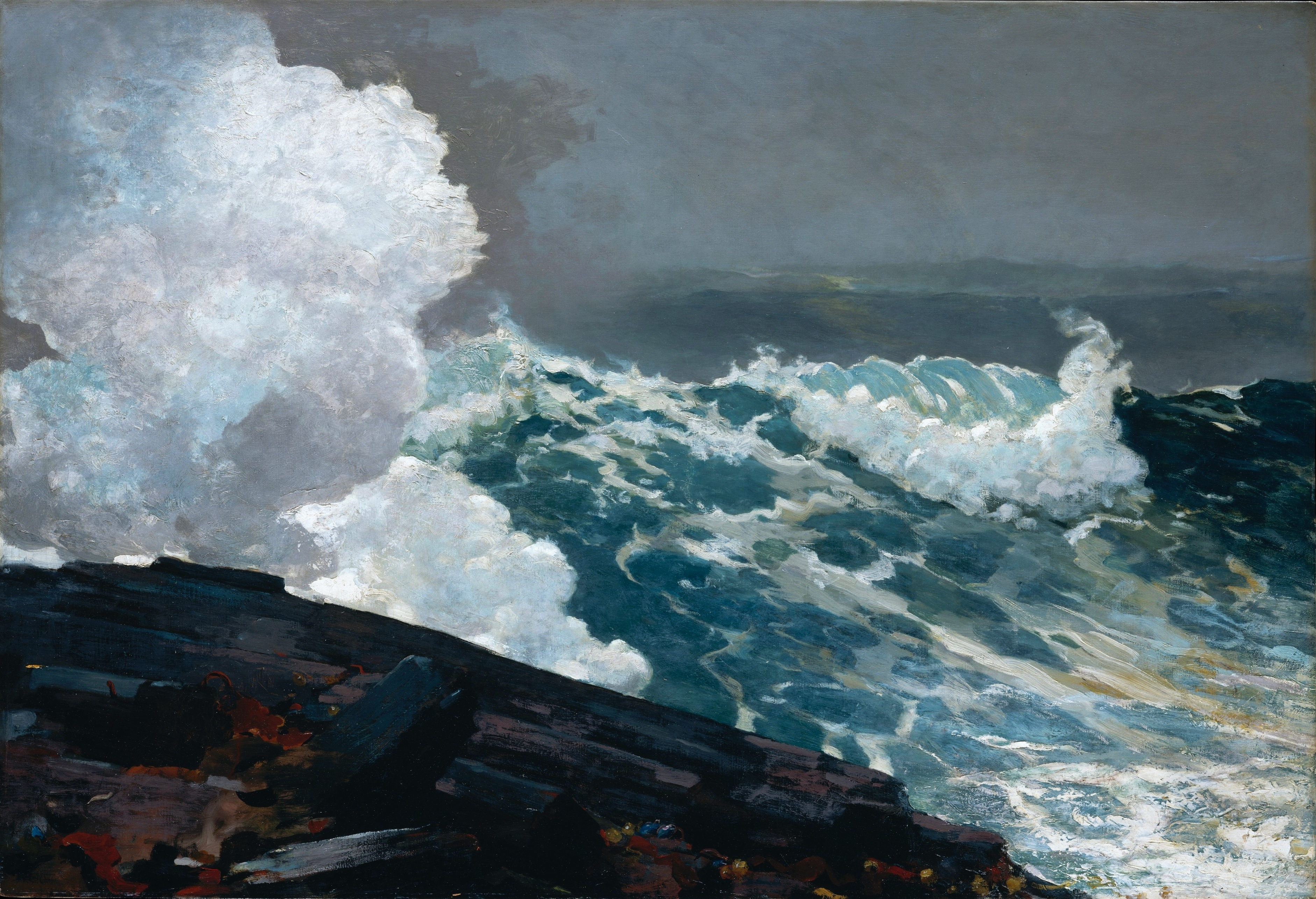
Northeaster (Nord-Est)
Winslow Homer, 1893
Metropolitan Museum of Art, New York.

Le Maine présente un relief accidenté et inégal, avec un littoral rocheux mais relativement plat et des vallonnements vers l'intérieur. De vastes étendues fertiles en jouxtent d'autres sans valeur agricole. Des groupes de montagnes isolées qui appartiennent à la chaîne des montagnes Blanches de la Nouvelle-Angleterre (Appalaches) s'étendent vers le nord-est à travers le centre de l'État sur environ 257 km pour se terminer sur un pic isolé, Mars Hill, près de la frontière avec le Nouveau-Brunswick. Parmi ses sommets les plus hauts figurent Saddleback, Bigelow, Abraham, Spencer, Katahdin et Sugarloaf, un pic d'où l'on peut voir une cinquantaine de sommets montagneux et pas moins de 17 lacs. Le mont Katahdin est le plus haut sommet du Maine : il culmine à 1 641 mètres d'altitude. Il est à la fois le sommet le plus au nord de la cordillère du sentier des Appalaches, qui s'étend jusqu'au Springer Mountain en Géorgie et le point le plus au sud du nouveau sentier international des Appalaches qui va jusqu'à Belle Isle, au large de Terre-Neuve et du Labrador.

### Forêts
La forêt recouvre environ 90 % du territoire du Maine, le pourcentage le plus élevé de tous les états de l'Union. Au cours du XVIIIe siècle et du XIXe siècle, une grande partie du sud et du centre du Maine a été défrichée pour l'établissement de fermes mais avec le déclin de l'agriculture, la plupart de ces terres se sont reboisées et il apparaît qu'en ce début du XXIe siècle, l'état comporte plus de forêts qu'il y a cent ans. En 2000, les zones urbanisées représentent 4,2 % du territoire du Maine et elles sont elles-mêmes boisées, en moyenne, à 46,7 %. Elles comptent 74,9 millions d'arbres qui stockent 14,3 millions de tonnes de carbone. Ces arbres éliminent chaque année 8 670 tonnes de pollution, à savoir 135 tonnes de monoxyde de carbone, 832 tonnes de dioxyde d'azote, 5 043 tonnes d'ozone, 443 tonnes de dioxyde de soufre et 2 217 tonnes de particules en suspension (PM 10).
Les terres encore sauvages (« wilderness »), c'est-à-dire non colonisées et non habitées du Maine, représentent en 2023 environ 40 % de son territoire. Ce vaste paysage constitue le plus grand ensemble de forêts non aménagées du nord-est de l'Union. Avec ses 10,4 millions d'acres (4,209 millions d'hectares), il représente une surface plus grande que celle des États du Massachusetts et du Connecticut réunis. Cet immense domaine dont certaines parties restent relativement inaccessibles, est peu exploité si ce n'est par l'industrie forestière et les activités de loisirs de pleine nature.
En 2019, le Maine compte environ 23,41 milliards d'arbres vivants. Le sapin baumier reste l'espèce d'arbre la plus nombreuse. En 2021, des défoliations importantes ont été déplorées, dues principalement au papillon à queue brune et au bombyx disparate. Dans les bois du Nord, la tordeuse des bourgeons de l'épinette a fait de graves dégâts. Dans leur ensemble, les forêts du Maine ont souffert des sécheresses répétées depuis 2020 et plus particulièrement, les arbres de la région de Sanford (comté de York) ont été touchés par un épisode de grêle d'une rare violence à l’été 2020, dont les méfaits ont été aggravés l’année suivante par le manque de pluie. En revanche, les efforts entrepris depuis plusieurs années pour éradiquer le chancre européen du mélèze, apparu en 1981 à Lubec (comté de Washington) semble porter ses fruits, seule une quarantaine d’arbres ayant dû être arrachés et brûlés en 2021. Contrairement à ce que les printemps secs de ces dernières années l’avaient laissé espéré, la maladie des aiguilles du pin blanc a continué de sévir en 2021 et 2022. Une étude épidémiologique conduite par le Service des forêts du Maine en collaboration avec l’université d'État du Michigan devrait permettre d’améliorer la gestion des pins blancs, emblématiques du Maine.

### Hydrographie

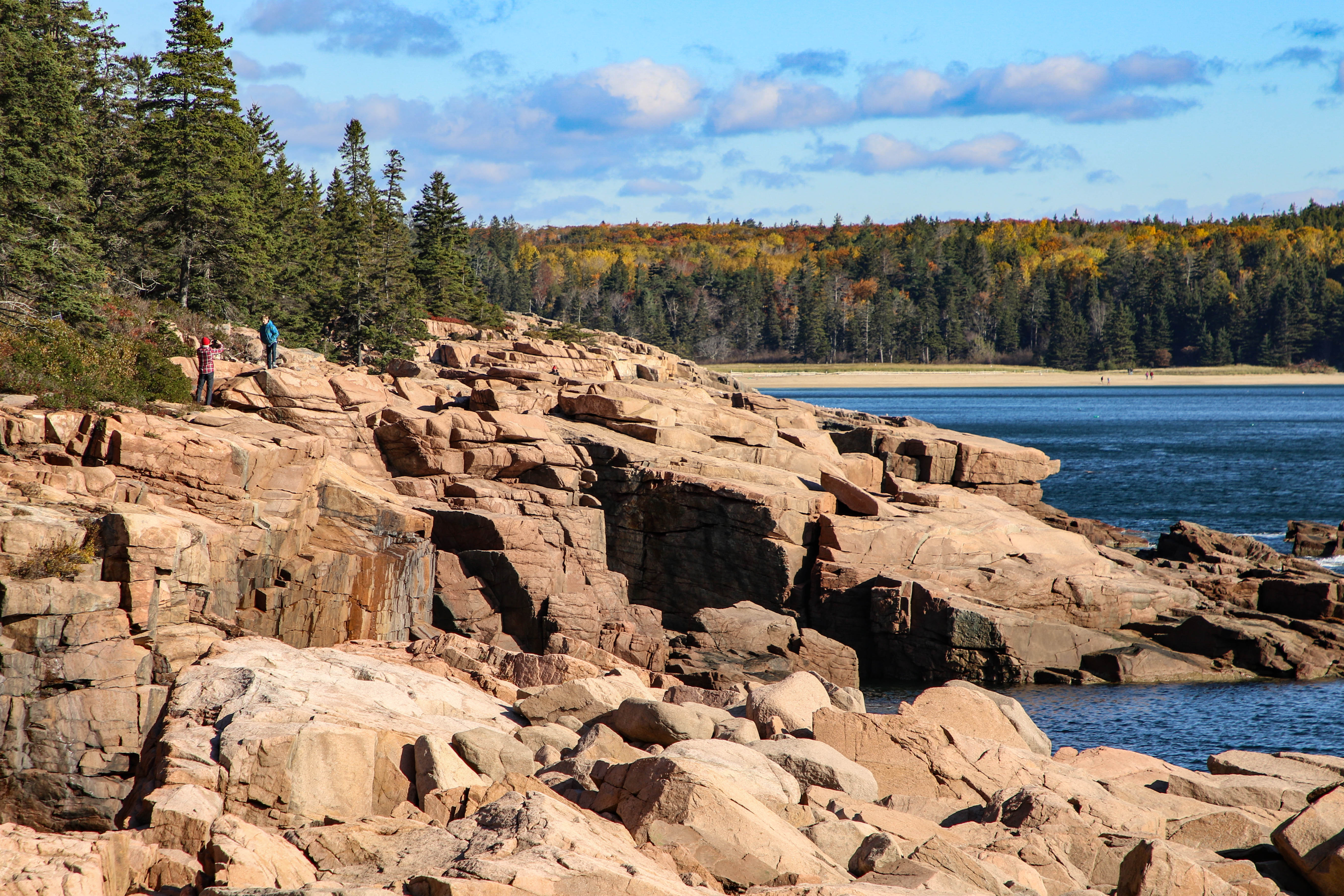
Le parc national d'Acadia.

L’État est traversé par plusieurs fleuves et cours d'eau : outre le fleuve Saint-Jean et le fleuve Sainte-Croix, les principaux fleuves sont le Penobscot et le Kennebec, essentiels dans le domaine de la pêche, part importante de l’économie du Maine.
Près de trois mille lacs et étangs parsèment la surface de l'État, et beaucoup d'entre eux forment le cours supérieur des rivières ou contribuent à leur volume lors de leur passage vers la mer. Les géographes de la fin du XIXe siècle comparent les innombrables lacs du Maine à « un miroir brisé en milliers de fragments ». Le lac de Moosehead est le plus grand lac situé entièrement dans le Maine et en Nouvelle-Angleterre. Plusieurs d'entre eux, dont le lac South Twin, ont été décrits par Henry David Thoreau.
La côte du Maine est d'environ 351 km de long à vol d'oiseau mais elle est si dentelée que le trait de côte est de près de 4 828 km. Elle constitue la partie centrale de la bordure du golfe du Maine. Appelé Arcipelago de Tramontana dans les récits des premiers explorateurs espagnols, Le golfe ou la mer de Norumbega par les pêcheurs français du XVIe siècle puis la baie du Massachusetts par la colonie anglaise du Massachusetts, le golfe a pris définitivement le nom de golfe du Maine en 1832 bien qu'il touche aux terres de trois États américains (le Massachusetts, le New Hampshire et le Maine) et de deux provinces canadiennes (le Nouveau-Brunswick et la Nouvelle-Écosse). Ses eaux sont profondes jusque près de la côte et ne présentent pas de difficultés particulières pour la navigation. Le golfe s'étend du promontoire du cap Cod au Massachusetts jusqu'à la baie de Fundy au Canada. Il se caractérise par une côte rocheuse « toute décomposée en péninsules et bordée  d'un très grand nombre d'îles et d'îlots », par des bancs sous-marins situés à environ 225 km de la côte, et entre les deux, par une grande nappe d'eau pouvant atteindre 300 mètres de profondeur par endroits. Le golfe du Maine fait partie de la 7e écorégion de l'Amérique du Nord, dénommée l'Atlantique acadien, l'une des régions les plus productives du monde. Le golfe est traversé par la branche occidentale du courant du Labrador dans l'axe nord-sud. Les eaux sont cependant tempérées par l'influence du Gulf Stream qui coule à proximité.

### Faune et flore

#### Milieu terrestre
Constituées de feuillus (à 61 %) et de conifères (à 39 %) du Nord, les forêts du Maine foisonnent de pins blancs (qui ont donné l'un de ses surnoms à cet État), d'épinettes, de pruches, de cèdres, de hêtres et d'érables. Ces bois abritent d'importantes communautés de mammifères : l'orignal, l'ours, le loup et autres animaux à fourrure dont le castor, le vison et le porc-épic et d'innombrables oiseaux tels la moucherolle à côtés olive, le bruant à gorge blanche, le canard branchu, la paruline masquée, le chevalier grivelé, le viréo aux yeux rouges, le merle d'Amérique, le plongeon huard, le martin-pêcheur d'Amérique, le petit garrot, la moucherolle tchébec, le coulicou à bec jaune, la grive des bois, le harle, la mésange à tête noire, le geai gris, la gélinotte huppée et le tétras. De la fin du printemps au début de l'automne, des myriades d'insectes se développent dans les bois, dont les plus communs sont la mouche noire, le moustique et le moucheron. Des espèces plus spécifiques comme les mouches à chevreuil s'y rencontrent aussi.

#### Milieux aquatiques
Le golfe du Maine est réputé pour ses communautés prolifiques de mammifères marins, d'oiseaux et de poissons, de même que par la richesse et la diversité de ses communautés benthiques, qu'il s'agisse des plantes marines telles les laminaires, les algues brunes, rouges et vertes ou des invertébrés comme les étoiles de mer, les crabes, les éponges, les pétoncles, les méduses, sans oublier le homard d'Amérique.

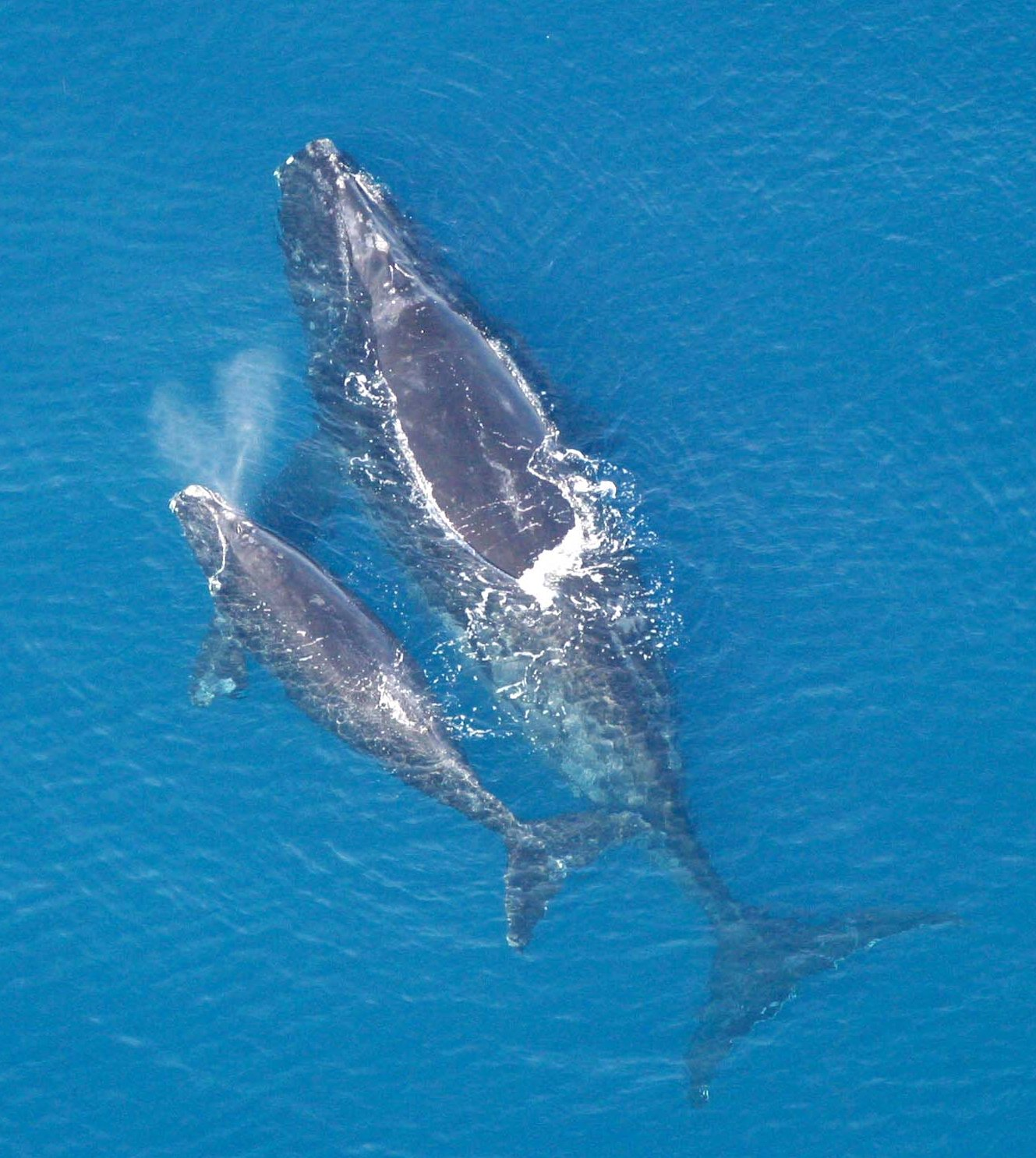
Baleine franque de l'Atlantique Nord, dite baleine noire.

Pas moins de 22 espèces de cétacés et six espèces de phoques fréquentent le golfe, dont certaines sont en voie de disparition comme la baleine noire. À la saison d'été, les falaises de la côte du Maine constituent un habitat idéal pour les colonies d'oiseaux de mer, tels les fulmars boréaux, les guillemots de Brünnich, les eiders et les cormorans. Les eaux sont par ailleurs particulièrement poissonneuses, certaines espèces ayant une importance commerciale de premier plan comme la morue franche, les sébastes, le hareng, le merlu argenté et le flétan du Groenland. Par ailleurs, les estuaires du golfe serviraient d'aires de croissance à près des trois-quarts des espèces halieutiques marchandes de l'écorégion.

### Aménagement du territoire
La capitale du Maine est Augusta dans le comté de Kennebec dont elle est aussi le siège. Elle est la capitale la plus orientale des États-Unis. Le territoire du Maine a la particularité de ne pas être entièrement divisé en municipalités. Le territoire non organisé (UT) du Maine comprend 429 townships (y compris la zone du parc d'État Baxter) ainsi qu'un grand nombre d'îles côtières qui ne se trouvent pas dans les limites d'une municipalité.

Carte montrant les principales concessions et ventes des terres du Maine en 1820 (avant que la frontière du Nord ne soit fixée).

Un certain nombre de ces townships portent un nom, évocateur des temps des premiers pionniers comme Indian Purchase, Jerusalem, Misery mais pour la plupart, ils sont désignés par un nombre, un rang et une lettre. Cette appellation remonte à la division du territoire en lots pour leur colonisation. Dans la partie nord de l'État, le territoire a été divisé en sections carrées avec des lignes espacées de six miles (environ 10 km) du nord au sud et appelées lignes de rang, la section nord et sud la plus proche de la frontière orientale de l'État étant le premier rang (R. 1), le suivant à partir de l'ouest. le deuxième rang (R. 2), et ainsi de suite. Les lignes est et ouest étaient également distantes de six miles, et le township de chaque rang le plus proche de la ligne sud de l'arpentage était numéroté un, le canton suivant au nord de celle-ci, deux, et ainsi de suite jusqu'aux limites extrêmes nord. Les lettres W.E.L.S. (west fo the east line of the state) ont été adoptées pour distinguer et localiser les townships : 16 R. 4 W.E.L.S., par exemple, désigne le township 16 dans le quatrième rang à l'ouest de la ligne est de l'État. Les townships situés juste au sud du lac Moosehead, des deux côtés de la rivière Kennebec, sont inclus dans une zone particulière appelée Bingham's Kennebec Purchase. Les townships sont désignés par leur numéro de rang et avec les lettres E.K.R.B.K.P. ou W.K.R.B.K.P., indiquant que le canton est soit à l'est, soit à l'ouest de la rivière Kennebec et à l'intérieur de ce territoire à vendre. Une méthode similaire est utilisée pour désigner les townships dans plusieurs autres sections du territoire non organisé, mais dans les comtés de Hancock et de Washington, une disposition légèrement différente est en vigueur, le territoire étant divisé en trois grandes étendues connues sous le nom de divisions Nord, Sud et Moyenne. Quelques townships sont seulement connus sous le nom de strips (comme Rockwood East Strip et Rockwood West Strip près du lac Moosehead), gores (comme le poste-frontière de Coburn Gore) ou grants (concession).
Au sein du territoire non organisé, il existe un certain nombre de communautés rurales permanentes ou de communautés de loisir saisonnières, étroitement associées à de grandes étendues d'eau ou à d'autres ressources naturelles. Les communautés traditionnelles permanentes, qui trouvent leurs origines dans les lots des premiers colons du Maine comme Oxbow, dépendent cependant des services des municipalités organisées qui leur sont proches en matière de gestion des ordures ménagères, d'éducation et de lutte contre les incendies. Leur économie repose sur les produits forestiers, l'agriculture et les services connexes pour les activités de loisir, notamment.
En 1976, le Maine s'est doté d'un plan intégré d'aménagement du territoire qui concerne l'ensemble des townships non organisés ou désorganisés de l'État afin de préserver, dans l'intérêt public, les terres historiquement connues sous l'appellation « Wildlands of Maine » (Titre 12, § 681 des Statuts révisés du Maine). Ces terres pour la plupart propriété privée bien qu'elles contiennent également de nombreuses ressources publiques, sont placées sous l'autorité de planification de la Commission de régulation des usages du territoire du Maine (Maine Land Use Regulation Commission) créée en 1971 par la Législature « en réponse à un boom de la construction à usage de loisir et de développement du territoire constaté dans ces zones à la fin des années 1960 ». Elle vise à encadrer les usages de ces terres et de leurs ressources naturelles dont la valeur écologique est reconnue par la loi du Maine.

### Climat

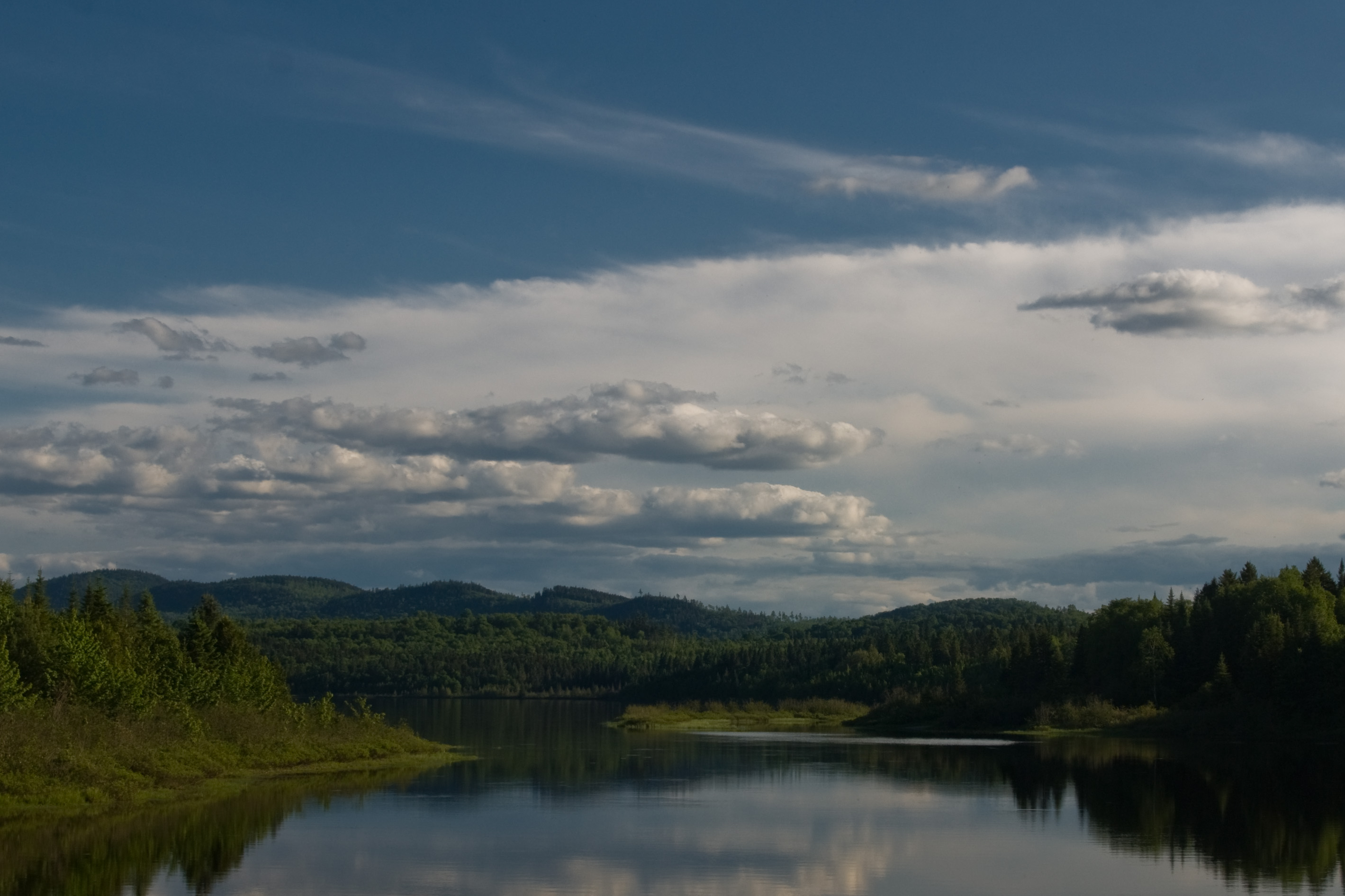
Paysage du Maine : les grands bois du Nord.

Le Maine se caractérise par six mois d'hiver très rigoureux et trois mois d'été très chauds. Il tombe en moyenne 116,84 cm de pluie et 190,50 cm de neige par an. Les chutes de neige sont importantes pendant six mois dans l'année, le mois le plus neigeux étant janvier. L'on dénombre dans le Maine 192 jours d'ensoleillement et 131 jours de précipitations par an. Le mois le plus humide est juin (12,5 jours avec précipitations) et le mois le plus sec, février (9 jours avec précipitations). Les températures les plus élevées sont relevées en juillet, avec une moyenne de 25,5 °C et les plus basses en janvier, avec une moyenne de −13,9 °C.
La saison la plus pluvieuse est l'automne où il pleut 26 % du temps et la plus sèche le printemps où il ne pleut que 25 % du temps.
Les régions les plus froides et les plus sèches de l'État du Maine se situent au nord-ouest du comté d'Aroostook, à Allagash et à Clayton Lake et dans le nord de ce même comté, à Fort Kent et à Van Buren. L'endroit le plus humide mais aussi le plus chaud de l'État est le parc national d'Acadia sur la côte du Down East.

#### Changement climatique
Au cours du XXe siècle, la moyenne des températures à Lewiston dans le Maine a augmenté de +1,9 °C et les précipitations ont baissé d'environ 20 % dans beaucoup de régions de l'État. Au XXIe siècle, si cette tendance se confirmait, le climat du Maine pourrait évoluer. Par exemple, en se basant sur les projections du NOAA's National Climatic Data Center, vers 2100, les températures pourraient augmenter de +2,2 °C.
En ce qui concerne les précipitations, elles pourraient augmenter de 10 % en été et en automne, et d'environ 30 % en hiver.
La montée du niveau des mers toucherait particulièrement l'État qui comporte 3 500 milles (5 633 kilomètres) de rivages influencés par les marées et augmenterait la vulnérabilité de ses zones côtières.
Dans le secteur de l'agriculture, le réchauffement climatique pourrait fragiliser les exploitations en raison du phénomène accru d'évaporation de l'eau. En ce début du XXIe siècle, l'irrigation des terres cultivées n'est pas en effet une nécessité mais pourrait le devenir. L'augmentation des précipitations pendant la période hivernale pourrait accroître l'érosion des sols agricoles et des zones d'exploitation forestière. À l'inverse, la diminution des pluies pendant l'été serait susceptible de réduire les ressources en eau en une saison où les besoins sont particulièrement accrus dans les villes du sud du Maine qui connaissent une augmentation de leur population et des flux touristiques.
Les changements climatiques pourraient aussi avoir des répercussions sur la densité actuelle des forêts et sur les essences d'arbre qui les caractérisent. Les forêts de conifères présentes dans les White Mountains seraient les plus vulnérables.

#### Sècheresse de 2020
Le 21 septembre 2020, l'État du Maine a déclaré l'état de catastrophe naturelle pour le comté d'Aroostook et les quatre comtés contigus de Penobscot, Piscataquis, Somerset et Washington en raison de la sécheresse sévère qu'ils ont subie à partir de mai 2020 (niveau D2). Un programme d'aide d'urgence pour le bétail (fourrage et eau) et pour les cultures (irrigation des vergers et des vignobles) a été déclenché et une enquête en ligne a été lancée sur les puits secs afin d'évaluer l'impact de la sécheresse sur les récoltes. L'État a par ailleurs demandé aux agriculteurs d'anticiper les sècheresses futures, en améliorant les réserves d'eau, en amendant les sols et en recourant aux cultures de couverture pour un accroissement de la capacité de maintien de l'humidité des sols,.

#### Sècheresse de 2021
Le déficit pluviométrique que l'État du Maine a connu en mai et juin 2021 et les records de température jamais enregistrés qu'ont atteint en juin les villes de Caribou et de Portland, ont conduit le Groupe de travail sur la sécheresse du Maine à se réunir le 30 juin 2021. Une première réunion pro-active s'était déjà tenue en avril 2021 pour anticiper une sécheresse potentielle.
Le Bureau de l'eau potable du Ministère de la Santé et des Services sociaux a reçu dès juin des demandes d'assistance, émanant principalement de la partie méridionale et côtière de l'État. Fin septembre, 19 puits privés ont été déclarés secs. Le Ministère de l’Agriculture, de la Conservation et des Forêts du Maine a quant à lui constaté, dans la plupart des régions de l’État, une forte consommation en eau du secteur agricole recourant à l’irrigation,.

#### Sécheresse de 2022
Les conditions de sécheresse importante ont conduit le Groupe de travail sur la sécheresse du Maine à se réunir trois fois en 2022. Selon les données publiées par le Gouvernement en octobre 2022, 11 des 16 comtés du Maine ont été déclarés anormalement secs (dont 6 ont connu une sécheresse sévère), ce qui a concerné 34 % de la population malgré les précipitations du mois d'août et la tempête de septembre. Fin octobre, 95 puits privés ont été déclarés secs. Le service forestier du Maine a recensé 624 feux de forêt et déploré 390 acres (158 hectares) de brûlés. Ces conditions de sécheresse persistantes depuis 2021 ont affecté le niveau des eaux souterraines dans l'Ouest du Maine.

#### Tempêtes extrêmes de l'hiver 2023-2024
Le Maine a été frappé par trois tempêtes successives de force exceptionnelle les 18 décembre 2023, 10 et 13 janvier 2024 à la suite desquelles des villes entières de l'ouest de l'État ont été isolées par les eaux des crues et de nombreuses communautés côtières du sud ravagées par la combinaison de vents violents et de marées d'amplitude maximale. L'importance des dégâts a conduit la gouverneure Janet Mills à demander au président Biden de déclarer ces sinistres catastrophe majeure pour les dix comtés du Maine les plus touchés. La gouverneure a par ailleurs convoqué une réunion spéciale du Conseil climatique du Maine le 23 janvier 2024 pour évoquer les impacts de ces tempêtes sur le Maine et sa population et aborder la manière dont l'État peut renforcer sa résilience face aux futurs événements météorologiques extrêmes. Elle annonce le 9 août 2024 que son administration accorde 25,2 M de dollars de subventions de relance aux 39 localités du Maine les plus touchées par ces phénomènes extrêmes. Ces fonds sont destinés à moderniser les infrastructures comme les digues ou les système de collecte des eaux. Ils viennent s'ajouter au 21,2 M de dollars apportés en juillet 2024 aux 68 entreprises riveraines sinistrées et aux 60 M de dollars d'aides individuelles accordées aux riverains en avril 2024.

### Principales îles
- Arrowsic
- Badger's Island
- Bailey
- Boon
- Burnt
- Bustins
- Chebeague
- Cliff
- Iles de Cranberry
- Cushing
- Damariscove
- Great Diamond
- House (Maine)
- Isle au Haut
- Long Island (Maine)
- Machias Seal (souveraineté contestée par le Canada).
- Matinicus
- Monhegan
- Île des Monts Déserts
- North Haven
- Peaks
- Sainte-Croix
- Seavey
- Îles de Shoals
- Squirrel (Maine)
- Swan (Maine)
- Verona Island (Maine)
- Vinalhaven
- Wassumkeag
- Westport

### Subdivisions
L’État du Maine est divisé en 16 comtés (counties) ; comme dans les autres États de Nouvelle-Angleterre, leurs attributions sont réduites.
Au 1er novembre 2023, le Maine comprend au total 482 municipalités organisées, dont 23 sont incorporées en cities, 430 en towns, et les 29 restantes en plantations. Ces 482 entités recouvrent une partie du territoire, mais pas son intégralité. Parmi les 16 comtés, seuls 4 sont totalement incorporés ; 4 autres le sont presque intégralement, mais incluent des territoires non incorporés ou non organisés ; les 8 autres comtés comprennent une grande partie de zones non incorporées ou non organisées, en majorité des régions très peu peuplées : seulement 1,3 % de la population totale réside dans une zone ne faisant pas partie d'une city, d'une town ou d'une plantation, soit environ 9 000 personnes (résidents permanents). La superficie du territoire non organisé représente un peu plus de la moitié de l’ensemble de l’État. Le Maine compte également trois réserves : Indian Island, Indian Township Reservation et Pleasant Point Indian Reservation.

#### Towns
Repris de Washington[pas clair], elles répondent aux caractéristiques communes aux towns de Nouvelle-Angleterre.
« En dehors de la Nouvelle-Angleterre, le terme town fait généralement référence à un établissement bâti ou à un groupe de population intermédiaire en taille et en pouvoir gouvernemental entre une city et un village. En revanche, les villes de la Nouvelle-Angleterre ont été créées initialement pour assurer le gouvernement d'une zone [colonisée] plutôt que d'une concentration spécifique de population. De nombreuses villes de la Nouvelle-Angleterre (...) contiennent souvent un territoire rural ainsi qu'une ou plusieurs concentrations de population. Par conséquent, le modèle de peuplement de nombreuses villes de la Nouvelle-Angleterre (...) ressemble davantage à celui des townships de nombreux autres États ». Indépendantes du comté dans lequel elles se situent, les towns comme les cities sont des unités de gouvernement local.

#### Plantations
La plantation est un type de gouvernement local spécifique, similaire à celui des towns et cities, mais ayant des pouvoirs moindres, notamment en matière d'ordonnances locales. À part quelques exceptions, ces entités incluent le terme Plantation dans leur nom officiel. La plupart ont une population réduite (aucune ne compte plus de 303 habitants au recensement de 2020), ne leur permettant pas de devenir une town.

#### Territoire non organisé
Le Territoire non organisé du Maine ne dispose pas de gouvernement local. L'administration, les services, les ordonnances sont fournis directement par le gouvernement de l'État. Ce Territoire comprend plus de 400 townships (entités non incorporées) et de nombreuses îles côtières qui ne se trouvent pas dans les limites d'une municipalité.

### Agglomérations
Le Bureau de la gestion et du budget a défini trois aires métropolitaines et une aire micropolitaine dans l'État du Maine.
| Zone urbaine                | Population (2010) | Population (2013) | Variation (2010-2013) | Rang national (2013) |
| --------------------------- | ----------------- | ----------------- | --------------------- | -------------------- |
| Portland-South Portland, ME | 514 098           | 519 900           | 1,1 %                 | 104                  |
| Bangor, ME                  | 153 923           | 153 364           | -0,4 %                | 264                  |
| Lewiston-Auburn, ME         | 107 702           | 107 604           | -0,1 %                | 341                  |

| Zone urbaine           | Population (2010) | Population (2013) | Variation (2010-2013) | Rang national (2013) |
| ---------------------- | ----------------- | ----------------- | --------------------- | -------------------- |
| Augusta-Waterville, ME | 122 151           | 121 164           | -0,8 %                | 14                   |

En 2010, 67,6 % des Mainois résidaient dans une zone à caractère urbain, dont 58,4 % dans une aire métropolitaine et 9,2 % dans une aire micropolitaine.

### Principales villes

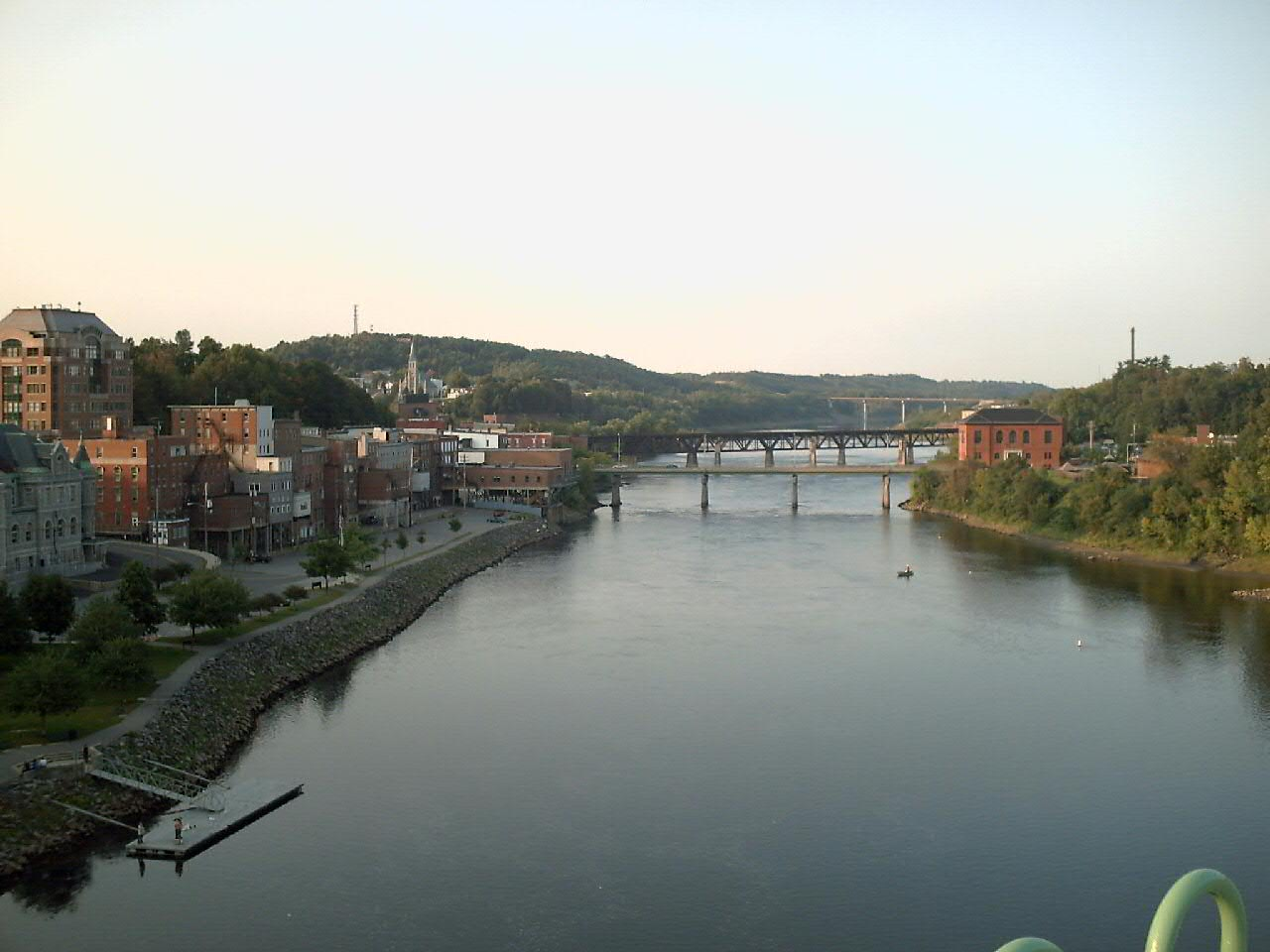
La capitale du Maine, Augusta.

Les 28 plus grandes municipalités du Maine selon les estimations de 2022 :
- Portland : 68 424
- Lewiston : 38 493
- Bangor : 31 588
- South Portland : 27 026
- Auburn : 24 193
- Scarborough : 20 872
- Biddeford : 22 450
- Sanford : 22 266
- Brunswick : 21 831
- Saco : 20 872
- Westbrook : 20 645
- Windham : 19 128
- Augusta : 19 066
- Gorham : 17 785
- Waterville : 15 828
- York : 13 998
- Falmouth : 12 857
- Kennebunk : 11 757
- Wells : 11 731
- Orono : 11 251
- Standish : 10 836
- Kittery : 10 235
- Lisbon : 9 743
- Topsham : 9 741
- Brewer : 9 666
- Cape Elizabeth : 9 580
- Old Orchard Beach : 9 299
- Yarmouth (Maine) : 9 091

## Démographie

### Population

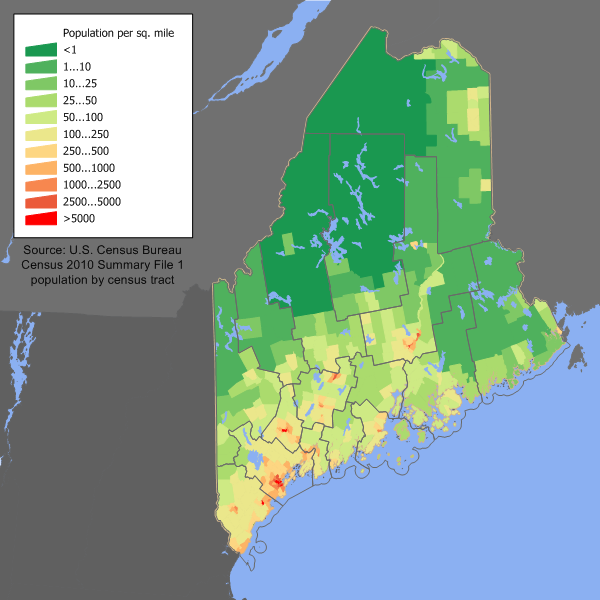
Densités de population en 2010 (en mille carré).

Le Bureau du recensement des États-Unis dénombre la population du Maine à 1 362 359 habitants au 1er juillet 2020, soit une hausse de 2,6 % depuis le recensement des États-Unis de 2010.
Avec 1 328 361 habitants en 2010, le Maine était le 41e État le plus peuplé des États-Unis. Sa population comptait pour 0,43 % de la population du pays. Le centre démographique de l'État était localisé dans le comté de Kennebec dans la ville d'Augusta.
Avec 16,63 hab./km2 en 2010, le Maine était le 38e État le plus dense des États-Unis.
Le taux d'urbains était de 38,7 % et celui de ruraux de 61,3 %. L'État comptait le plus fort taux de ruraux du pays.
En 2010, le taux de natalité s'élevait à 9,8 ‰ (9,6 ‰ en 2012) et le taux de mortalité à 9,6 ‰ (9,7 ‰ en 2012). L'indice de fécondité était de 1,70 enfant par femme (1,68 en 2012). Le taux de mortalité infantile s'élevait à 5,4 ‰ (6,7 ‰ en 2012). La population était composée de 20,67 % de personnes de moins de 18 ans, 8,74 % de personnes entre 18 et 24 ans, 23,79 % de personnes entre 25 et 44 ans, 30,92 % de personnes entre 45 et 64 ans et 15,89 % de personnes de 65 ans et plus. L'âge médian était de 42,7 ans.
Entre 2010 et 2013, la décroissance de la population (- 59) était le résultat d'une part d'un solde naturel négatif (- 725) avec un excédent des décès (41 804) sur les naissances (41 079), et d'autre part d'un solde migratoire positif (+ 555) avec un excédent des flux migratoires internationaux (+ 3 351) et un déficit des flux migratoires intérieurs (- 2 796).
Selon des estimations de 2013, 95,6 % des Mainois étaient nés dans un État fédéré, dont 63,7 % dans l'État du Maine et 31,9 % dans un autre État (21,6 % dans le Nord-Est, 4,2 % dans le Sud, 3,4 % dans le Midwest, 2,7 % dans l'Ouest), 1,0 % étaient nés dans un territoire non incorporé ou à l'étranger avec au moins un parent américain et 3,4 % étaient nés à l'étranger de parents étrangers (28,9 % en Asie, 24,8 % en Amérique latine, 23,1 % en Europe, 12,2 % en Afrique, 9,8 % en Amérique du Nord, 1,3 % en Océanie). Parmi ces derniers, 56,7 % étaient naturalisés américain et 43,3 % étaient étrangers,.

### Composition ethno-raciale et origines ancestrales
D'après les données du recensement des États-Unis de 2020, le Maine est l'état de l'Union qui présente le moins de diversité raciale et ethnique : 18,5 % contre une moyenne nationale de 61,1 %. Ce pourcentage était de 10,8 % au recensement de 2010.
Selon le recensement des États-Unis de 2010, la population était composée de 95,23 % de Blancs, 1,58 % de Métis, 1,18 % de Noirs, 1,02 % d'Asiatiques, 0,65 % d'Amérindiens, 0,03 % d'Océaniens et 0,32 % de personnes n'entrant dans aucune de ces catégories.
Les Métis se décomposaient entre ceux revendiquant deux races (1,49 %), principalement blanche et amérindienne (0,66 %), et ceux revendiquant trois races ou plus (0,09 %).
Les non-hispaniques représentaient 98,73 % de la population avec 94,42 % de Blancs, 1,43 % de Métis, 1,14 % de Noirs, 1,01 % d'Asiatiques, 0,62 % d'Amérindiens, 0,02 % d'Océaniens et 0,08 % de personnes n'entrant dans aucune de ces catégories, tandis que les Hispaniques comptaient pour 1,27 % de la population.
En 2010, l'État du Maine avait la plus forte proportion de Blancs non hispaniques et la 2e plus forte proportion de Blancs après le Vermont (95,29 %). A contrario, l'État avait la 2e plus faible proportion d'Hispaniques après la Virginie-Occidentale (1,20 %), la 3e plus faible proportion d'Océaniens après la Virginie-Occidentale (0,02 %) et le Vermont (0,03 %), la 6e plus faible proportion d'Asiatiques et la 8e plus faible proportion de Noirs des États-Unis.
|                                         | 1940  | 1950  | 1960  | 1970  | 1980  | 1990  | 2000  | 2010  |
| --------------------------------------- | ----- | ----- | ----- | ----- | ----- | ----- | ----- | ----- |
| Blancs                                  | 99,68 | 99,68 | 99,38 | 99,32 | 98,68 | 98,41 | 96,95 | 95,23 |
| ———Non hispaniques                      |       |       |       |       | 98,33 | 98,00 | 96,50 | 94,42 |
| Noirs                                   | 0,15  | 0,13  | 0,34  | 0,28  | 0,28  | 0,42  | 0,53  | 1,18  |
| ———Non hispaniques                      |       |       |       |       |       |       | 0,51  | 1,14  |
| Asiatiques (et Océaniens jusqu'en 1990) | 0,02  | 0,02  | 0,06  | 0,12  | 0,26  | 0,54  | 0,71  | 1,02  |
| ———Non hispaniques                      |       |       |       |       |       |       | 0,71  | 1,01  |
| Autres                                  | 0,15  | 0,17  | 0,21  | 0,28  | 0,78  | 0,63  | 1,81  | 2,57  |
| ———Non hispaniques                      |       |       |       |       |       |       | 1,55  | 2,16  |
| Hispaniques (toutes races confondues)   |       |       |       |       | 0,45  | 0,56  | 0,73  | 1,27  |

En 2013, le Bureau du recensement des États-Unis estime la part des non hispaniques à 98,6 %, dont 93,9 % de Blancs, 2,0 % de Métis, 1,0 % de Noirs et 1,0 % d'Asiatiques, et celle des Hispaniques à 1,4 %.
En 2000, les Mainois s'identifiaient principalement comme étant d'origine anglaise (21,5 %), irlandaise (15,1 %), française (14,2 %), américaine (9,4 %), canadienne-française (8,6 %), allemande (6,7 %), écossaise (4,8 %) et italienne (4,6 %).
En 2000, l'État avait la plus forte proportion de personnes d'origine écossaise, la 2e plus forte proportion de personnes d'origine anglaise, les 3e plus fortes proportions de personnes d'origine française et canadienne-française, la 4e plus forte proportion de personnes d'origine scot d'Ulster (2,6 %), la 9e plus forte proportion de personnes d'origine irlandaise ainsi que la 10e plus forte proportion de personnes d'origine portugaise (0,4 %).
L'État abrite la 29e communauté juive des États-Unis. Selon le North American Jewish Data Bank, l'État comptait 13 890 Juifs en 2013 (7 295 en 1971), soit 1,0 % de la population. Ils se concentraient principalement dans les agglomérations de Portland-South Portland (8 750) et de Bangor (3 000).
Les Hispaniques étaient principalement originaires du Mexique (30,3 %), de Porto Rico (25,8 %), de Cuba (4,6 %), d'Espagne (4,0 %), du Salvador (3,6 %) et de la République dominicaine (3,6 %). Composée à 63,0 % de Blancs, 11,5 % de Métis, 3,3 % de Noirs, 2,1 % d'Amérindiens, 0,8 % d'Asiatiques, 0,2 % d'Océaniens et 19,2 % de personnes n'entrant dans aucune de ces catégories, la population hispanique représentait 9,3 % des Métis, 8,5 % des Océaniens, 4,2 % des Amérindiens, 3,5 % des Noirs, 1,0 % des Asiatiques, 0,8 % des Blancs et 76,2 % des personnes n'entrant dans aucune de ces catégories.
Les Asiatiques s'identifiaient principalement comme étant Chinois (25,9 %), Indiens (14,4 %), Viêts (12,6 %), Philippins (12,1 %), Cambodgiens (10,7 %), Coréens (8,4 %) et Japonais (4,3 %).
L'État avait la 6e plus forte proportion de Cambodgiens (0,11 %).
Les Métis se décomposaient entre ceux revendiquant deux races (94,2 %), principalement blanche et amérindienne (41,7 %), blanche et noire (21,8 %), blanche et asiatique (18,8 %) et blanche et autre (5,7 %), et ceux revendiquant trois races ou plus (5,8 %).

### Religions

#### Christianisme
La christianisation du Maine débuta à l'ère coloniale avec l'implantation, en 1605, d'une première mission catholique à Mount Desert lors de l'exploration de Samuel de Champlain. Fondée par le père jésuite Nicholas d'Aubri, elle fut détruite par les Anglais en 1613. Lors de son exploration des côtes du Maine la même année de 1605, l'Anglais George Waymouth érigea un certain nombre de croix à proximité de la rivière Kennebec. Deux ans plus tard, la colonie Popham trouva l'une de ces croix et l’aumônier de l’expédition, le révérend Richard Seymour, y tint le premier service religieux célébré par un ministre du culte anglais. Une église fut construite à l'embouchure du fleuve où le révérend officia jusqu'à l'abandon de la colonie en 1608. L'année suivante, les Jésuites établirent une mission dans la baie de Penobscot et en 1613, ils fondèrent Castine. En 1647, le père Gabriel Druillettes (surnommé l'Apôtre du Maine) propagea le christianisme auprès des Abenaquis de Norridgewock. Cette mission, relayée par des Capucins, dura plus de 75 années. En 1688, le père Bigot fit construire une église que son successeur, le père Rasle, eut à cœur d'embellir en 1694. Ce prêtre accompagna les Abenaquis dans leurs expéditions et les soutint lors de leurs pourparlers avec les Anglais pour sauvegarder leurs droits. Il vécut avec les Indiens pendant plus de trente ans. Cette proximité et cette abnégation expliquent la fidélité des Abenaquis à la France. Le considérant comme leur pire ennemi, les Anglais mirent sa tête à prix et le père Rasle fut tué et scalpé alors qu'il combattait auprès de sa tribu lors de l'attaque du 24 août 1724. Après avoir inhumé son corps profané, les survivants prirent le chemin du Canada. Ce massacre sonna le glas des missions catholiques dans le Maine pendant près de 75 années.
Les Puritains du Massachusetts qui colonisèrent la province du Maine entreprirent d'étendre leur domination spirituelle et y introduisirent une loi selon laquelle les localités d'une certaine importance devaient lever un impôt pour entretenir un ministre du culte. La plupart de ces pasteurs étaient diplômés d'Harward ou bien des universitaires anglais ou écossais. La première église puritaine à être bâtie dans le Maine le fut vraisemblablement à York en 1673. Cette année-là, le révérend Shubael Dummer fut ordonné pasteur à York où il officia pendant 19 années avant d'être tué lors d'un raid indien durant l'hiver 1692.
Pour assurer leur hégémonie, les Puritains combattirent jusqu'à la persécution les autres tenants de la foi chrétienne pendant une bonne partie du XVIIe siècle, qu'il s'agisse des « Enfants de la lumière », disciples de George Fox, qu'ils qualifiaient d'anarchistes, des Quakers, qu'ils emprisonnèrent ou exécutèrent, confisquant leurs livres et les brûlant en place publique ou des Premiers Baptistes, qui furent interdits de prêche. Beaucoup prirent le chemin de l'exil en raison de leur foi et à la fin du siècle, seules les églises relevant du Standing Order purent se maintenir tandis que la tradition reçue des prêtres catholiques se perpétuait chez les Indiens des terres.
Avec l'arrivée d'Irlandais fuyant la famine de 1845-1852, de nouvelles paroisses catholiques romaines ont vu le jour dans le Maine mais la religion protestante est restée dominante. Elle a connu son apogée au moment où le parti Know-Nothing et le Ku Klux Klan ont été les plus actifs.
Bien que peu nombreuses, les communautés afro-américaines qui se sont développées dans le Maine aux XIXe et XXe siècles ont établi des structures institutionnelles distinctes dans des villes comme Bangor et Portland. Elles ont fondé des congrégations chrétiennes indépendantes : les Black Churches. La plus ancienne du Maine a été construite de 1826 à 1831 par des Noirs libres à Portland : l'Abyssiniam Meeting House, qui fut active pendant près de 86 ans.
Dans les années 1950, des exilés russes blancs qui avaient fui la révolution puis la Seconde Guerre mondiale se sont installés le long de la Vallée de Kennebec et ont établi une communauté prospère à Richmond où ils ont apporté leur religion. En 1960, la ville comptait jusqu'à trois églises orthodoxes.

#### Judaïsme
La première synagogue du Maine, Ahawas Achim, a été fondée en 1849 à Bangor où s'étaient alors installées six familles juives. À partir des années 1870, les Juifs sont arrivés en plus grand nombre mais n'ont jamais constitué qu' « une infime fraction des deux millions de Juifs qui ont fui l'Europe de l'Est entre 1881 et 1924 ». Au milieu du XXe siècle, les plus grandes villes du Maine abritaient diverses institutions juives dont des synagogues, ce qui n'était pas le cas dans les plus petites communautés où les Juifs ont dû ajuster leurs modes de vie et notamment leurs observances religieuses aux normes sociales des petites localités de la Nouvelle Angleterre. La synagogue Beth Israel a été construite en 1888, tandis que Beth El a été créée en 1982, près d’un siècle plus tard, toutes deux à Bangor. La synagogue Etz Chaim de Biddeford a été fondée en 1906. D’autres existent à Lewiston, Old Orchard Beach, Bath, Waterville, Augusta et Portland.

#### Islam
Les immigrants albanais et turcs venus travailler aux moulins de Biddeford à la fin du XIXe siècle auraient fondé la première mosquée du Maine en 1900, depuis disparue. L'État compterait fin 2021 cinq lieux de culte musulmans : le Centre islamique du Maine à Orono, la mosquée Salaan à Lewiston, le Centre Al Huda, l'Afgan Mosque et le Maine Muslin Community Center, tous trois situés à Portland.

#### Paysage religieux
Selon une étude lancée en 2014 par le Pew Research Center, 48 % des adultes dans le Maine affichent une croyance absolue en Dieu, un des taux les plus bas de l'Union juste devant le New Hampshire (43 %), le Vermont (41 %) et le Massachusetts (40 %). Le même échantillon accorde, pour 53 %, de l'importance à la religion mais se réfère plutôt à son bon sens (57 %) qu'à la religion (18 %) pour distinguer le bien et du mal qui n'apparaissent pas chez les sondés comme des notions absolues, 69 % déclarant qu'elles dépendent de la situation. Par ailleurs, si 59 % croient au Paradis, seulement 44 % croient à l'enfer. 
| Religion                    | Maine | États-Unis |
| --------------------------- | ----- | ---------- |
| Non affiliés                | 24    | 15,8       |
| Protestantisme traditionnel | 21    | 14,7       |
| Catholicisme                | 21    | 20,8       |
| Protestantisme évangélique  | 14    | 25,4       |
| Agnosticisme                | 4     | 4,0        |
| Mormons                     | 2     | 1,6        |
| Églises historiques noires  | 2     | 6,5        |
| Athéisme                    | 2     | 3,1        |
| Judaïsme                    | 2     | 1,9        |
| Bouddhisme                  | 1     | 0,7        |
| Autres                      | 7     | 5,5        |

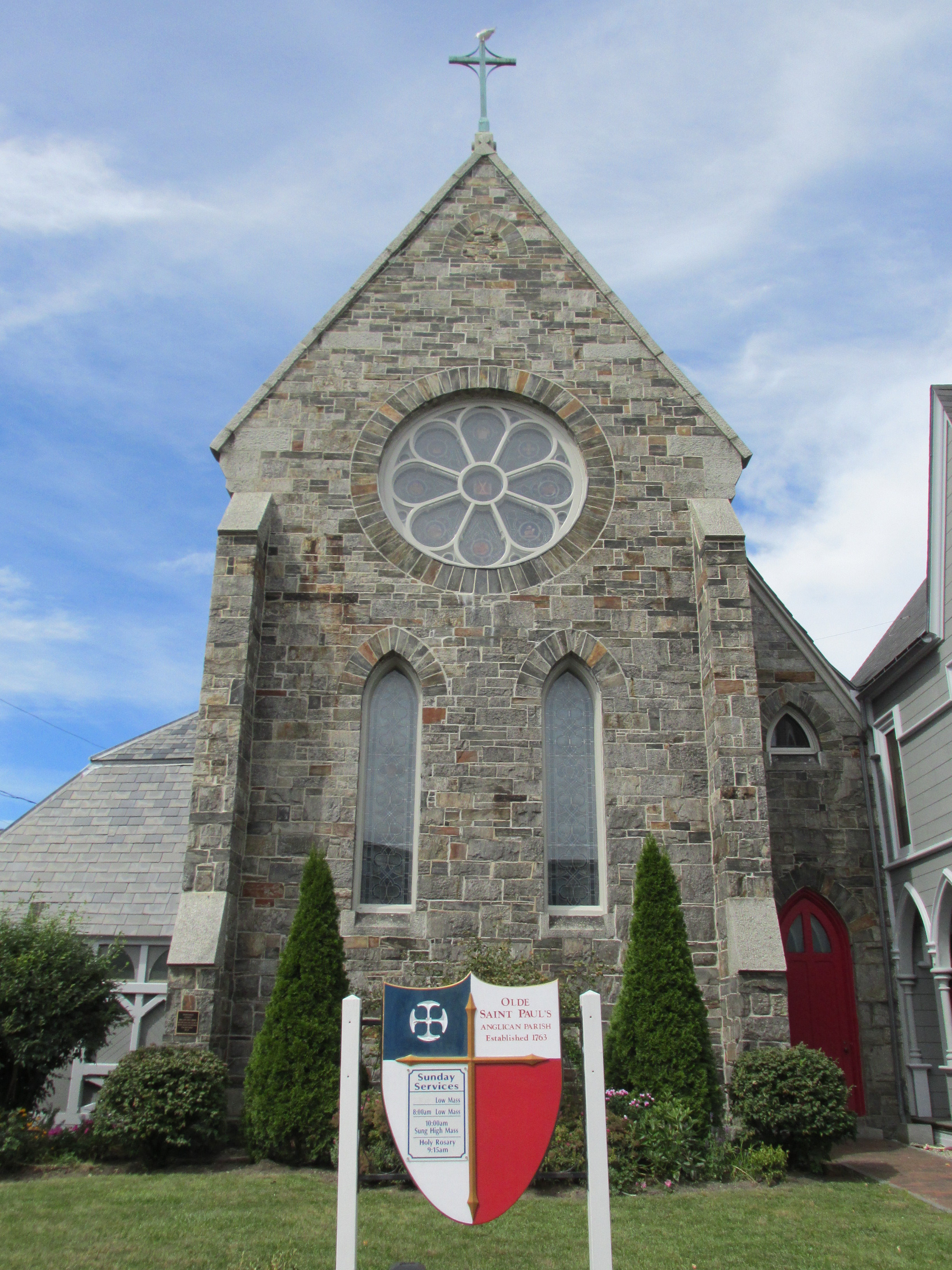
L'église anglicane St Pauls Church située à Portland.

Selon l'institut de sondage The Gallup Organization, en 2015, 26 % des habitants du Maine se considèrent comme « très religieux » (40 % au niveau national), 24 % comme « modérément religieux » (29 % au niveau national) et 50 % comme « non religieux » (31 % au niveau national).

### Langues
| Langue   | 1980    | 1990    | 2000    | 2010    |
| -------- | ------- | ------- | ------- | ------- |
| Anglais  | 89,21 % | 90,77 % | 92,25 % | 93,18 % |
| Français | 9,01 %  | 7,09 %  | 5,29 %  | 3,94 %  |
| Espagnol | 0,28 %  | 0,52 %  | 0,80 %  | 0,95 %  |
| Autres   | 1,51 %  | 1,62 %  | 1,66 %  | 1,94 %  |

Proportion d'habitants de 5 ans et plus déclarant parler français à la maison par subdivision de comté en 2020.

La Constitution de 1983 ne déclare pas que l'anglais est la langue officielle de l'État. Le Maine est l'un des 18 États à ne pas avoir adopté l'anglais comme langue officielle. L'anglais a acquis ce statut de facto.
Alors que l'usage du français ne fait que décroître, dans certaines parties du Maine, comme à Lewiston, cette diminution est compensée par l'arrivée d'immigrés en provenance d'Afrique francophone et par un intérêt grandissant pour le patrimoine franco-américain.
La partie du Maine où le français reste le plus vivant est le Madawaska, à l'extrême-nord de l'État, au contact du Nouveau-Brunswick canadien. Le français qui y est parlé est du français acadien fortement influencé par le français québécois. Plus de la moitié de la population utilise couramment le français, mais la langue est en régression rapide dans les générations les plus jeunes.
Une francophonie est historiquement présente dans le Maine et se manifeste dans différentes organisations. Par exemple on retrouve dans le Maine : le Gendron Franco Center, le fait français au Maine et le Centre-Franco-Américain de l'Université du Maine. Depuis 2002, une journée franco-américaine est célébrée au Capitole de l’État. La gouverneure Janet Mills, qui parle couramment le français, a proclamé en 2023 le mois de mars « Mois de la Francophonie » dans le Maine.
Selon les données officielles 2022, 5,93 % des ménages du Maine ont déclaré parler une langue autre que l'anglais à la maison. Le français reste la première langue parlée après l'anglais pour 32 665 ménages (soit 2,51 % des ménages déclarés) devant l'espagnol qui est la seconde langue la plus parlée aux États-Unis d'Amérique.
Le 29 octobre 2024, la gouverneure Mills a reçu les insignes de l''Ordre national de la Légion d'honneur qui lui ont été remis par l'ambassadeur de France aux États-Unis Laurent Bili « pour ses efforts visant à promouvoir et à honorer la langue et la culture françaises dans le Maine ».

## Politique

### Droits constitutionnels
Le Maine s'est doté d'une constitution lors de la Convention constitutionnelle du nouvel État qui s'est tenue en octobre 1819. L'article 1er de ce texte énumère les droits des citoyens dont le droit d'adopter la religion de leur choix, le droit de porter des armes, la liberté d'expression et de publication, le droit de pétition mais aussi une interdiction : celle d'accorder un titre de noblesse ou un privilège héréditaire. Un nouveau droit est consacré depuis le référendum du 2 novembre 2021 : le droit à l'alimentation de son choix. Cet amendement constitutionnel a été adopté aux deux tiers de l'assemblée législative. Le Maine devient ainsi le premier État de l'Union à accorder à ses résidents ce droit de « cultiver, d’élever, de récolter, de produire et de consommer la nourriture de leur choix ».

### Tendances politiques
| Gouvernement du Maine | Gouvernement du Maine | Gouvernement du Maine | Gouvernement du Maine | Gouvernement du Maine | Gouvernement du Maine | Gouvernement du Maine | Gouvernement du Maine | Gouvernement du Maine | Gouvernement du Maine | Législature d'État        | Législature d'État | Congrès fédéral           | Congrès fédéral |
| Gouverneur            | Gouverneur            | Secrétaire d'État     | Secrétaire d'État     | Auditeur              | Auditeur              | Trésorier             | Trésorier             | Procureur général     | Procureur général     | Chambre des représentants | Sénat              | Chambre des représentants | Sénat           |
| --------------------- | --------------------- | --------------------- | --------------------- | --------------------- | --------------------- | --------------------- | --------------------- | --------------------- | --------------------- | ------------------------- | ------------------ | ------------------------- | --------------- |
|                       | Janet Mills (D)       |                       | Matthew Dunlap (D)    |                       | Pola Buckley (D)      |                       | Henry Beck            |                       | Aaron Frey (D)        | D : 89, R : 56, I : 6     | D : 21 et R : 14   | D : 2                     | R : 1 et I : 1  |

Le Maine a longtemps été un État de tradition républicaine avant de tendre à partir des années 1990 vers les démocrates, du moins au niveau national.
Le Maine compte le plus grand nombre d'élus verts par habitant et la plus grande proportion de population inscrite au Parti vert américain (29 273 membres, soit 2,95 % de la population en novembre 2006).
Le 8 novembre 2016, le Maine devient le premier État américain à opter pour le vote alternatif, bien que plusieurs villes comme Portland ou San Francisco aient déjà fait le choix de ce mode de scrutin. Approuvé par référendum (52 % des suffrages « pour »), le système entre en vigueur à l'occasion des élections primaires de juin 2018. Il s'applique aux élections primaires et générales pour le Congrès, aux élections primaires pour le poste de gouverneur et à la législature de l’État, mais pas aux élections municipales.

### Politique nationale

#### Élections présidentielles
| Année | républicain     | démocrate       |
| ----- | --------------- | --------------- |
| 1952  | 66,05 % 232,353 | 33,77 % 118,806 |
| 1956  | 70,87 % 249,238 | 29,13 % 102,468 |
| 1960  | 57,05 % 240,608 | 42,95 % 181,159 |
| 1964  | 31,16 % 118,701 | 68,64 % 262,254 |
| 1968  | 43,07 % 169,254 | 55,30 % 217,312 |
| 1972  | 61,46 % 256,458 | 38,48 % 160,584 |
| 1976  | 48,91 % 236,320 | 48,07 % 232,279 |
| 1980  | 45,61 % 238,522 | 42,25 % 220,974 |
| 1984  | 60,83 % 336,500 | 38,78 % 214,515 |
| 1988  | 55,34 % 307,131 | 43,88 % 243,569 |
| 1992  | 30,39 % 206,504 | 38,77 % 263,420 |
| 1996  | 30,76 % 186,378 | 51,62 % 312,788 |
| 2000  | 43,97 % 286,616 | 49,09 % 319,951 |
| 2004  | 44,58 % 330,201 | 53,57 % 396,842 |
| 2008  | 40,38 % 295,273 | 57,71 % 421,923 |
| 2012  | 40,33 % 292,276 | 55,37 % 401,306 |
| 2016  | 44,87 % 335 593 | 47,83 % 357 735 |
| 2020  | 44,02 % 360 737 | 53,09 % 435 072 |

Au début du XIXe siècle, le Maine s'affiche comme un État politique héritier des fédéralistes. Lors des élections de 1824 et 1828, les électeurs soutiennent John Quincy Adams (81,50 % et 59,71 %) avant de se tourner vers les démocrates jacksoniens en 1832. Après avoir toujours apporté ses suffrages aux démocrates (sauf en 1840), les électeurs du Maine se tournent vers le tout jeune parti républicain en 1856 en apportant 61,34 % de leurs suffrages à John Charles Frémont, battu cependant au niveau national.
Jusqu'en 1992, le Maine sera un bastion républicain quasi inexpugnable. Ainsi, si le démocrate Woodrow Wilson parvient à remporter le Maine en 1912 (39,43 %), il le fait grâce à la candidature dissidente du républicain progressiste Theodore Roosevelt (37,41 %) contre le président républicain sortant William Howard Taft (20,48 %). Cette victoire démocrate reste isolée et en 1916, le républicain Charles Evans Hughes (50,99 %) remporte le Maine face à Wilson (46,97 %), candidat à un second mandat. Plus aucun candidat démocrate à l'élection présidentielle ne réussira à se faire élire dans le Maine avant Lyndon B. Johnson en 1964. C'est ainsi, qu’avec le Vermont, le Maine est le seul État que n’a jamais remporté Franklin Delano Roosevelt au cours de ses 4 campagnes électorales. En 1964, le républicain Barry Goldwater est le premier républicain à trébucher dans le Maine en un demi-siècle. En 1968, le Maine tombe pour la troisième fois en un siècle dans l'escarcelle démocrate grâce au sénateur du Maine, Edmund Muskie, candidat à la vice-présidence au côté d'Hubert Humphrey, battu cependant au niveau national. Ces deux victoires démocrates consécutives restent cependant isolées comme le démontrent les élections présidentielles des deux décennies suivantes favorables aux républicains. Pourtant, en 1988, George Bush devient le dernier candidat républicain à remporter l'État.
Depuis l'élection présidentielle de 1972, le Maine attribut quatre grands électeurs mais avec une méthode spécifique (tous les autres États appliquent le winner takes all intégral), unique au sein du pays avec le Nebraska : deux grands électeurs pour le candidat qui arrive en tête dans l'État et deux autres départagés selon le vote du premier et du second district congressionnel.
Depuis 1992, par un retournement de tendance inattendu mais conforme au vote régional, le Maine a constamment apporté la majorité de ses suffrages au candidat démocrate lors de l'élection présidentielle. Ainsi, bien que la résidence d’été de la famille Bush soit située sur la côte du Maine à Kennebunkport, le président George Bush n'est arrivé qu'en 3e position avec 1/3 des suffrages lors de l'élection présidentielle de 1992. Il était devancé non seulement par le démocrate Bill Clinton (qui est élu président) mais aussi par le candidat indépendant de droite Ross Perot. En 1996, comme le candidat du Parti réformiste, Perot a fait mieux dans le Maine que dans n'importe quel autre État. Les démocrates Bill Clinton (1996), Al Gore (2000), John Kerry (2004) et Barack Obama (2008) s'imposèrent ainsi successivement face aux républicains Bob Dole (1996), George W. Bush (2000 et 2004) et John McCain (2008).
En 2016, la démocrate Hillary Clinton remporte l'État avec environ 48 % des voix contre 45 % pour le républicain Donald Trump. Cependant, Trump arrive en tête dans le 2e district congressionnel. Le Maine élit donc trois grands électeurs pour Clinton (2 pour l’État entier et un pour le 1er district) et un pour Trump (dans le 2e district). C'est la première fois depuis 1972, et l'instauration de ce mode de désignation des grands électeurs, que le Maine divise son collège électoral.
En 2020, le scénario se répète : le démocrate Joe Biden remporte 435 072 voix contre 360 737 voix pour Donald Trump. Le Maine élit donc trois grands électeurs pour Biden (2 pour l’État entier et un pour le 1er district) et un pour Trump (dans le 2e district).
Cette tendance se confirme en 2024, la démocrate Kamala Harris devançant Donald Trump et le Maine élisant trois grands électeurs pour Harris et un pour Trump dans le 2e district, plus rural.

##### Participation
Lors de l'élection présidentielle de 2016, le Maine est l' État où le taux d'inscription des citoyens électeurs s'est révélé le plus élevé de l'Union : 80 % de la population ayant droit de vote se sont inscrits pour participer au scrutin. C'est aussi l'État où le taux de vote a été le plus fort au niveau national, à savoir 73 % de la population en âge de voter. En 2020, ce taux a été dépassé avec une participation de 78 % des électeurs inscrits.

##### Élections fictives des jeunes
Dans le cadre de leur mission d'éducation civique, les écoles du Maine ont de nouveau été invitées par le gouvernement à organiser en 2020 des élections fictives pour encourager les jeunes à exercer leurs droits civiques et à s'intéresser à la vie démocratique du pays. Cette initiative, dénommée Maine Mock Election, a été lancée pour la première fois en 2012 et en 2016, plus de 26 500 élèves et 166 classes y ont participé.
L'édition 2020 concernait à la fois les bureaux du président des États-Unis, du représentant au Congrès et du représentant au Sénat. Les élèves ont choisi le candidat démocrate Joe Biden dans la course à la présidence américaine et des démocrates pour la représentation de l’État au Congrès et au Sénat.
En 2024, plus de 100 écoles ont participé à ces élections fictives qui ont donné Donald Trump comme vainqueur avec 52 % des voix. Ils ont par ailleurs voté pour la réélection des trois représentants de l'État au Congrès du Maine.

#### Représentation fédérale
| - Susan Collins, sénatrice depuis 1997. - Angus King, sénateur depuis 2013. |

Les deux sénateurs de l’État sont Susan Collins et Angus King, gouverneur entre 1995 et 2003. King bat Collins lors de l'élection au poste de gouverneur du Maine en 1994. Collins est une républicaine et King est un indépendant, siégeant cependant au Sénat avec les démocrates. Les deux élus du Maine à la Chambre des représentants sont les démocrates Chellie Pingree pour le premier district et Jared Golden pour le second. Selon le politologue à la retraite du Bowdoin College, Christian Potholm, les Franco-Américains, qui représentent toujours un cinquième des habitants du Maine en 2024, constituent un bloc décisif dans l'élection du représentant du second district.

### Politique locale

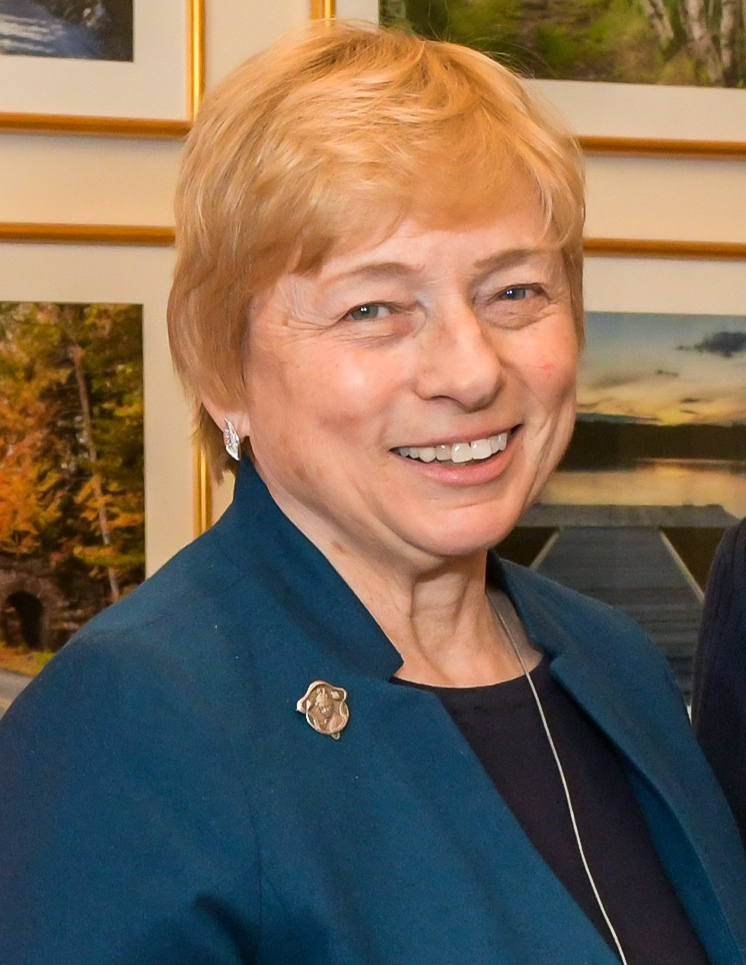
Janet Mills, gouverneure depuis 2019.

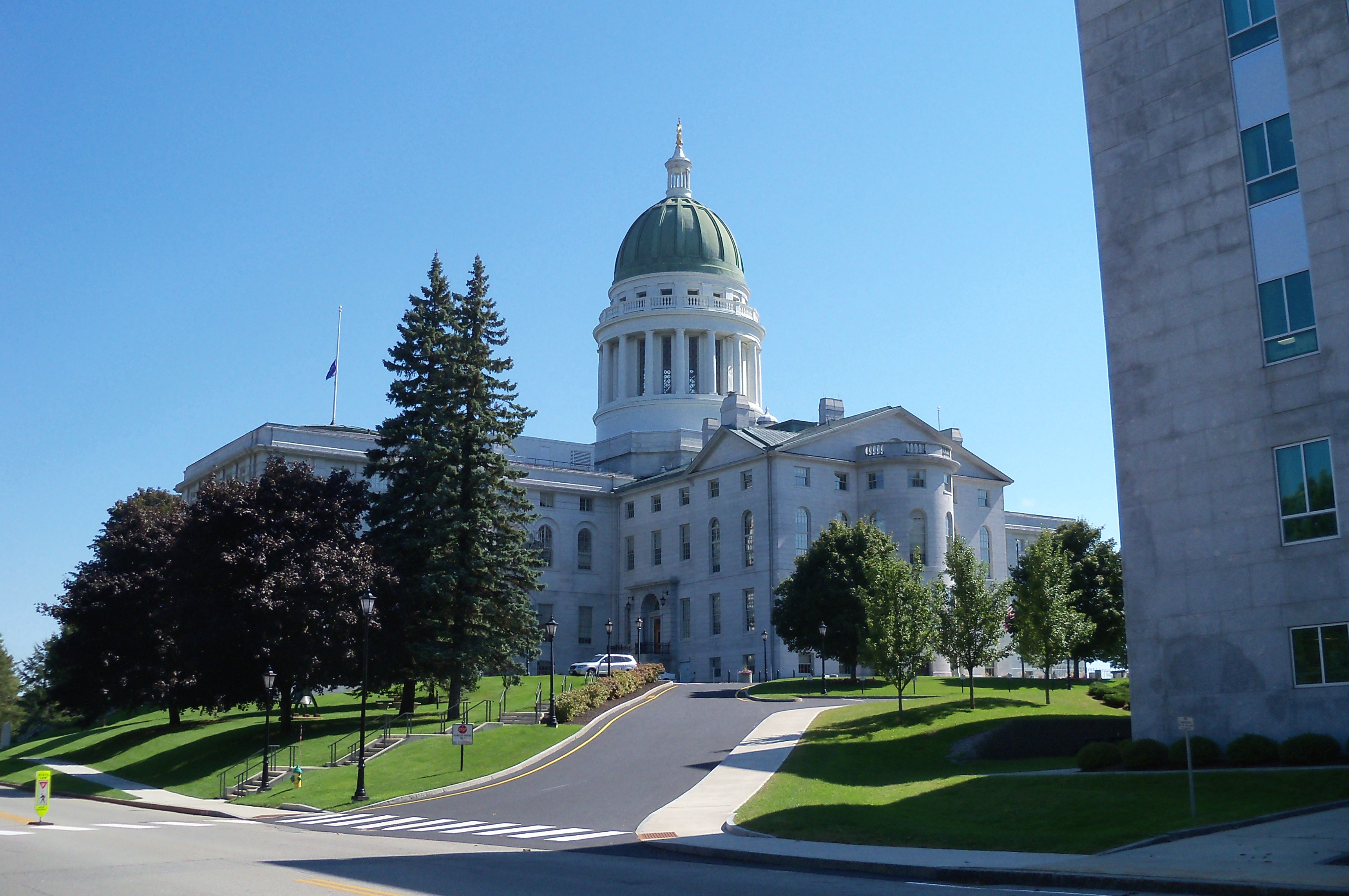
State House du Maine.

Le gouverneur du Maine est élu pour un mandat de quatre ans, et nul ne peut effectuer plus de deux mandats successifs. Depuis le 2 janvier 2019, le poste est occupé par la démocrate Janet Mills qui a succédé au républicain Paul LePage, élu en novembre 2010 avec le soutien actif du mouvement des Tea Party.
La gouverneure Mills s'est représentée pour un second mandat et a lancé sa collecte de fonds en début d'année 2021. L'ancien gouverneur LePage a brigué un troisième mandat et a officialisé sa candidature le 5 juillet 2021. L'ancien sénateur indépendant du Maine Tom Saviello, après avoir entretenu  le suspens pendant plusieurs mois sur son entrée dans la course, a déclaré officiellement le 2 février 2022 qu'il ne se représenterait pas,. Janet Mills a remporté un second mandat le 8 novembre 2022 avec 55,45 % des voix. Selon les commentateurs, sa victoire serait due à son bilan jugé positif, à son tempérament calme, à sa bonne gestion de la crise sanitaire et à son action en faveur du maintien du droit à l'avortement dans le Maine.
La législature est formée de la Chambre des représentants et du Sénat. La State House est l'édifice qui abrite la législature. Une première State House a vu le jour peu après la naissance du Maine vers 1820 à Portland. La State House se caractérisait par une architecture modeste de style fédéral à deux étages et fut utilisée jusqu'en 1832. En 1827 Augusta devient la capitale officielle du Maine et la première pierre de la nouvelle State House a été posée en 1829. La State House du Massachusetts a servi de base mais dans un style plus grec avec des colonnes, deux ailes et une coupole. La première session dans la nouvelle State House a eu lieu le 4 janvier 1832.
La Chambre des représentants est formée de 151 élus, élus pour un mandat de deux ans, qui représentent chacun environ 8 797 citoyens de l'État.
Le Sénat est formé de 35 sénateurs, élus pour un mandat de deux ans.
Lors de la session 2016-2018, la chambre basse du Congrès local du Maine, comprenant 151 membres, est dominée par 74 démocrates face à 70 républicains, six indépendants et un vert, alors que le Sénat de 35 membres est dominé par 18 républicains face à 17 démocrates.

## Société

### Droits LGBTQ
Le Maine a abrogé sa criminalisation légale des relations sexuelles entre personnes de même sexe en 1976. Le 7 novembre 2012, une majorité d'électeurs du Maine a approuvé l'initiative sur le mariage homosexuel. La loi du Maine autorise les personnes LGBT célibataires et les couples de même sexe, mariés ou non, à demander l’adoption. En ce qui concerne les personnes transgenres, un projet de loi a été adopté et signé dans le Maine – à la fois par la gouverneure et la législature – qui « protège, défend et sauvegarde explicitement les soins de santé affirmant le genre ». 
En février 2025, un échange houleux et médiatisé oppose la gouverneure Mills au président Trump sur la participation des transgenres aux épreuves de sport féminines. En mars 2025, l'administration Trump accuse l'État du Maine de violation du décret du 5 février visant à exclure les filles et les femmes transgenres des sports réservés aux femmes. Le 16 juin, le Sénat du Maine rejette le document législatif 233 relatif à cet interdit (21 contre, 13 pour) que la Chambre des représentants avait voté trois jours plus tôt (73 voix pour, 70 contre). Ce vote a eu lieu bien que l'affaire ait été portée en justice à la mi-avril par le ministre américain de la Justice. L'audience est prévue en avril 2026.

### Relations avec le Canada
Avec leur frontière commune, le Maine et la province canadienne du Nouveau-Brunswick entretiennent des relations anciennes et privilégiées. Ces liens sont culturels, souvent familiaux, voire identitaires. Ils ont aussi un poids économique important pour le Maine, notamment dans le domaine du tourisme, la destination étant très prisée des Québécois. Les déclarations du président Trump de janvier 2025 sur les tarifs douaniers et l'annexion du Canada comme 51e état des États-Unis ont mis à mal ces liens étroits et les tensions politiques entre les deux pays ont de fortes répercussions sur l'économie du Maine. Le nombre de visiteurs provenant du Canada a chuté de 27 % en mai 2025 par comparaison à la même période en 2024. Dans le secteur marchand, le Canada est le principal partenaire commercial du Maine en ce qui concerne l'exportation du bois d'œuvre et du homard, respectivement, en 2023, pour 775 M de dollars et 200 M de dollars . À l'inverse, le Maine importe plus de 5 MM de dollars de marchandises venant du Canada. 
En mai 2025, la gouverneure Mills s'est jointe aux cinq autres gouverneurs des états de l'est des USA pour inviter les six premiers ministres canadiens à un sommet transfrontalier à Boston . Ce sommet s'est tenu le mois suivantsous la houlette de la gouverneure du Massachussetts, Maura Healey. Le 22 juillet 2025, dans sa « mission de bonne volonté » envers le Canada atlantique, la gouverneure Mills annonce que le Maine accueillera début août les Halifax Wanderers de la Première Ligue canadienne de soccer pour un match « amical » international avec la nouvelle équipe de football professionnelle du Maine, les Portland Hearts of Pine, au stade Fitzpatrick de Portland. 

## Économie
Le Bureau d'analyse économique estime que le produit national brut du Maine pour l'année 2003 a été de 41 milliards de dollars, ce qui équivaut à 29 164 $ par habitant, plaçant le Maine à la vingt-neuvième place des États américains.

### Agriculture et pêche

#### Les productions
Le Maine est le second producteur mondial de bleuets (fruit voisin de la myrtille) après le Canada et génère à lui seul 25 % de la production nord-américaine. Il est présent dans tous les comtés, notamment les comtés côtiers de l'est, de Lincoln à Washington, où la majorité des bleuets du Maine sont récoltés. Ces arbrisseaux ne sont pas plantés : ils poussent naturellement dans les champs surnommés « barrens » (équivalent de landes en français) ou au sommet des monts et montagnes, d'où leur dénomination de « bleuets sauvages ». Le cycle d'exploitation est de deux années : une année de taille et une année de récolte, en alternance. Historiquement, les champs de bleuets étaient exploités par les Abénaquis qui les entretenaient par écobuage. Le jus frais des fruits était utilisé comme potion contre la toux, les racines en décoctions et les baies, une fois séchées, pour la préparation de puddings appelés « sautauthig ». Lors de leur arrivée au XVIIe siècle, les colons anglais les adoptent dans leur alimentation. Néanmoins leur introduction en pâtisserie est plus tardive : la première recette de tarte aux bleuets à figurer dans un manuel daterait de 1850, année de publication du Practical Cook Book d'une certaine Mrs Bliss. Lors de la Guerre de Sécession, les bleuets sont expédiés en boite de conserve aux soldats de l'Union qui s'en montrent particulièrement friands. De retour au foyer, ils communiquent leur goût pour ce fruit à leur famille. Vers 1950, le Maine comptait 21 conserveries de bleuets. En 2020, sont recensées 480 exploitations dont la superficie varie de huit à plusieurs milliers d'hectares. Les Passamaquoddys du Maine en détiennent plusieurs. La production de cette  baie connait une croissance constante, surtout depuis les années 1990 où des recherches scientifiques ont fait connaître au grand public la teneur élevée d'antioxydants de ce fruit. Le marché frais représente 1 % de la production, tout le reste étant congelé.
Les autres produits agricoles de l'État sont notamment les volailles, les œufs, les produits laitiers, le bétail, les pommes, le sirop et le sucre d'érable. Le Maine a été le premier État producteur de pommes de terre de l'Union jusqu'en 1947 où il a été détrôné par l'Idaho. Selon le rapport annuel de la pomme de terre publié à la mi-juillet 2022, le Maine reste dans le peloton des 10 premiers États producteurs de pommes de terre où il occupe le 8e rang. La superficie des terres agricoles réservées à la culture de ce tubercule est passée de 186 000 acres en 1947 à 58 000 acres en 2021 mais le Maine Potato Board souligne que les rendements à l'acre n'ont cessé d'augmenter et que la qualité constitue la priorité des producteurs. En 2021, 64 % des récoltes ont été consacrées à la transformation avec, au premier rang, la production de frites et de croustilles. Le comté d'Aroostook est connu pour ses pommes de terre et en 2007, il produisait à lui seul 90 % des pommes de terre cultivées dans le Maine. Le Conseil des pommes de terre du Maine se situe d'ailleurs dans ce comté à Presque Isle. Dans le cadre d'un label de qualité, il désigne chaque année la famille et le plus jeune producteur de ce tubercule de l'État. En 2019, les deux lauréats sont respectivement une famille de Mapleton et un jeune agriculteur de New Limerick. En 2020, c'est un jeune agriculteur de Caribou qui a été primé, avec ses deux frères, tous trois nés dans une famille cultivant la pomme de terre depuis 1930. En 2022, c'est la famille Winslow, arrivée en 1859 à Mapleton et qui cultive le tubercule depuis cinq générations, qui a été honorée. Par ailleurs, et afin d'encourager des pratiques agricoles durables, le Conseil et l'Université du Maine ont noué un partenariat de recherche pour de nouvelles variétés de pommes de terre : ainsi sont nées l'Easton (pour les frites) et la Sebec (pour les chips) qui ont été mises sur le marché en 2019. L'année 2021 a été marquée par une récolte si abondante que les agriculteurs du comté d'Aroostook ont demandé la réquisition des hangars à avions de l'ancienne base aérienne de Loring pour y stocker leurs excédents. Le 11 février 2022 le Conseil des pommes de terre du Maine annonçait que la chaîne de restaurants Ninety Nine servirait exclusivement du tubercule produit dans le Maine, de la variété Caribou Russet, dans ses 103 établissements.
La pêche commerciale, qui fut le secteur majeur de l'économie du Maine, garde une certaine importance, notamment la pêche aux homards.
Par ailleurs, les sources et les aquifères de l'ouest de l'État sont largement utilisées pour la production d'eau en bouteilles.

#### Les marchés fermiers

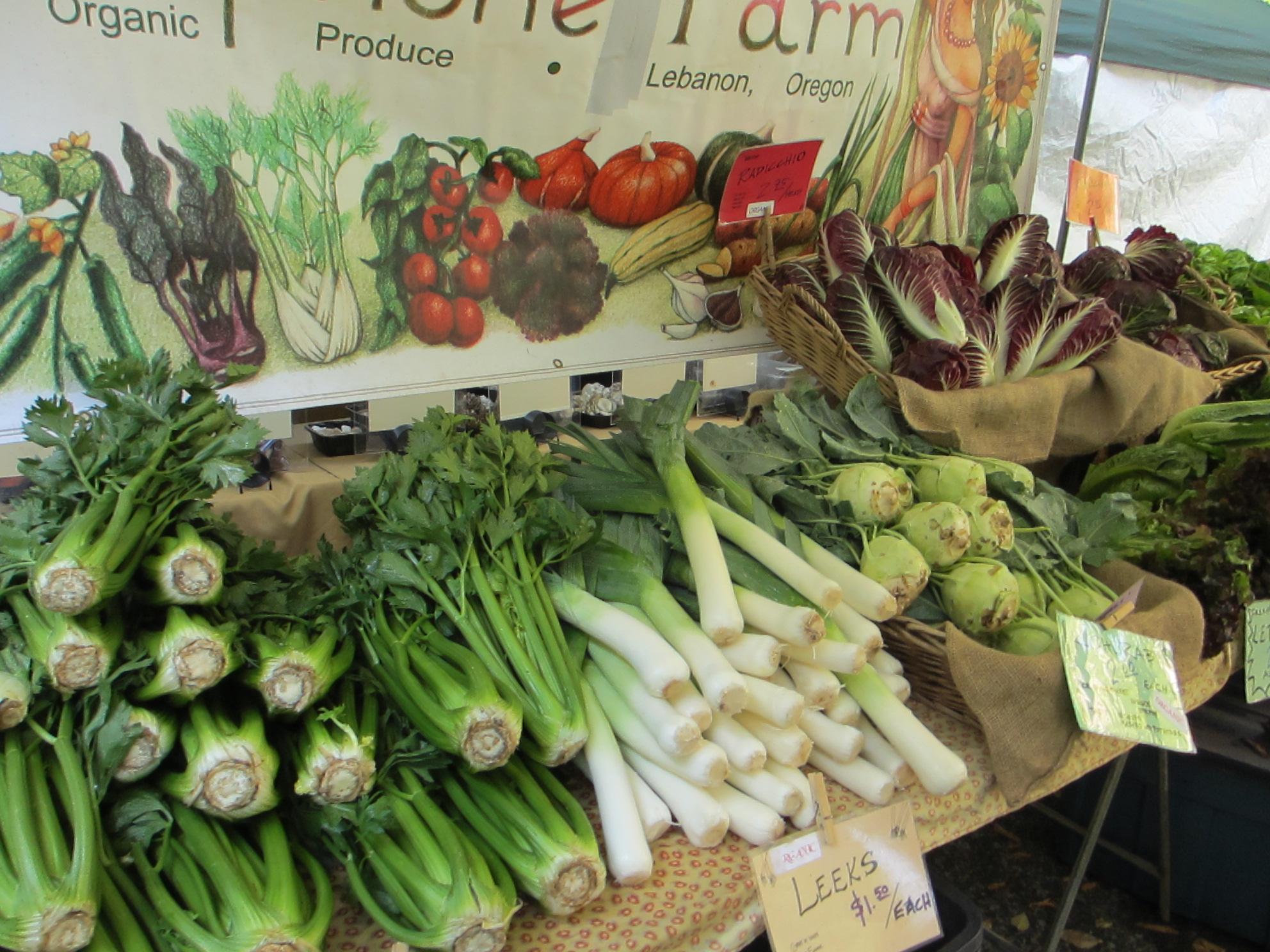
Étal sur le marché fermier de Portland (2012)

La vente directe du producteur au consommateur est encouragée dans le Maine et la Fédération des Marchés fermiers du Maine tient à disposition des habitants une liste régulièrement mise à jour. La plupart de ces marchés se tiennent en extérieur pendant les mois les plus chauds de l'année mais il existe aussi des marchés couverts, ouverts toute l'année, comme le marché fermier de Portland, fondé en 1768 ou le marché fermier de Belfast qui regroupe plus de 60 producteurs depuis 1980. Des marchés de producteurs d'hiver tendent à se développer, où les agriculteurs se sont associés des boulangers et des crémiers. Le marché d'hiver de Lewiston a récemment évolué vers un marché en ligne avec retrait des produits toutes les semaines de fin novembre à fin avril. Un marché européen se tient tous les samedis matins et tout au long de l'année à Bangor.

#### Les cueillettes

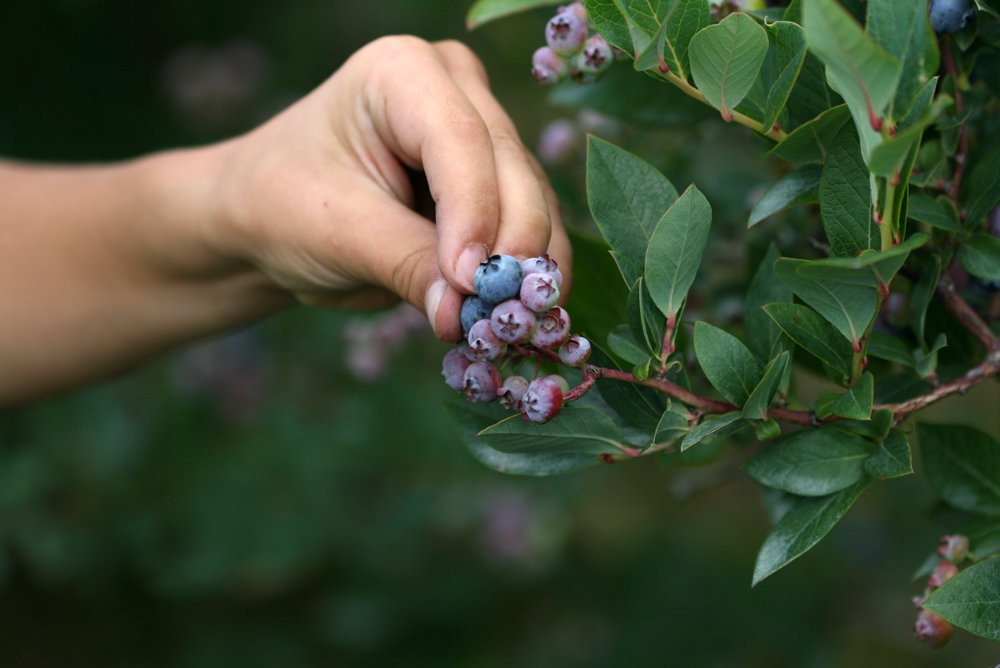
Cueillette des bleuets.

Les cueillettes directes de fruits dans les fermes et les vergers du Maine sont par ailleurs pratiquées par la population. En tête de liste figurent les pommes en septembre et octobre (le Maine en offre une vingtaine de variétés) et les bleuets entre fin juillet et début d'août. Le fruit officiel du Maine est célébré à travers tout l'État lors du Wild Blueberry Weekend qui se tient début août et qui regroupe fermes productrices, distilleries et établissements vinicoles. Cette fête a été instaurée par la gouverneure Janet Mills en 2021.

#### Les retombées de la pandémie de Covid-19
La pandémie et la pénurie dans les supermarchés qu'elle a entrainée lors de sa première vague ont amené les habitants du Maine à redécouvrir les produits locaux, leur fraîcheur, leur qualité et leur variété. Les agriculteurs se sont rapidement adaptés à cette situation de crise sanitaire en acceptant les commandes en ligne et en organisant les ramassages ou les livraisons de paniers. Soucieux de conforter ce mouvement, le gouvernement du Maine a lancé une campagne support local et, en plus de la traditionnelle journée « portes ouvertes » de fin juillet dans les fermes, une semaine de l'agriculture, la Explore Maine Agriculture Week.

### Industrie
Les produits industriels principaux sont le papier, le bois de charpente et les autres produits dérivés du bois. Selon les données 2020, l'industrie des produits forestiers du Maine contribue pour plus de 620 millions de dollars par an à son économie et représente près de 9 000 emplois. Viennent ensuite les équipements électroniques, les produits en cuir, les produits alimentaires, les textiles et la biotechnologie. La construction navale reste elle aussi, un secteur-clé avec les chantiers navals de Bath Iron Works et de Portsmouth Naval Shipyard.
La base aéronavale de Brunswick est également située dans le Maine et était depuis 1942 une base de soutien importante pour la marine américaine. Fermée en 2011, elle est devenue le Brunswick executive airport, créant l'opportunité de nouvelles implantations d'entreprise.

### Tourisme
Dans les années 1980 et 1990, le tourisme s'est fortement développé dans le Maine. Les hôtels et les cabanes de location se sont multipliés le long de la côte. Les activités de loisir de la pêche et de la chasse ont fait l'objet de campagnes de promotion pour la période estivale. Dans les régions montagneuses, la pratique du ski et de la motoneige s'est organisée pour la période hivernale. L'accent est mis sur le caractère encore sauvage et authentique de cet État.

### Emploi

#### Chômage
Selon les données de mars 2019 le taux de chômage dans l'État du Maine est de 3,2 %, donc inférieur au taux national de 3,9 %; Le marché de l'emploi a en effet légèrement augmenté dans le Maine en 2018 (+ 0,6 %). Les secteurs de l'économie qui emploient le plus en 2019 sont la santé et l'aide sociale (17 %) et le commerce de détail (13,4 %).

#### Temps et modes de trajet domicile-travail
La moyenne du temps de trajet entre le domicile et le travail est de 23,8 min (contre 26,4 min au niveau national). Les trajets se font très majoritairement en voiture individuelle (78,5 %), le covoiturage ne représentant que 9,7 % des modes de trajet utilisés. Viennent ensuite le vélo pour 0,4 % et les transports en commun pour 0,1%. Toutefois, 4,2 % des personnes occupant un emploi déclarent faire le trajet à pied et 5,6 % déclarent travailler à leur domicile.

## Gastronomie

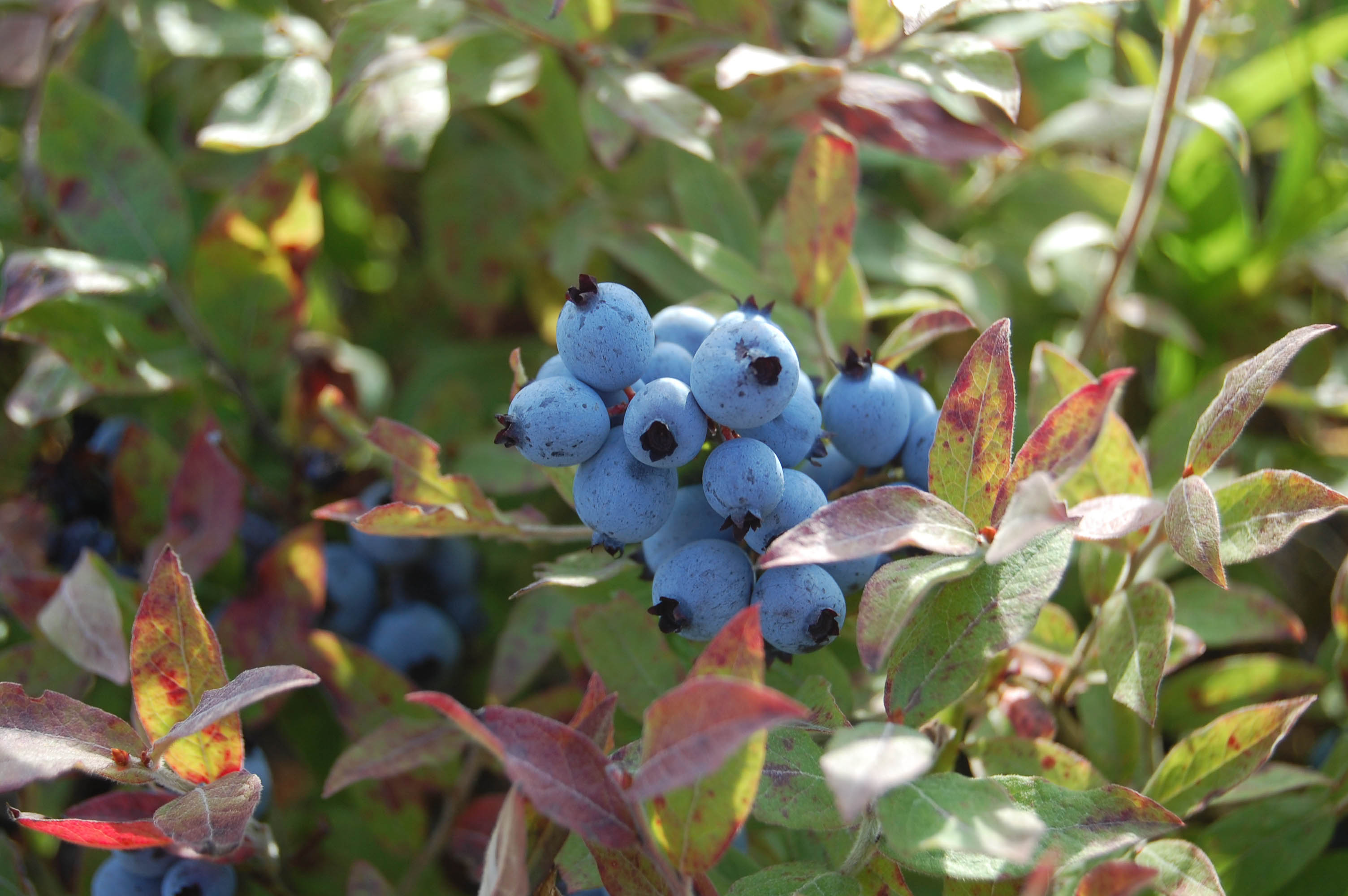
On retrouve des bleuets sauvages dans la gastronomie locale.

Le Maine est réputé pour ses fruits de mer et notamment pour des spécialités telles que le Mussel Chowder et le Lobster Roll. Dans la catégorie des desserts, il convient de citer la tarte aux bleuets sauvages typique du Maine. Portland, une ville importante de l'État, est désormais une destination gastronomique reconnue,.

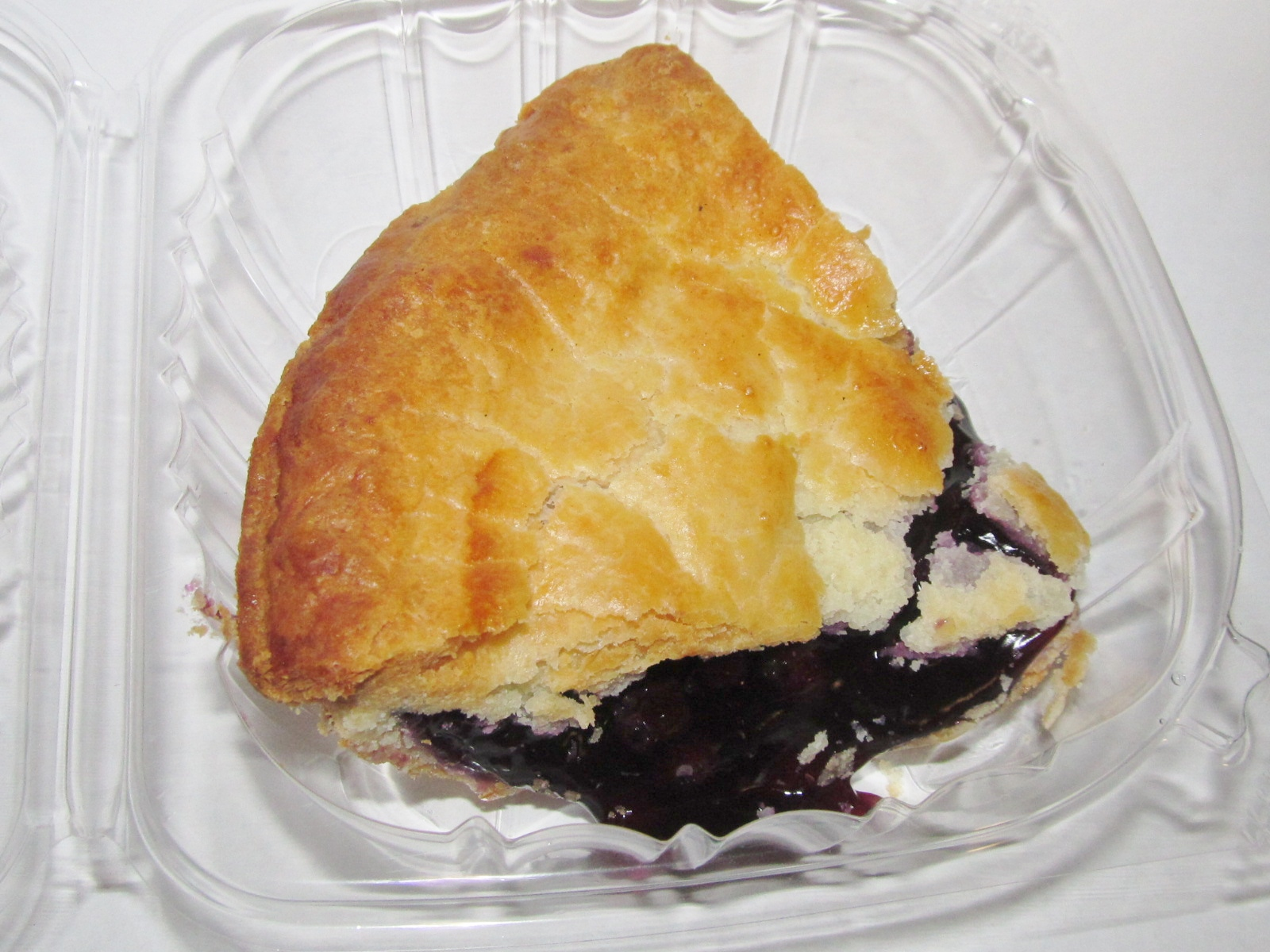
Tourte aux bleuets.

Des festivals gastronomiques sont organisés chaque année tels le Festival du homard du Maine qui a lieu depuis 1947 pendant cinq jours début août à Rockland sur la Mid Coast (Côte centrale) ou le Festival des bleuets sauvages de Machias qui a fêté sa 46e édition en 2024 dans le Downeast (bas-est du Maine).

## Instruction
Le Maine a hérité son système éducatif du Massachusetts dont il s'est séparé en 1820. L'État ne disposait pas de réelles statistiques dans les premières années de sa création mais il apparaît qu'en 1829, les 263 localités répertoriées étaient divisées en 2 461 districts et que 139 868 enfants étaient scolarisés. Du Massachusetts, le Maine a gardé un certain nombre de principes pour l'éducation dont l'accès à l'école pour tous les enfants, quelle que soit la situation financière de leur famille et l'obligation, pour les villes et les districts, de pourvoir leurs écoles d'un ou plusieurs enseignants pendant au moins six mois dans l'année. Les pères fondateurs du système éducatif établirent par ailleurs que les deux ouvrages de référence des enseignants et de leurs élèves devaient être l'abécédaire et la Bible, les enfants ne devant pas seulement apprendre à lire, à écrire et à compter mais aussi à acquérir le sens de la piété, de la justice, de la sobriété et de la vérité. Ces principes furent inscrits dans la première loi sur l'éducation du Maine dès 1821. Cette influence de la religion sur l'enseignement tient en grande partie à ce que le Maine a été colonisé majoritairement par des puritains venus du Massachusetts.
À côté des écoles publiques, il existait aussi des écoles privées ou semi-privées, héritées elles aussi de l'État mère et qui se comptaient au nombre de 25 en 1821.
Les écoles publiques dépendaient des villes et des districts qui devaient élire chaque année un comité d'au moins trois citoyens ayant la responsabilité d'agréer les enseignants, d'inspecter les écoles, de choisir les ouvrages scolaires et de prendre les mesures disciplinaires lorsqu'elles s’imposaient tant vis-à-vis des enseignants que des élèves. Chaque district déterminait en outre l'âge de scolarisation des enfants. Ce système avait pour principal défaut de manquer d'organisation centralisée et de supervision au niveau de chaque comté. La première tentative du législateur pour y remédier eut lieu en 1843 mais fut rejetée par le Sénat qui la qualifia d'ingérence. En janvier 1846, un comité chargé d'y réfléchir fut réuni à Augusta. Il remit un rapport sévère et ses membres recommandèrent la création d'un State board of education (conseil d'État de l'éducation). Cette recommandation fut intégrée dans la loi en juillet 1846 et le premier conseil constitué dans la foulée. Le système ne fut pas centralisé pour autant : en 1852, chaque comté fut doté d'un commissaire à l'éducation, nommé par le gouverneur de l'État mais qui gardait son indépendance. Cette organisation fut abandonnée en 1854, année où fut créée la charge de surintendant des écoles de l'État dont le titulaire était nommé pour trois ans. La durée de ce mandat fut allongée par la suite, notamment à partir de 1868 lorsque les missions de ce fonctionnaire furent davantage précisées et son salaire réévalué. La même année un logement de fonction lui fut attribué à Augusta. Cette première forme de contrôle de l'État sur l'éducation dans le Maine s'exercera jusqu'à l'année 1900.
En 1859, une association des enseignants de l'État vit le jour, qui fut par la suite à l'origine de nombreuses réformes. Les académies furent créées l'année suivante. La première école normale à être créée dans le Maine le fut à Farmington, en 1864. Suivirent celle de Castine en 1867 et celle de Gorham en 1878. La même année fut fondée la Madawaska Training School, qui deviendra plus tard le Fort Kent State College, afin de préparer les enseignants à la population française de la région de Saint John's Valley dans le nord du Maine. Par la suite, deux autres écoles normales ont été créées à Presque Isle et à Machias, respectivement en 1903 et 1909.
En 1895, obligation fut faite aux enseignants d'obtenir une certification de l'État pour exercer et des écoles d'été pour les enseignants furent créées afin de les former aux méthodes pédagogiques modernes.
En 1899, le surintendant s'est vu confier la responsabilité de l'éducation des enfants résidant dans les territoires non organisés, cantons peu peuplés et sans gouvernement local. Cette responsabilité lui est incombée jusqu'en 1911, année où un directeur de ces écoles rurales a été engagé. À ce titre, le Maine fait figure de modèle pour les autres États de l'Union, garantissant l'accès à l'éducation aux enfants des zones peu peuplées, d'un niveau équivalent voire supérieur à celle dispensée dans les villes organisées et les plantations.
Longtemps opposé à l'aide fédérale en matière d'éducation, le Maine a voté son acceptation en 1961. Jusque-là, le financement du système scolaire reposait sur le fonds scolaire commun, créé dès 1828, précurseur du fonds pour l'égalité des chances en matière d'éducation. Ce fonds, constitué à l'origine par le produit de la vente de 20 cantons, a été alimenté par la suite par une taxe bancaire et un impôt municipal de 40 cents par habitant jusqu'en 1863, porté à 75 cents puis à un dollar en 1868 et enfin diminué à 80 cents jusqu'en 1969.
À la différence d'autres États de l'Union, la question de l'intégration des élèves n'a pas été un sujet dans le Maine, sauf en ce qui concerne les enfants indiens vivant dans les réserves de Penobscot et de Passamaquoddy. Après de longues discussions, le transfert de leur éducation au ministère de la Santé et du Bien-être et de l'Éducation s'est opérée en 1965. Comme les écoles des réserves étaient des écoles séparées, en ce sens qu'elles n'étaient fréquentées que par des enfants tribaux, la question de l'intégration s'est aussitôt posée. En fin de compte, un accord à l'amiable a pu être trouvé, en vertu duquel les enfants indiens étaient autorisés à fréquenter les écoles voisines sur la base du volontariat.
En 1966, le recours à la télévision éducative s'est largement diffusé dans le Maine où a été créée une station d'État à l'Université du Maine en partenariat avec WCBB (Colby-Bates-Bowdoin). Le ministère a par ailleurs engagé un spécialiste de l'enseignement à la télévision et a produit des programmes sur la santé, l'histoire du Maine et d'autres domaines où les programmes n'étaient pas facilement disponibles.
L'âge de la scolarité obligatoire a été relevé : de 14 ans en 1900, il est passé à 17 ans en 1965. Les lois sur l'assiduité obligatoire ont été renforcées et l'absentéisme scolaire a été érigé en infraction juvénile.
L'année scolaire a été progressivement allongée de 20 à 26 semaines en 1909, à 30 en 1915, à 32 en 1929 et à 36 en 1953.
Le département de l'éducation du Maine, qui se composait en 1920 d'un surintendant d'État, d'un adjoint, de deux éducateurs ruraux et de quelques directeurs de programmes s'est développé progressivement. Depuis sa réorganisation en 1954, le personnel est réparti en six divisions.
L'enseignement à domicile est autorisé dans le Maine où il est encadré par une loi spécifique qui relève de la loi sur la fréquentation obligatoire. Il est à la charge financière exclusive du parent qui l'assure. Par ailleurs et dans la mesure où cet enseignement n'est pas normé, aucun diplôme ou certificat d'achèvement n'est délivré par l'État lorsque le parent estime que son enfant a terminé ses études. L'école locale auprès de laquelle doit être déclaré l'enseignement à domicile n'est pas tenue de fournir du matériel pédagogique mais dans certaines conditions et situations, l'enfant peut accéder à certains programmes des écoles publiques. Au 30 juin 2020, 6 770 enfants étaient scolarisés à domicile dans le Maine.
Le 22 août 2022, la Bibliothèque d'État du Maine et l'Institut Drucker de l'Université d'études supérieures de Claremont ont lancé une plate-forme d'apprentissage et de formation continue tout au long de la vie, la Bendable Maine, dans le cadre de la stratégie de développement économique à dix ans de l'État. Les ressources mises en ligne concernent majoritairement le monde du travail mais aussi d'autres sujets comme la diététique, le bricolage, les technologies modernes ou encore la gestion du budget familial. L'objectif de ce nouvel outil est de « cultiver chez les habitants le goût de l'apprentissage continu afin de les rendre plus résilients face à une économie en développement constant et améliorer leur sentiment général de bien-être ».

## Culture
Le Maine est principalement connu pour son paysage rural, la pêche au homard, et son unique peuple et dialecte[pas clair].

### Événements autour de l'agriculture

#### Foires agricoles

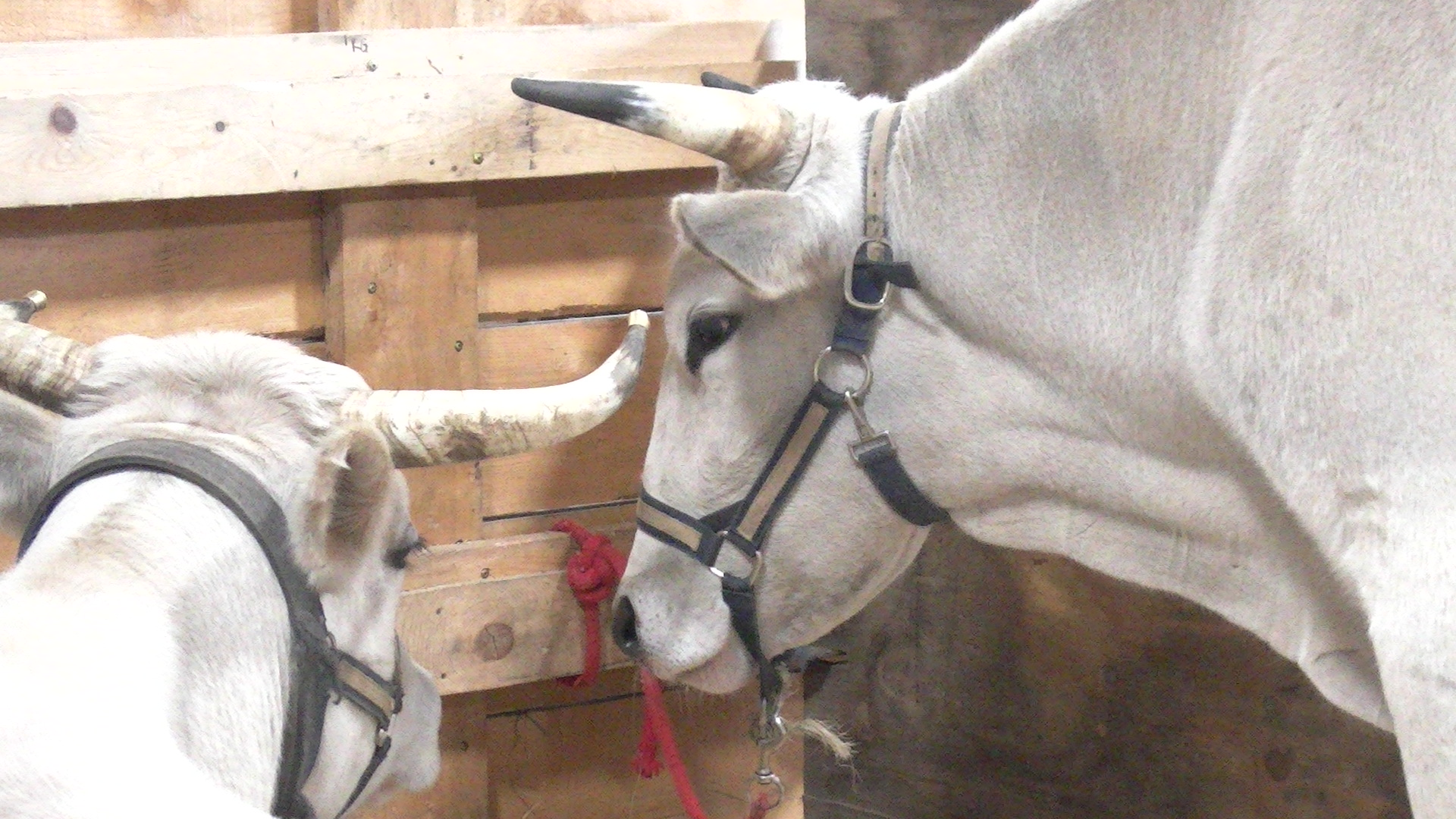
Bœufs à la foire de Fryeburg (2019).

Les foires agricoles, qui s'étalent de la fin juin à début octobre, sont de longue tradition dans le Maine. Le calendrier officiel de 2023 en dénombre vingt-cinq. En 1912, une association des foires du Maine a vu le jour, qui a pour objectif de favoriser la coopération entre les différents évènements et de promouvoir les actions pédagogiques envers les agriculteurs et la population locale. La saison commence avec la foire de Monmouth dans le comté de Kennebec, organisée pour la première fois en 1907, et se termine avec la foire de Fryebourg dans le comté d'Oxford, dont la première édition remonte à 1851, qui se tient sur la première semaine d'octobre et présente environ 3 000 animaux.
La foire d'État se tient historiquement à Skowhegan dans le comté de Somerset. Elle a été organisée pour la première fois en 1819, alors que le Maine faisait encore partie du Massachusetts. Son objectif principal était et reste encore l'amélioration des races équines et bovines. Les champs de foire ont été acquis en 1856 et se sont agrandis au fil du temps. La dernière acquisition foncière date de 2005 pour l'extension du parc des expositions. Les exposants viennent en effet de plus d'une centaine de localités du Maine et de nombreux États de l'Union. Des artistes populaires se produisent lors de la foire depuis 1997. En 1999, un incendie criminel a ravagé la tribune et la Salle de la Constitution qui ont cependant été reconstruits la même année grâce à une collecte de fonds. En 2003, une aire de camping a été aménagée, pouvant accueillir 200 campeurs. Très fréquentée, la foire, qui se tient en août, se déroule désormais sur 10 jours.

#### Salon des métiers agricoles du Maine
Organisé depuis 1941, ce salon qui a lieu traditionnellement en janvier se déroule sur trois à cinq jours. Ouvert aux producteurs, il s'adresse aussi aux consommateurs. Il est l'occasion des rassemblements des guildes et associations de producteurs. L'édition 2025 accueillera à Augusta le Conseil de nutrition du Maine et le Sommet de l'agritourisme du Maine.

#### Journées Portes ouvertes dans les fermes
Depuis 1989, l'État organise une journée « portes ouvertes » des fermes du Maine (Maine Open Farm Day) qui a lieu le quatrième dimanche du mois de juillet. Cet évènement est l'occasion pour les habitants d'aller à la rencontre des agriculteurs et à la découverte des paysages agricoles et du bétail élevé dans les fermes. Chaque comté propose un itinéraire jalonné des fermes participantes consultable sur le site officiel du ministère de l'agriculture, de la conservation et des forêts du Maine, Real Maine.

#### Festivals agricoles
De nombreux festivals thématiques ont lieu chaque année dans le Maine, mettant en valeur ses produits emblématiques comme la pomme de terre, le bleuet ou la citrouille. Le plus connu et l'un des plus anciens est le Potato Blossom Festival de Fort Fairfied dans le comté d'Aroostook. Ces festivals célèbrent aussi les produits de la pêche comme le Festival du saumon et des fruits de mer organisé depuis 1987 à Eastport dans le comté de Washington, à la frontière du Canada.

### Événements artistiques et culturels
Le Maine est aussi connu pour ses festivals sur les arts et la culture dont les plus prestigieux sont le Bates Danse Festival  qui se déroule à Lewiston, festival de danse de renommée internationale, le Festival international de musique de l'institut Bowdoin (musique de chambre) fondé en 1964 à Brunswick, le Maine Craft Weekend qui se tient dans tout l'État autour des métiers d'art avec, chaque année, des « villes vedettes » et le Festival acadien de Madawaska qui se déroule sur quatre journées au mois d'août autour de cette culture et de son patrimoine.

### Personnalités nées dans le Maine
Dans l'ordre alphabétique
- la journaliste et commentatrice sportive Erin Andrews, née à Lewiston
- l'ancienne joueuse de basket-ball Cindy Blodgett, née à Clinton
- le général Joshua Chamberlain (1828 - 1914), né à Brewer, qui s'est distingué à la Bataille de Gettysburg et a été élu gouverneur du Maine pendant quatre mandats
- William S. Cohen, né à Bangor, 20e secrétaire à la Défense des États-Unis et auteur de plusieurs ouvrages
- l'ancien pilote de course automobile NASCAR Richard Allen Craven, né à Newburgh
- le nageur Ian Crocker, né à Portland, médaillé olympique
- l'acteur Patrick Dempsey, né à Lewiston
- le réalisateur John Ford, né John Feeney (1894 -1973), né à Cape Elizabeth
- le juge Melville Fuller (1833 - 1910), seul natif du Maine à avoir été nommé juge en chef de la Cour suprême des États-Unis
- l'ancien boxeur Joey Gamache, né à Lewiston, champion du monde de boxe en 1992 (poids-légers)
- Hannibal Hamlin (1809 - 1891), né à Paris Hill, premier mainois à occuper le poste de vice-président des États-Unis
- le peintre  Marsden Hartley, né à Lewiston
- l'actrice et chanteuse Anna Kendrick, née à Portland
- le romancier Stephen King, né le 21.09.1947 à Portland, dont la plupart des romans se situe dans des lieux fictifs de cet État mais inspirés de localités réelles[200]. Cet auteur reste très attaché au Maine où il vit une grande partie de l'année. Il y possède deux maisons, l'une à Bangor dans le comté de Penobscot, l'autre à Lovell dans le comté d'Oxford. Il y participe à de nombreuses œuvres philanthropiques dont la Stephen et Tabitha King Foundation créée avec sa femme en 1986 et à laquelle ils versent chaque année 10 % de leurs revenus[201]
- la rameuse Harbor Eleanor Logan, née à Boothbay, première rameuse américaine à remporter une médaille d’or lors de trois Jeux olympiques consécutifs
- le poète Henry Wadsworth Longfellow (1807 - 1882), né à Portland
- Edmund Muskie (1914-1966), né à Rumford, secrétaire d’État du président Carter
- le poète Edwin Arlington Robinson (1869 - 1935), né à Alna, qui a reçu trois prix Pulitzer de poésie
- Nelson A. Rockefeller (1908-1979), né à Bar Harbor, gouverneur de New York de 1959 à 1973 et vice-président des États-Unis sous le président Gerald Ford de 1974 à 1977
- l'ancienne marathonienne Joan Benoit Samuelson, née à Freeport, médaillée olympique
- la poétesse Edna St.Vincent Millay (1892 - 1950), née à Rockland
- Margaret Chase Smith (1897-1995), née à Skowhegan, première femme du Maine à avoir été élue au Sénat américain
- Samantha Smith (1972 -1985), née à Manchester, qui a exprimé ses craintes d'une possible menace d'holocauste nucléaire dans une lettre désormais célèbre au Premier ministre soviétique Yuri Andropov
- l'athlète Louis Sockalexis (1871-1913), membre de la tribu Penobscot, premier Amérindien à jouer dans la ligue majeure de baseball et premier joueur minoritaire de la Ligue nationale
- Gerald E. Talbot, né à Bangor, premier législateur afro-américain du Maine en l'honneur duquel la Ville a rebaptisé en 2021 le parc de Second Street[202]

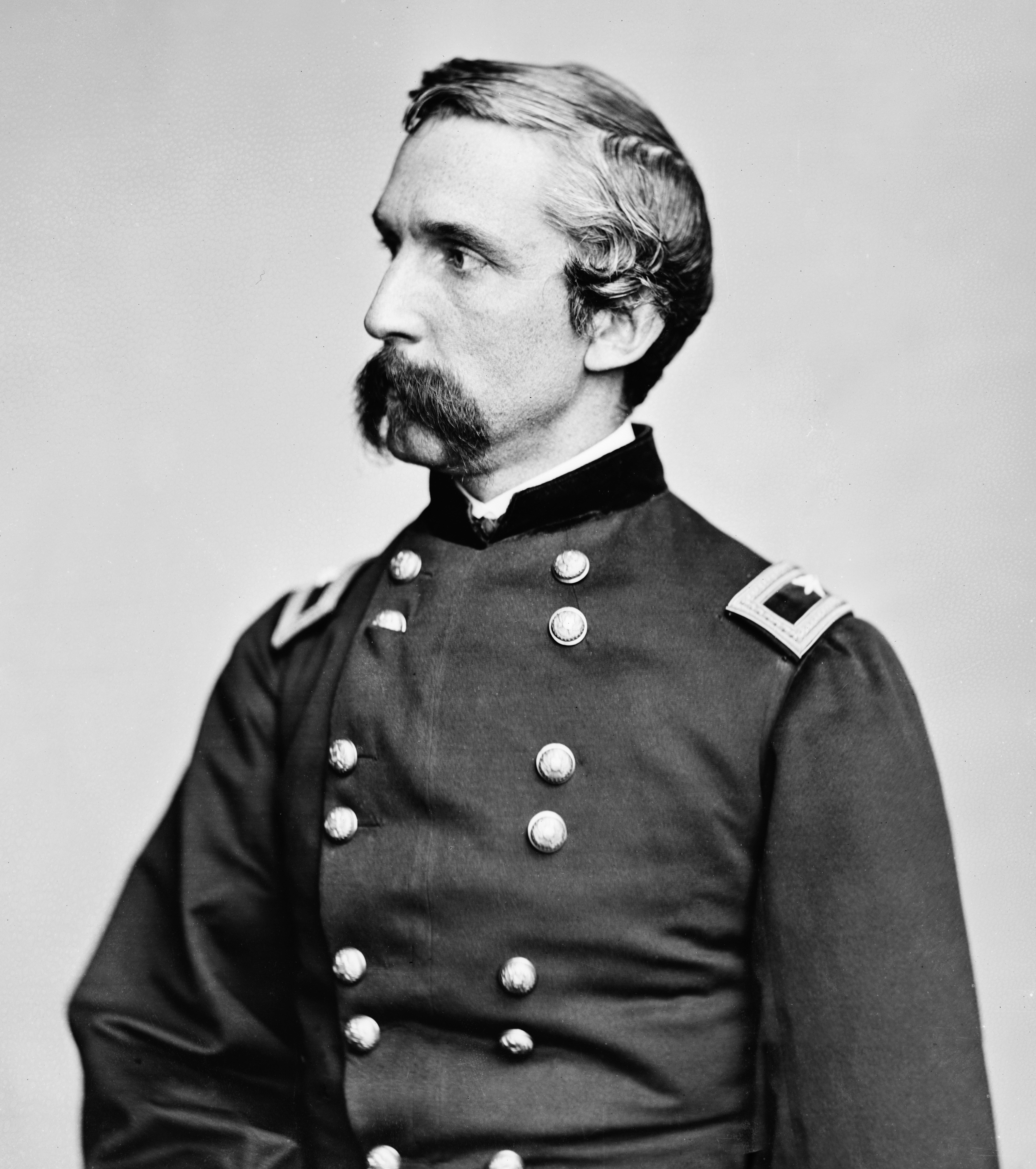
Joshua Chamberlain
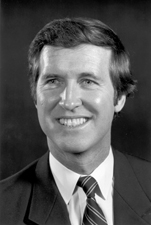
William Cohen
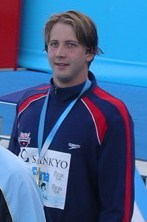
Ian Crocker
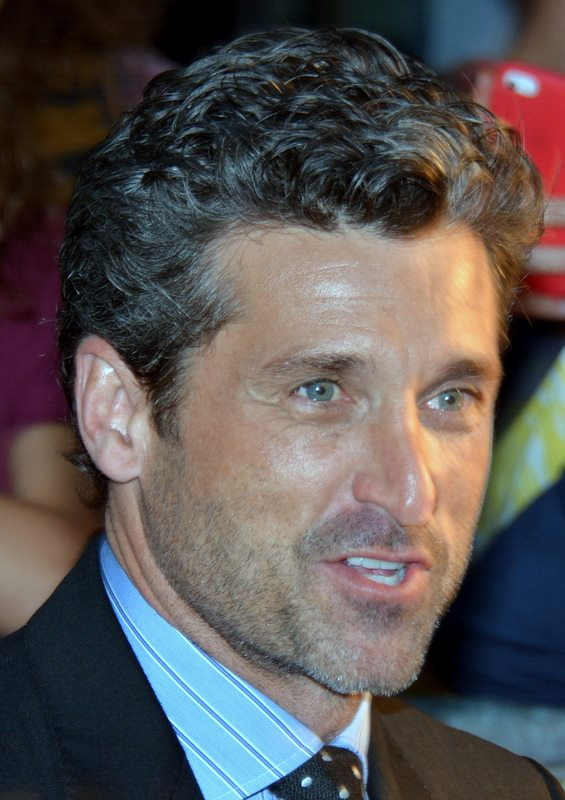
Patrick Dempsey
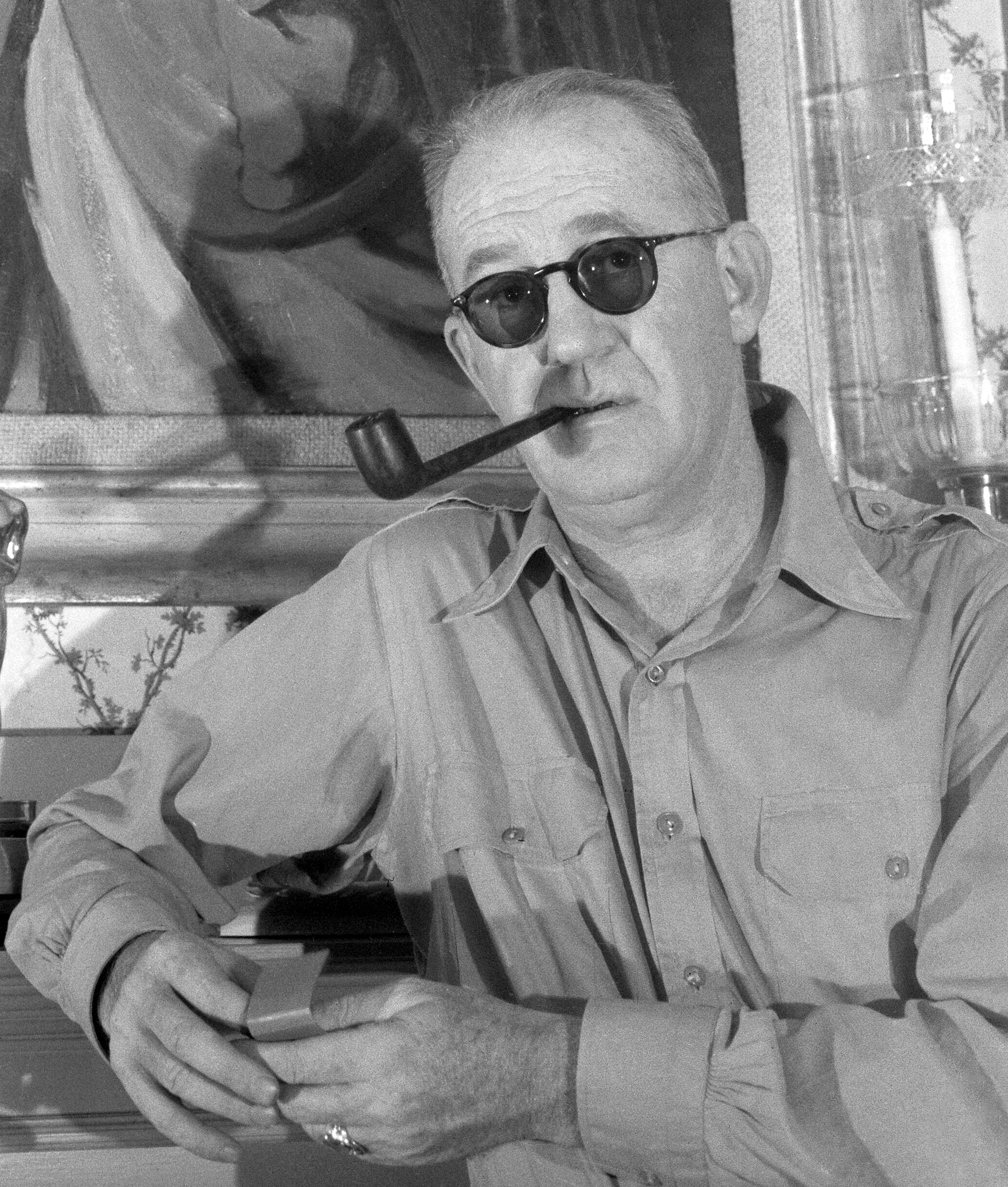
John Ford
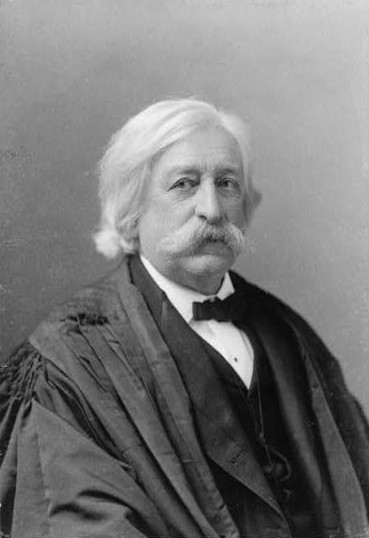
Melville Fuller
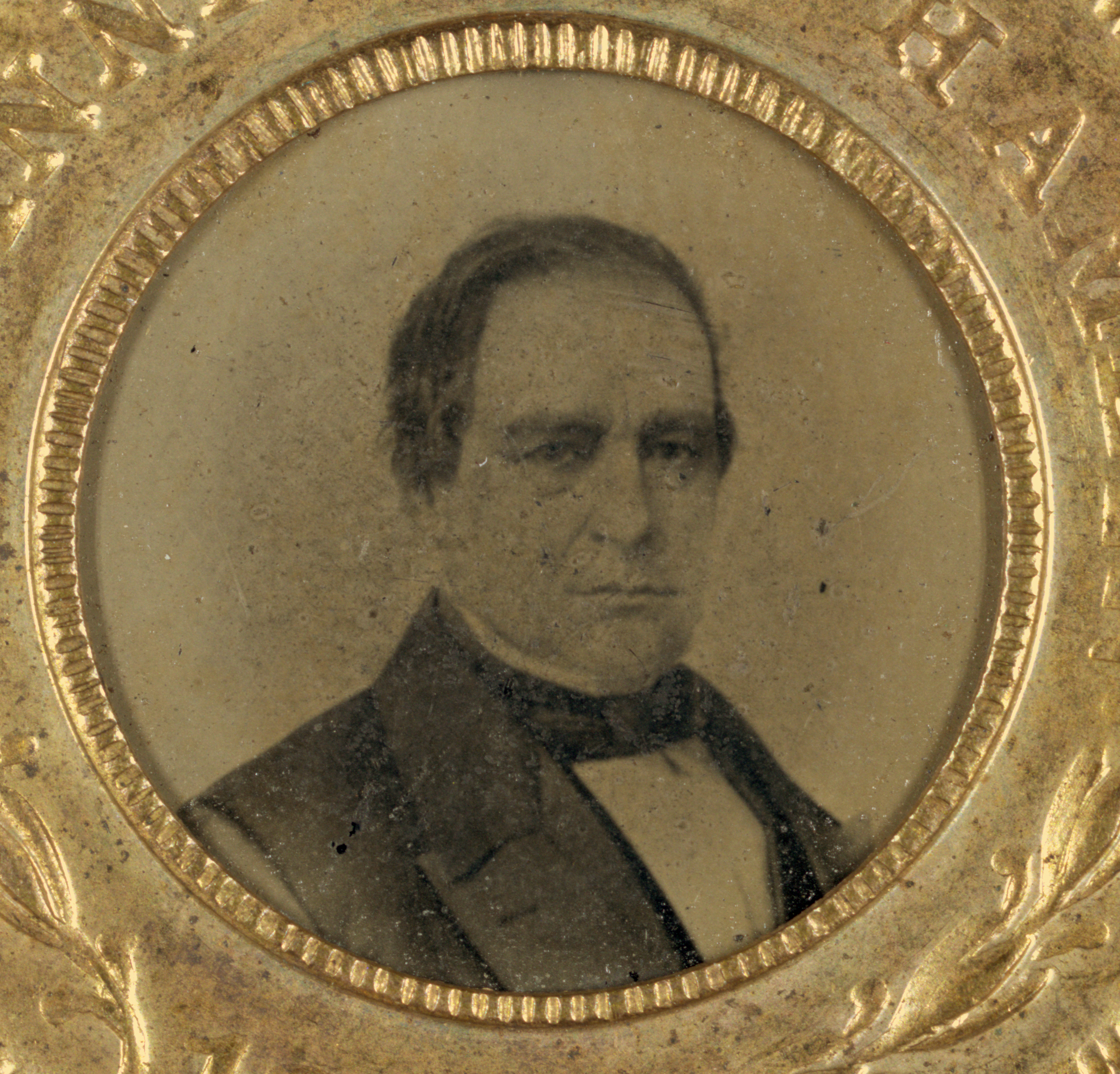
Hannibal Hamlin
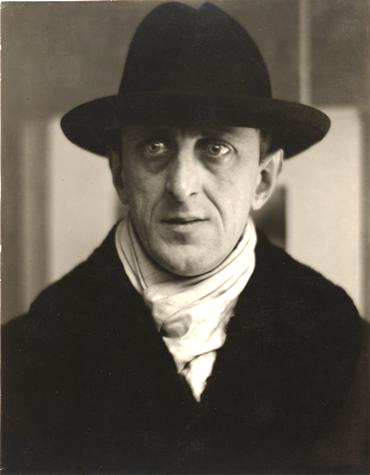
Marsden Hartley
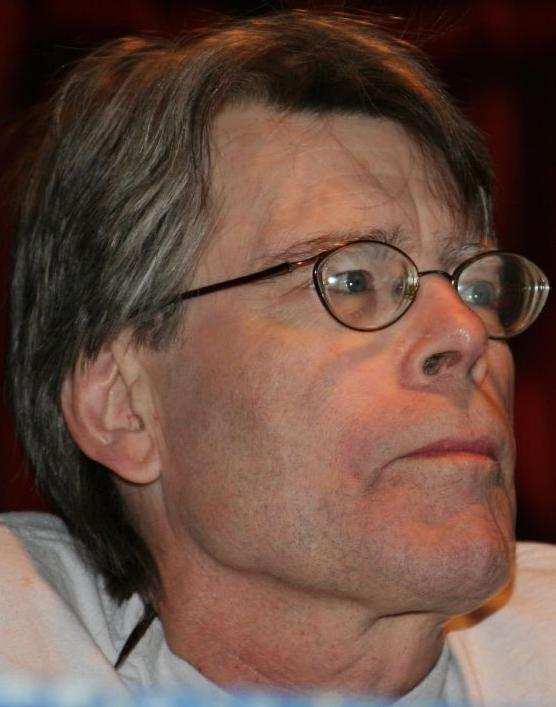
Stephen King
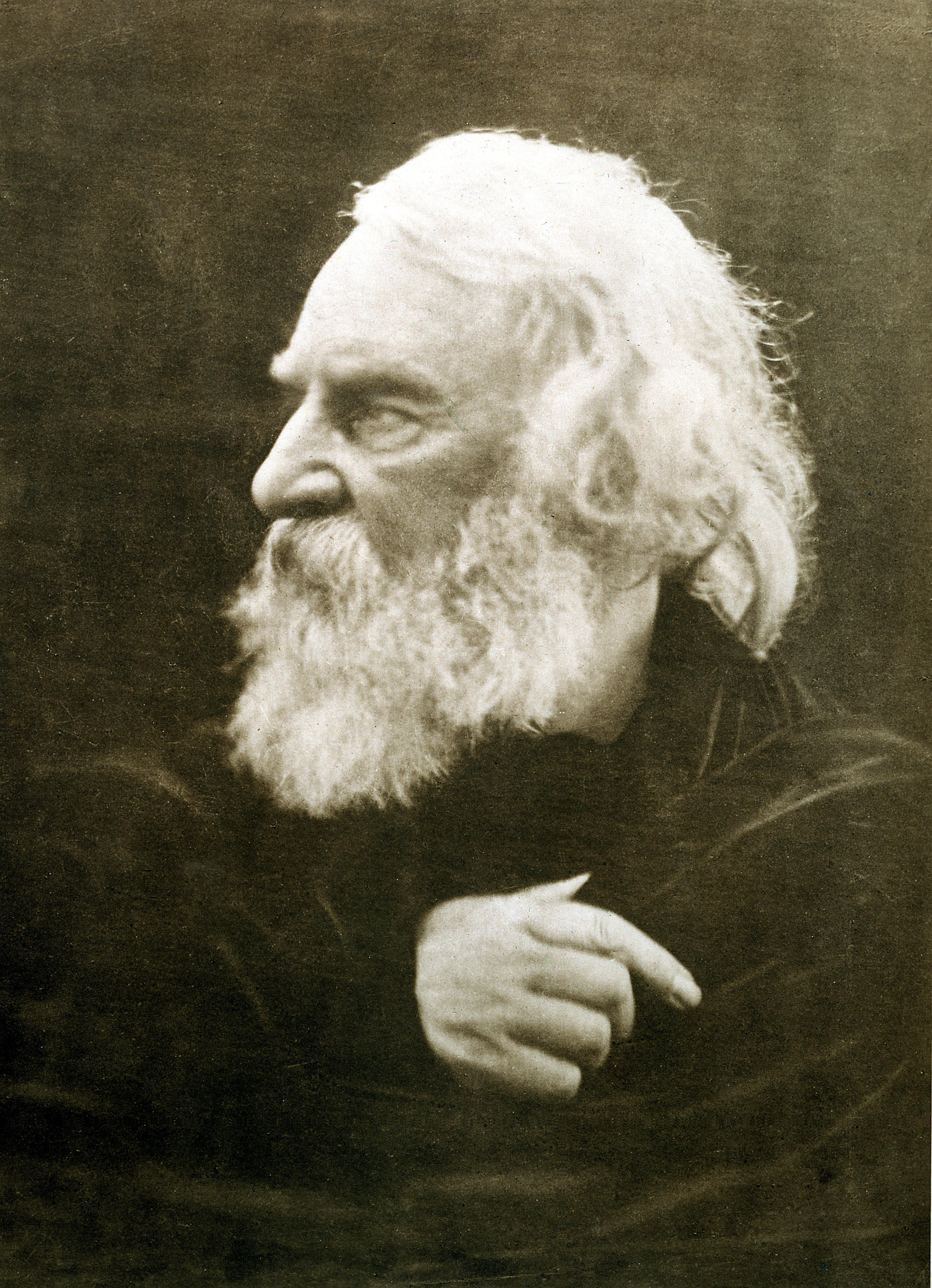
Henry Wadsworth Longfellow
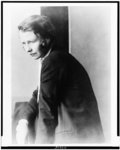
Edna St.Vincent Millay
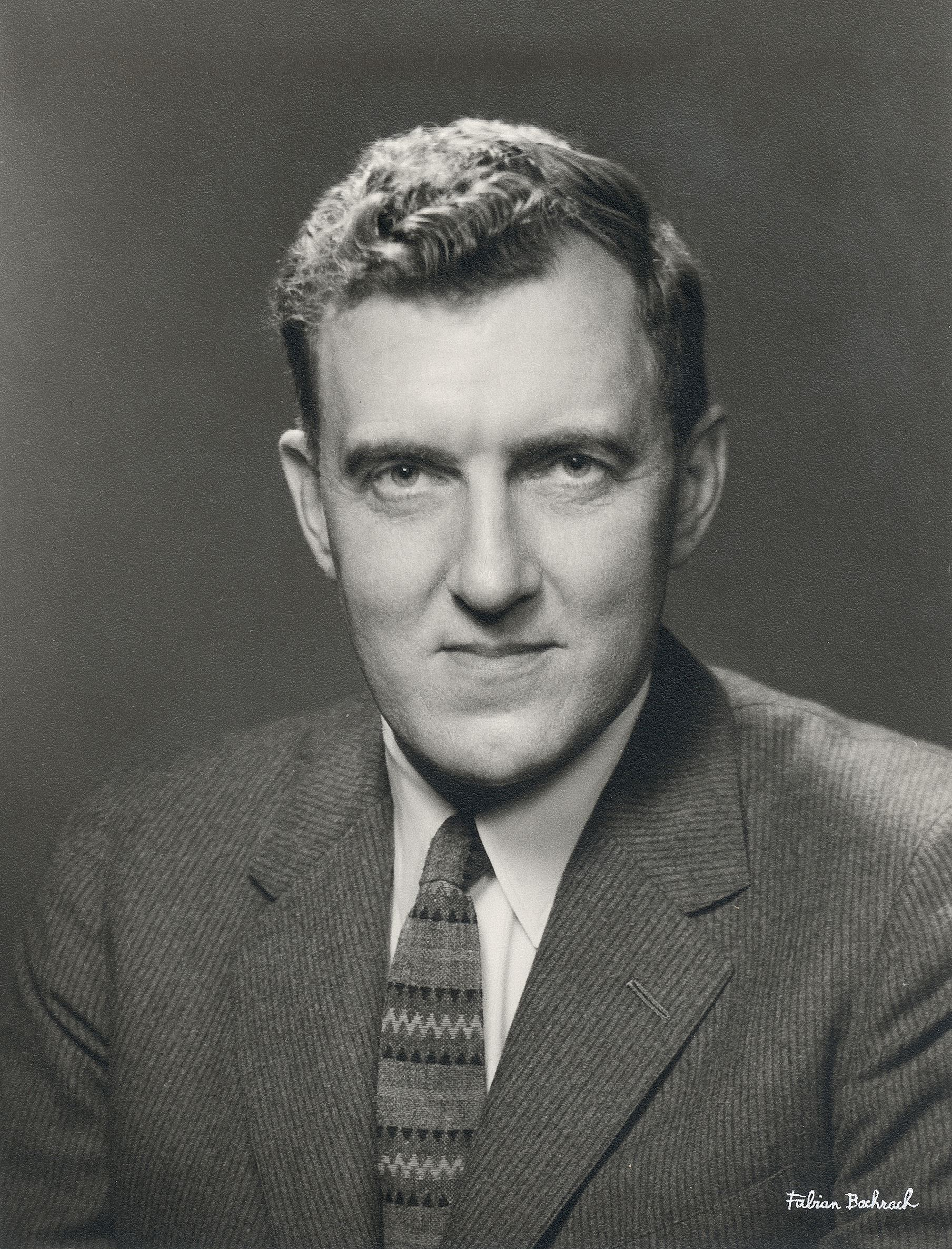
Edmund Muskie
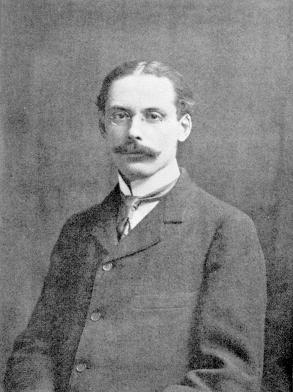
Edwin Arlington Robinson
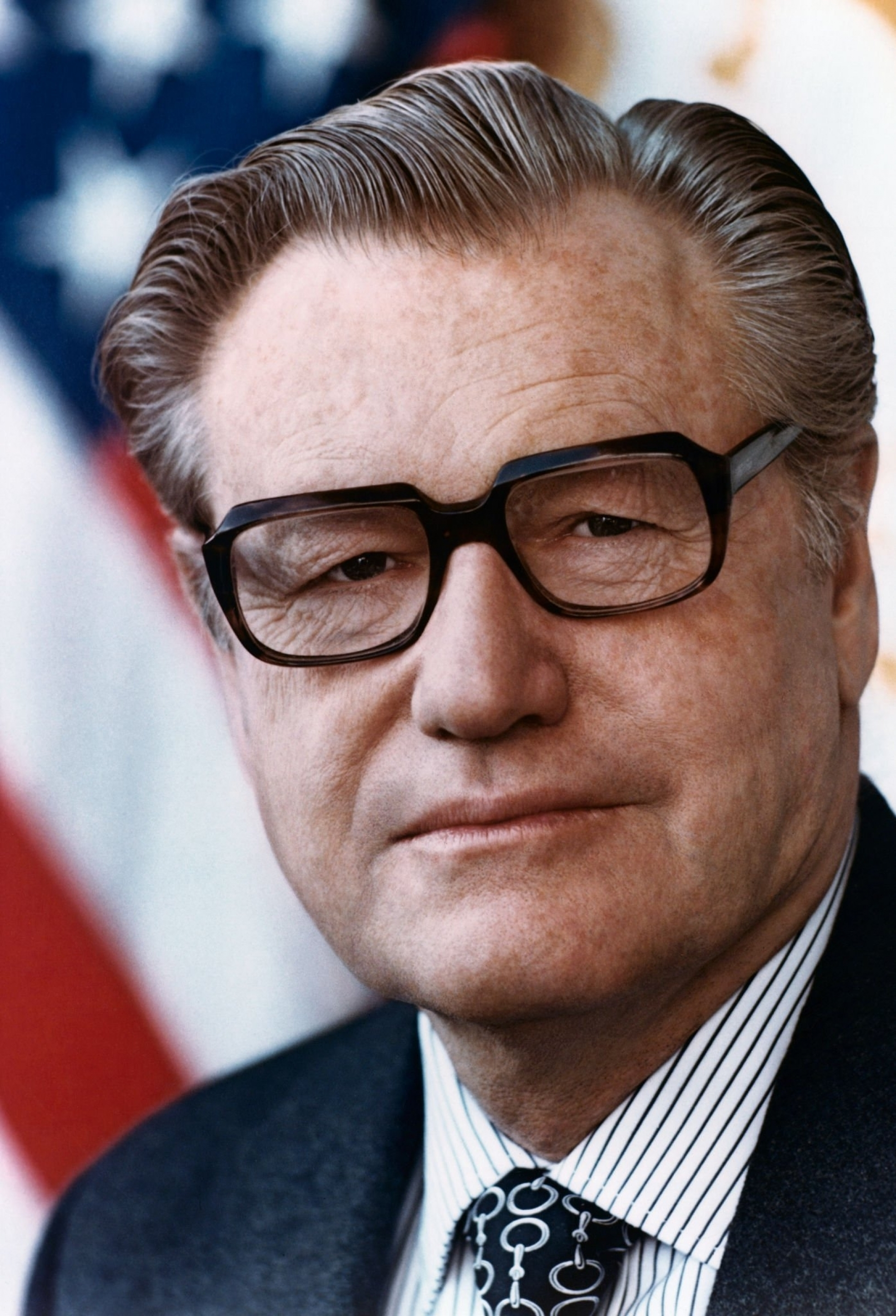
Nelson Rockefeller
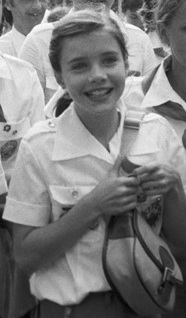
Samantha Smith
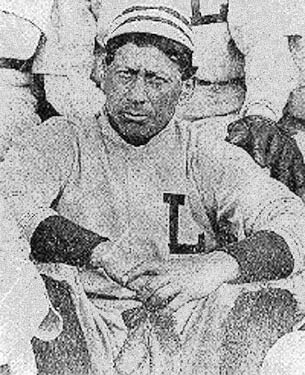
Louis Sockalexis
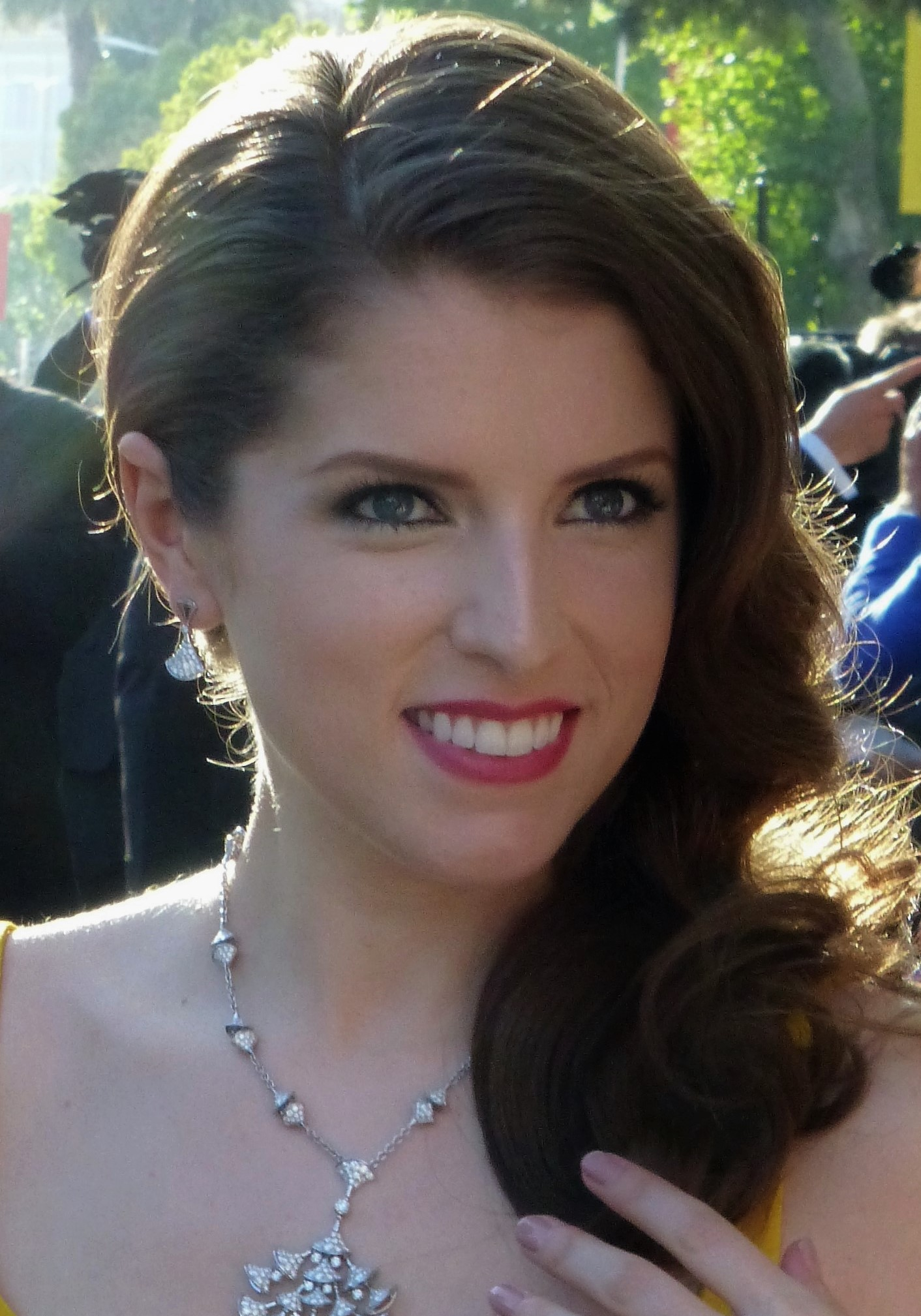
Anna Kendrick
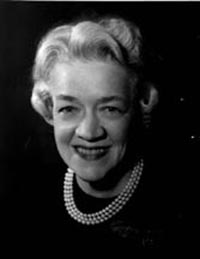
Margaret Chase Smith
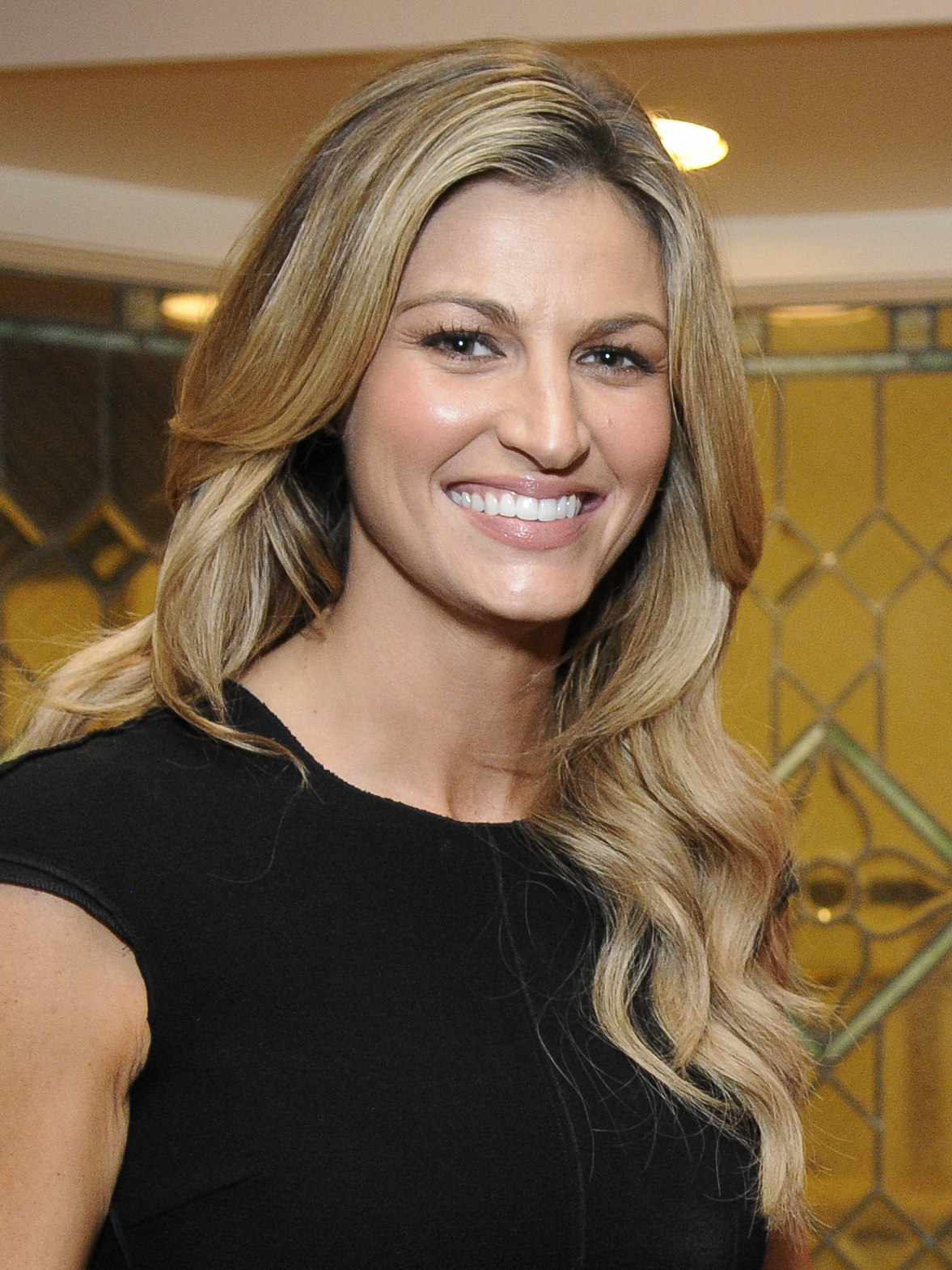
Erin Andrews

### Personnalités liées à l’État du Maine

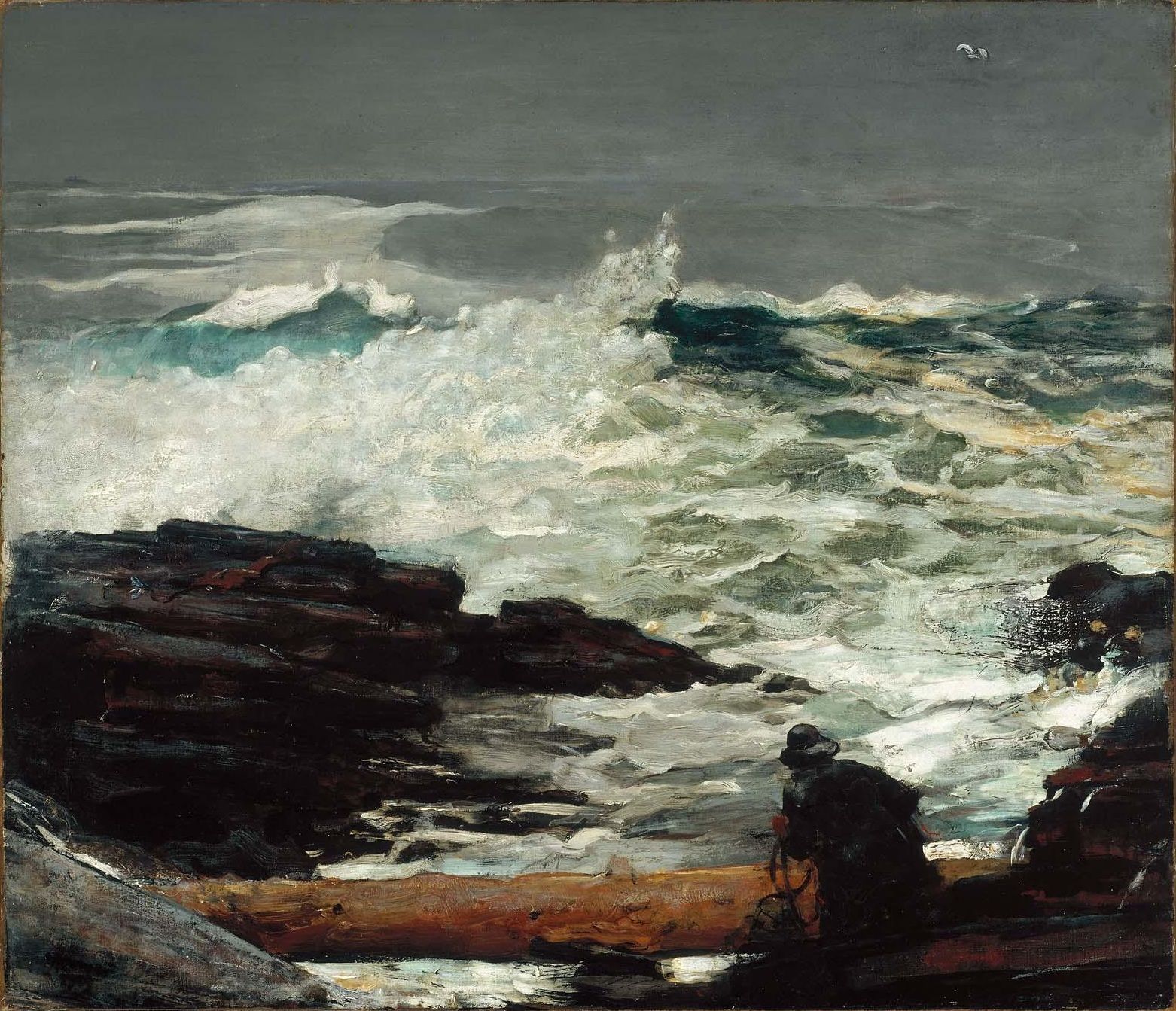
Driftwood (Bois flotté)
Winslow Homer, 1909
musée des Beaux-Arts de Boston

En 1883, le peintre Winslow Homer, décide de quitter New York pour s'installer à Prouts Neck (en), petit village côtier, près de Scarborough, habité de quelques pêcheurs et entouré de fermes. Il y fait construire un atelier à une centaine de mètres de la plage. C'est là qu'il finit ses jours en 1910. Il ne quitte Prouts Neck que pour de brefs voyages à Boston ou New York.

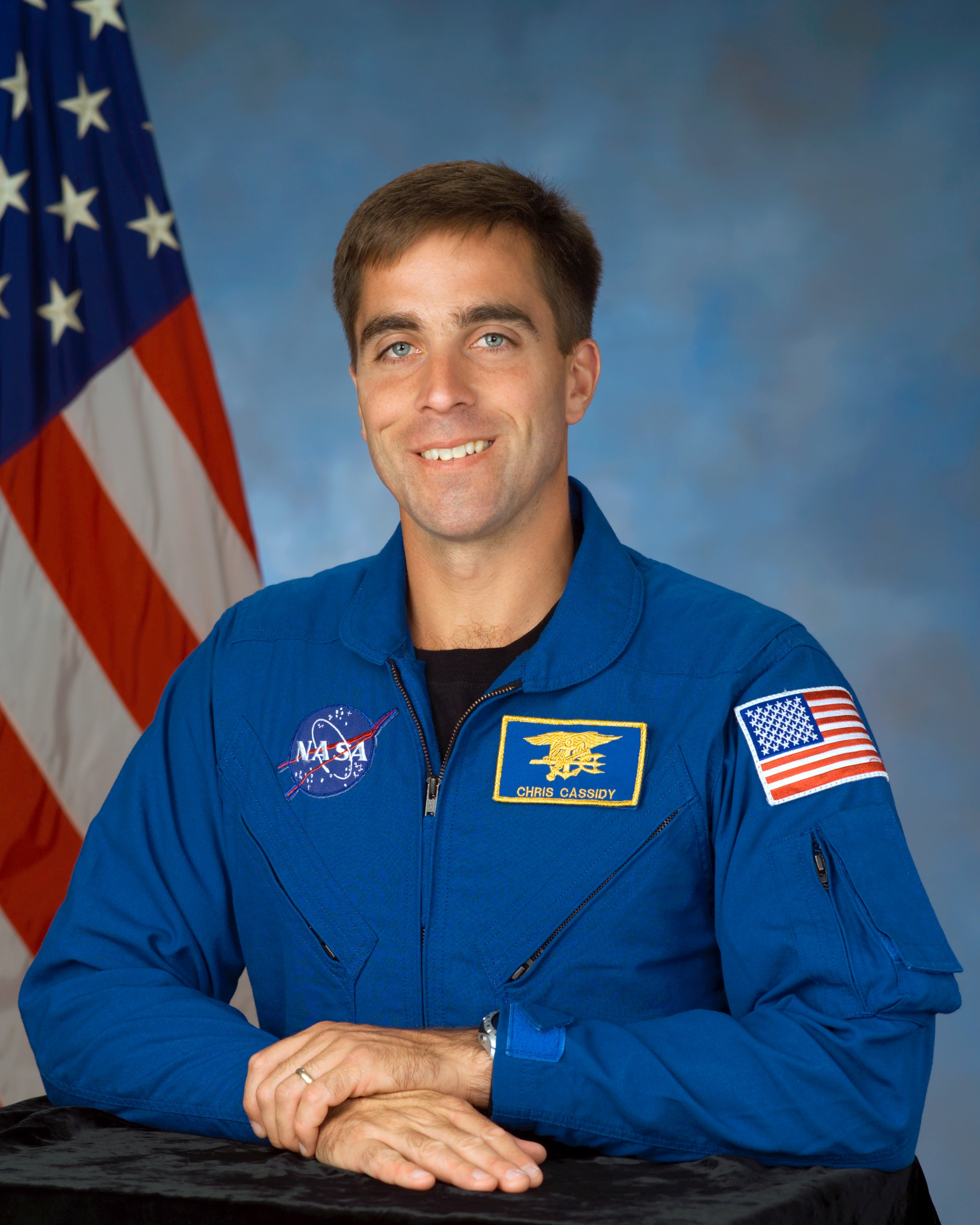
Christopher J. Cassidy

Bien que né à Salem dans le Massachusetts, l'astronaute Christopher John Cassidy considère York, dans le Maine, comme sa ville natale. Il est d'ailleurs diplômé de la York High School.

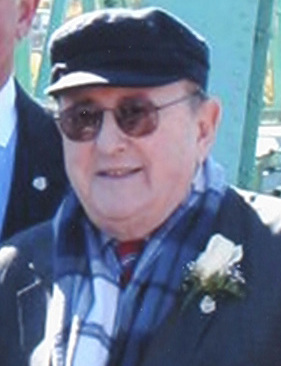
Dr Bernard Lown

Originaire de la Lituanie, le Dr Bernard Lown (1921-2021), cardiologue qui a mis au point le défibrillateur à courant continu et le cardioverteur pour corriger les troubles du rythme cardiaque, a émigré à l'âge de 14 ans dans le Maine où il a obtenu son diplôme de la Lewiston High School en 1938, puis un baccalauréat en zoologie à l’Université du Maine avant de recevoir son diplôme de médecine de l'Université Johns-Hopkins.
L'auteure de livres d'enfants Amy MacDonald a déménagé dans le Maine avec sa famille en 1988. C'est une artiste enseignante du programme national de tournées Partners in Education du John F. Kennedy Center for Performing Arts. Elle anime des ateliers de développement professionnel pour les enseignants et des ateliers d'écriture pour les étudiants.
Le peintre Neil Welliver, père de l'acteur américain Titus Welliver, a visité le Maine en 1962 et y a acheté une ferme dans la localité de Lincolnville, comté de Waldo, où il a résidé jusqu'à sa mort. Ce paysagiste de renom a peint de nombreux paysages à grande échelle des bois du Maine qu'il a ainsi immortalisés.

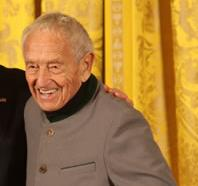
Andrew Wyeth

Bien que né en Pennsylvanie, l'artiste peintre Andrew Wyeth, était très attaché au Maine et ce dès son enfance. En raison de sa santé fragile, ses parents l'avaient confié en effet à des tuteurs, parents plus âgés, qui lui feront passer tous ses étés à Port Clyde à partir de 1920. Devenu adulte, Wyeth séjournera régulièrement dans le Maine avec sa famille. Avec son épouse, Betsy, dont la famille passait elle aussi ses étés dans cet État, il achètera en 1978 Southern Island : cette île deviendra le cadre de nombreuses peintures de paysages du Maine dont la plus connue est Sea Running. L’artiste a reçu en 1953 son premier doctorat honorifique du Colby College de Waterville.
La femme de lettres française Marguerite Yourcenar (1903-1987) acheta, avec sa compagne Grace Frick, une petite maison sur l'île des Monts Déserts. Elle y demeura de 1950 à sa mort à l'hôpital de Bar Harbor, et elle est enterrée au cimetière du village de Somesville.

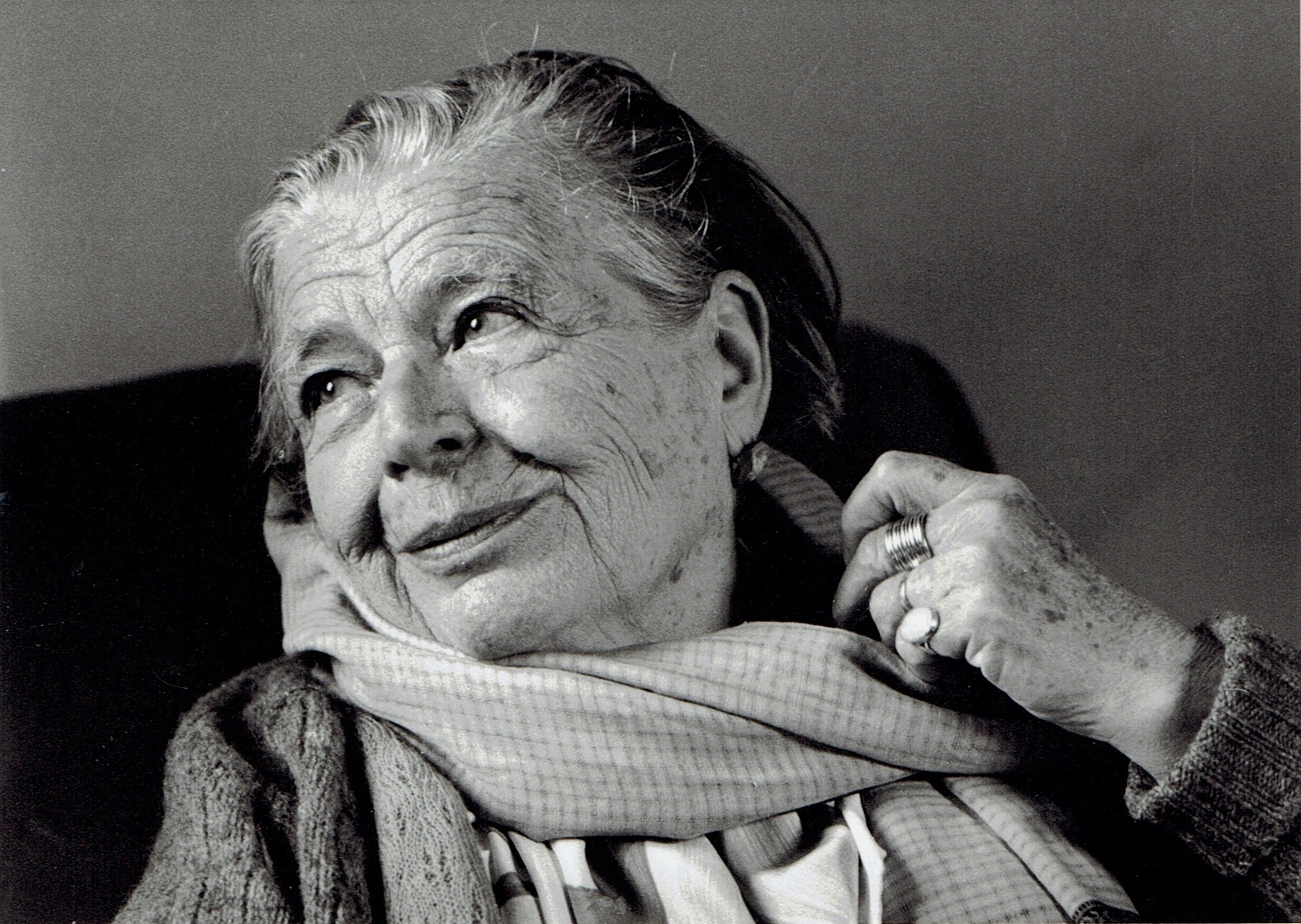
Marguerite Yourcenar.
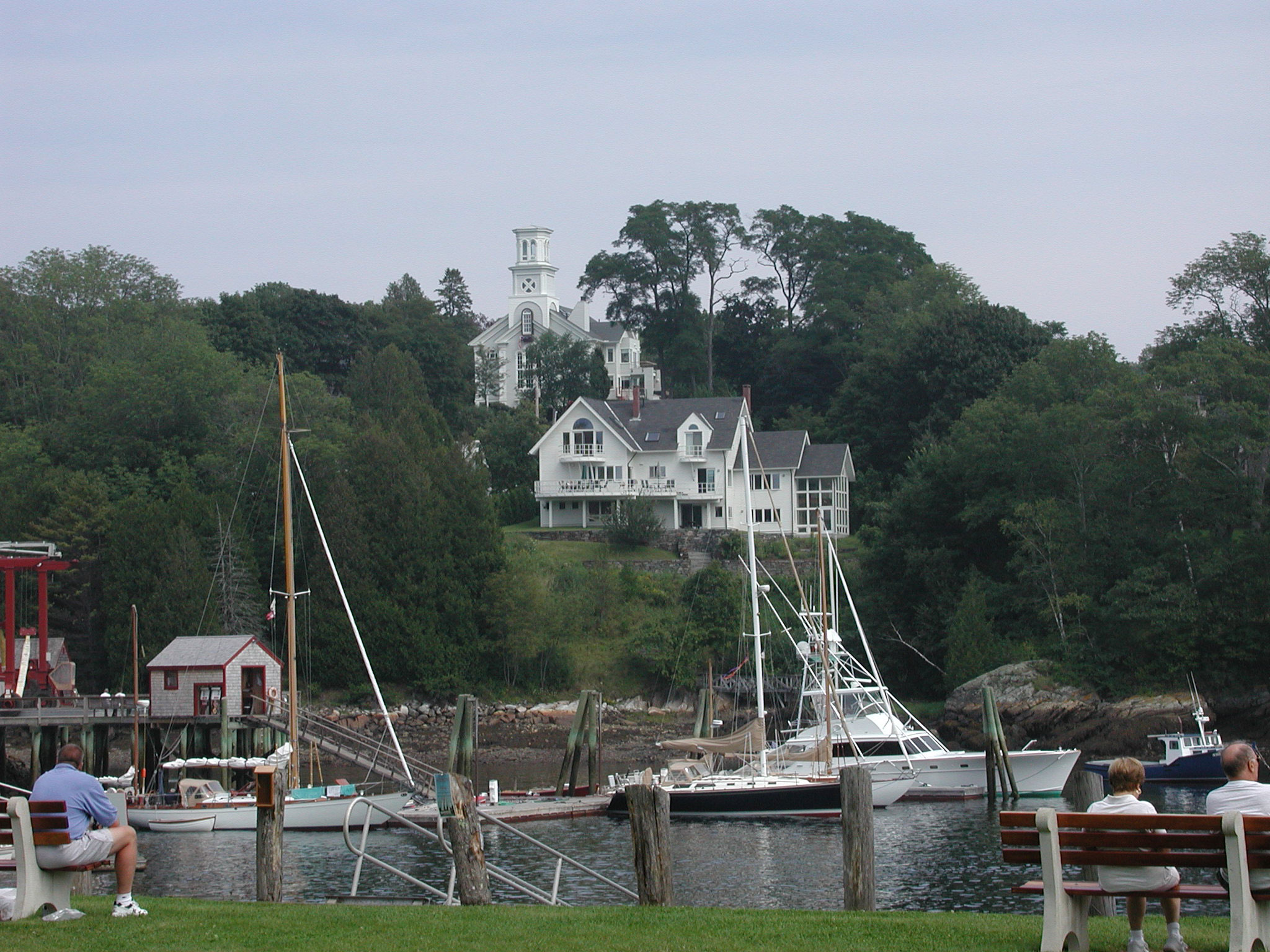
Rockport, Maine.
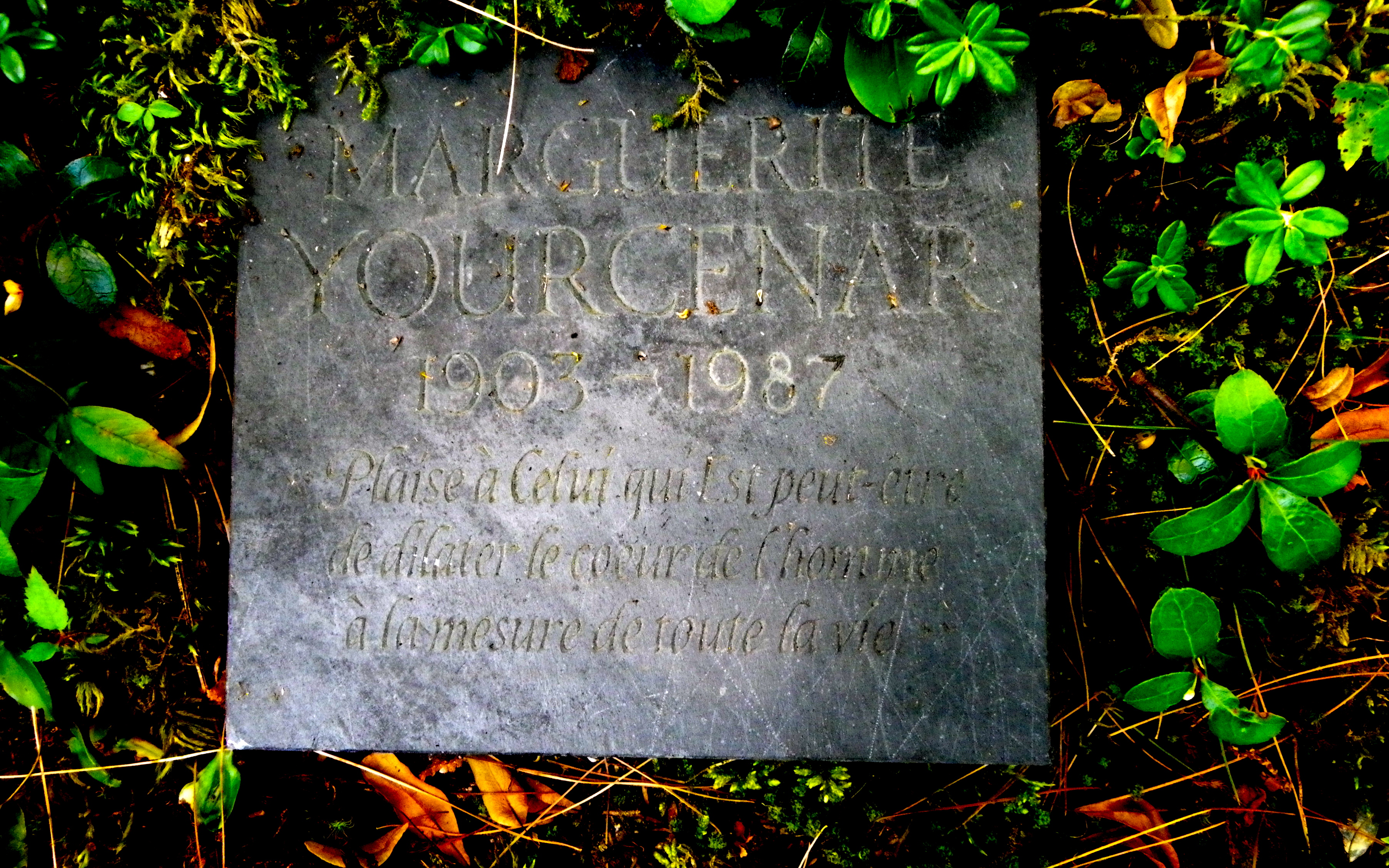
Plaque funéraire.

### Universités
- Bates College
- Bowdoin College
- Colby College
- Université du Maine
- Université de Nouvelle-Angleterre
- Thomas College

### Dans la culture populaire

#### À la télévision
La série télévisée Arabesque se déroule dans le Maine.
Dans la série Supernatural, lorsque en empruntant un portail magique, ils quittent le Purgatoire où ils ont été successivement expédiés, les frères Dean puis Sam Winchester atterrissent dans les bois du Maine, à Hundred-Mile Wilderness, la section du sentier des Appalaches la plus sauvage et la plus difficile à parcourir.
Bien que principalement tournée au Canada voisin, la saison 3 de Reacher se déroule dans le Maine dont plusieurs localités sont évoquées telles Portland, Gorham (Comté de Cumberland), Pittsfield (Comté de Somerset) et Waterville (Comté de Kennebec).